# El Escorial
El Escorial es un municipio y villa española de la Comunidad de Madrid. Está situado en la zona noroeste de la Comunidad, a los pies de la vertiente meridional de la sierra de Guadarrama, y forma parte de la comarca de la Cuenca del Guadarrama. Pertenece al partido judicial de San Lorenzo de El Escorial, el número siete de la comunidad de Madrid.
A pesar de posibles restos romanos en la zona, sus orígenes se encuentran a caballo entre los siglos XI y XII, cuando la conquista de Toledo en 1085 permitió el afianzamiento de los núcleos situados al norte de la sierra de Guadarrama y el inicio del proceso repoblador en su vertiente meridional. Este proceso, espontáneo en sus inicios y con gentes de origen vasco-navarro, leonés y burgalés, fue regulado por el Concejo de Segovia a finales del siglo XIII, que llevó a cabo la organización del territorio. Así, el entorno escurialense pertenecía al sexmo de Casarrubios, una de las divisiones de la comunidad de ciudad y tierra de Segovia.
En 1561 Felipe II decidió construir en el término escurialense un monasterio en honor a San Lorenzo; para el mismo adquirió varios enclaves de la zona como La Herrería, La Fresneda, El Campillo y Monesterio que, junto con El Escorial, servirían para satisfacer las necesidades de los monjes y de la Corte. La población adquirió, por real cédula de 1565, el título de Villa, dejó de depender de Segovia y se convirtió en territorio de realengo, a la vez que sufrió una profunda transformación urbanística. Ya a mediados del siglo XVIII, ante la demanda de servicios y aposentos para el séquito real, se dieron los primeros pasos para lo que sería un nuevo núcleo de población junto al Monasterio —lo que luego sería San Lorenzo de El Escorial—, que finalmente en 1792 se segregó de El Escorial por decisión de Carlos IV.
A principios del siglo XIX, y con motivo de la Guerra de la Independencia, la villa sufrió fuertes represalias por la resistencia ofrecida a los franceses, y este comportamiento le valió el título de «Leal», otorgado por Fernando VII el 8 de agosto de 1815. Si bien tradicionalmente la principal actividad económica había sido la ganadería, en el siglo XIX, y gracias a la llegada del ferrocarril en 1861, la villa vivió un cierto progreso industrial con iniciativas empresariales entre las que destacó la fábrica de Chocolates Matías López; ya en el siglo XX, a la actividad ganadera se unieron el comercio y el turismo, principales motores económicos en la actualidad.
El turismo se sustenta en la riqueza natural de la zona, con el Pinar de Abantos y la zona de La Herrería como principales atractivos, y en su patrimonio histórico-artístico, en el que destacan la iglesia de San Bernabé, BIC desde 1983, y varios enclaves que forman parte del Real Sitio de San Lorenzo de El Escorial y El Escorial, entre ellos el Monasterio de Prestado, La Granjilla de La Fresneda, la Casa-fuerte de El Campillo y la Casita del Príncipe, BIC desde 1992 e igualmente Patrimonio de la Humanidad —junto con el Monasterio y la Casita del Infante— desde 1984.
Las celebraciones más representativas del municipio son San Sebastián —celebrada conjuntamente con San Lorenzo de El Escorial—, las fiestas patronales en honor a San Bernabé —durante las cuales tiene lugar la Feria Industrial y Artesana de la Sierra de Guadarrama— y la romería de Nuestra Señora de la Herrería, patrona de la villa, que en 2014 fue declarada de Interés Turístico.

## Toponimia
El topónimo de El Escorial parece proceder de la vegetación dominante en su entorno en el momento de su fundación, el roble y encina —aesculus en latín—. Así lo indicó ya el padre Martín Sarmiento en 1762, que derivó el término Escurial del bajo latín esculealis —adjetivo de esculus o aesculus—, del cual nació la voz esculeal, escurial y escorial, esto es, un terreno poblado de ésculos, carbajos o quejigos.
Otra teoría, propuesta en su momento por el padre José de Sigüenza, deriva el término Escorial del latín scoria, que significa inmundicia o desecho, referido especialmente a aquellos resultantes del trabajo de los metales; significaría, por tanto, un lugar donde se abandonaban esos desechos o un montón de escorias.
Una tercera teoría, señalada por Andrés Avelino de Salaber y Artea, propone su origen en el vocablo escouro, con el significado de lugar oscuro, debido a la abundancia de arbolado. El hecho de que El Escorial se encuentre al este de la sierra de Guadarrama lo convierte en un lugar con menor insolación durante las tardes, lo que contribuye a reforzar esta idea, tal vez con mayor fuerza, que el hecho de tener abundantes árboles.

## Geografía física

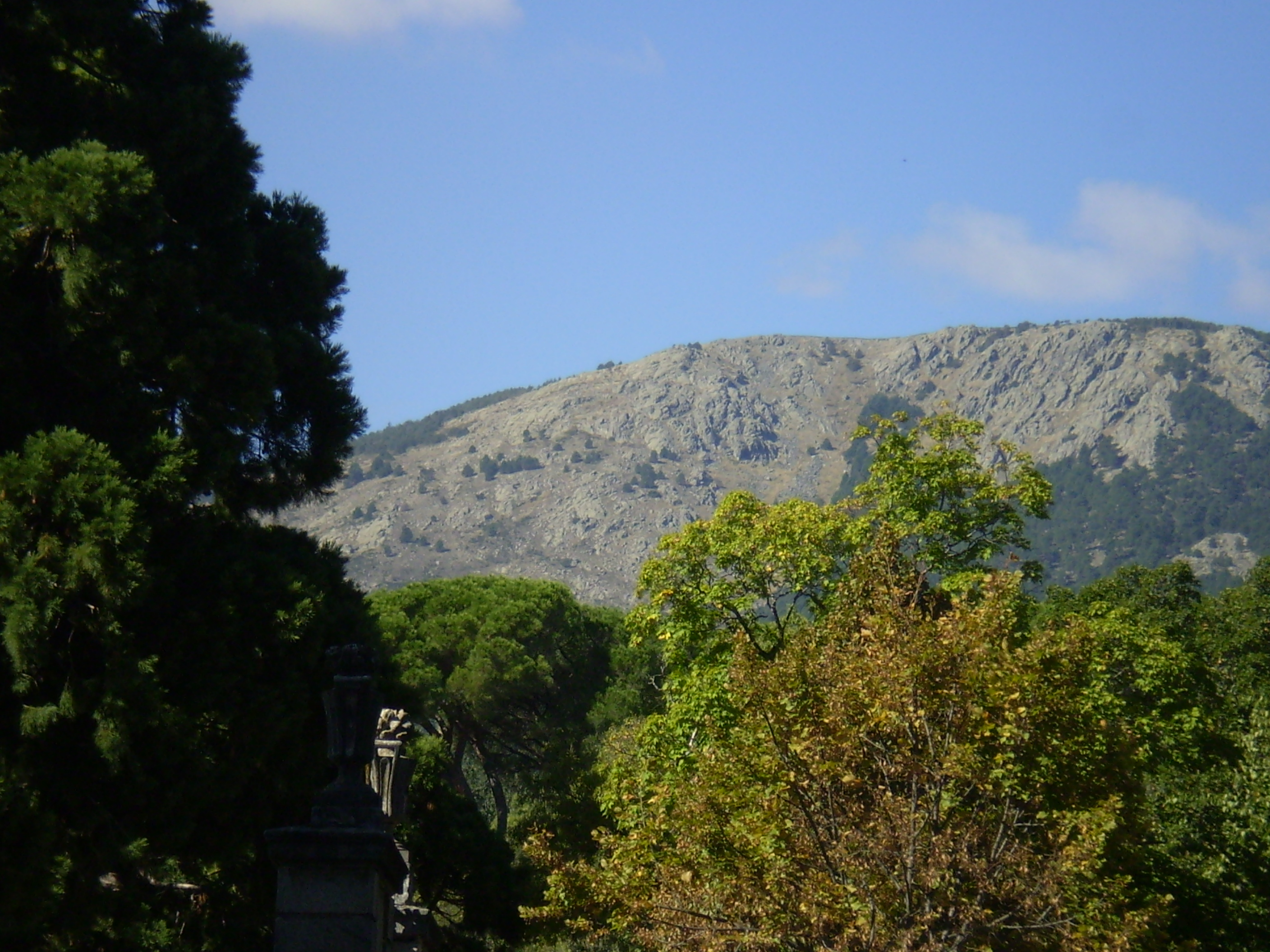
El monte Abantos, visto desde los jardines de la Casita del Príncipe, preside el paisaje de la zona

### Ubicación
El término municipal de El Escorial, que abarca una superficie de 68,75 km², está situado al noroeste de la Comunidad de Madrid, en el piedemonte de la sierra de Guadarrama. Su territorio está representado en la hoja MTN50 (escala 1:50 000) 532 del Mapa Topográfico Nacional.
| Noroeste: San Lorenzo de El Escorial    | Norte: San Lorenzo de El Escorial | Noreste: Galapagar   |
| Oeste: San Lorenzo de El Escorial       |                                   | Este: Galapagar      |
| Suroeste Zarzalejo y Robledo de Chavela | Sur: Valdemorillo y Navalagamella | Sureste: Colmenarejo |

### Orografía
El Escorial se encuentra en la vertiente sur del sistema Central, en concreto en la zona de contacto entre las sierras de Guadarrama y Gredos. Forma parte del piedemonte serrano, caracterizado por un relieve aplanado y pendientes poco pronunciadas a excepción de pequeñas elevaciones, y cuenta con Las Machotas (1461 m s. n. m.) y el monte Abantos (1763 m s. n. m.) como referencias orográficas más importantes de la zona. Su ubicación en una zona de transición entre la sierra y la llanura provoca la existencia de una variada flora en función de la elevación del terreno. La altitud media del municipio oscila entre los 840 m s. n. m. del entorno del embalse de Valmayor y los 1100 m s. n. m. del paraje de los Ermitaños, en plena ladera de Las Machotas.

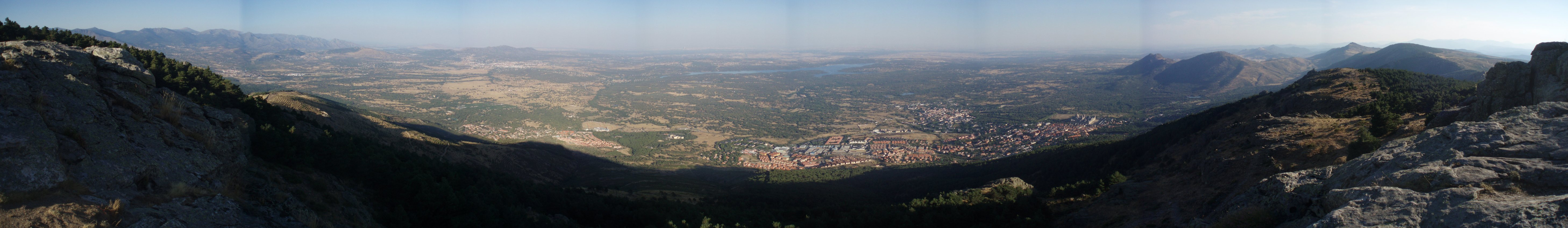
Panorámica desde el monte Abantos en la que se observan, a los pies del mismo, los núcleos de San Lorenzo de El Escorial y El Escorial

### Hidrografía

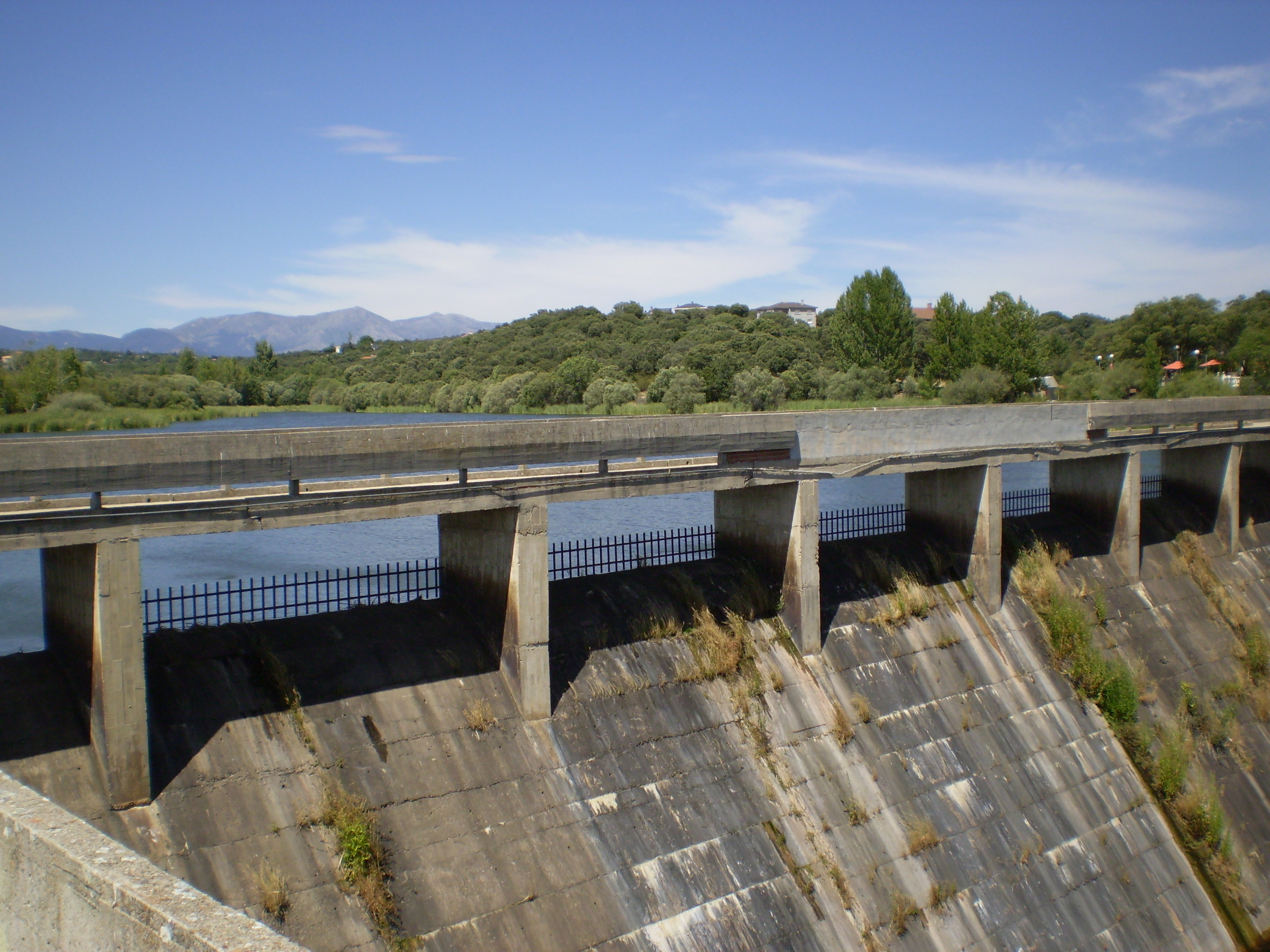
Presa del embalse de Los Arroyos, formado por el arroyo Ladrón, afluente del río Aulencia

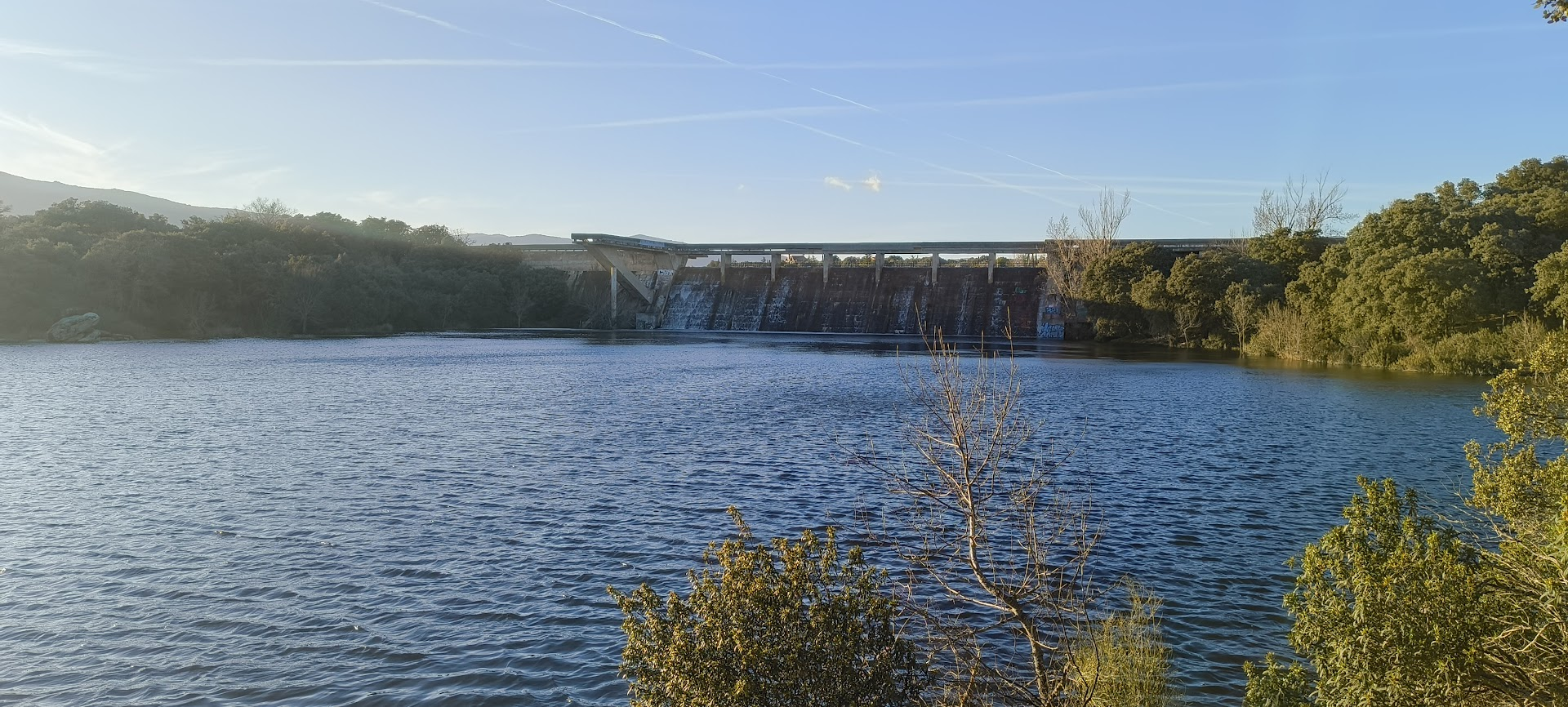
Embalse de Valmayor en 2025

La totalidad del municipio pertenece a la cuenca hidrográfica del Tajo a través de los distintos cauces que desembocan en el río Guadarrama; este solo discurre dos kilómetros por la zona oriental del municipio, formando el límite con el término de San Lorenzo de El Escorial. El curso de agua más importante es el río Aulencia, que, a través del arroyo del Batán, tiene su origen en las laderas del puerto de la Cruz Verde y atraviesa el municipio de oeste a este para más adelante alcanzar el embalse de Valmayor. En este embalse también desagua el arroyo Ladrón, que es contenido en el embalse de Los Arroyos. Otros cauces fluviales de importancia son los arroyos Guatel, Loco, Fuentevieja y de los Buzones. También son características las distintas lagunas que salpican el paisaje y entre las cuales destaca el complejo de Castrejón, situado al oeste de Peralejo. A todos ellos hay que añadir los cinco embalses construidos en el siglo XVI para el abastecimiento de La Granjilla. El drenaje en la zona es difícil debido a sus características graníticas, por lo que es habitual la acumulación de aguas en superficie.

### Clima
El clima en el municipio se clasifica como mediterráneo continentalizado, de inviernos fríos con frecuentes heladas y nevadas, y veranos cálidos y secos. La oscilación térmica anual supera los 15 °C mientras que la diaria rebasa en ocasiones los 20 °C. Las precipitaciones —cuyo alto índice en este caso se explica por la elevada altitud del municipio y su ubicación en plena sierra— se reparten de forma irregular a lo largo del año, con escasez de las mismas en verano, concentrándose al final del otoño, en los meses invernales y al inicio de la primavera.
Según la clasificación climática de Köppen El Escorial se encuadra en la variante Csa, es decir, clima mediterráneo de veranos cálidos, con la temperatura media del mes más cálido por encima de 22 °C. Sobre la base de los datos de la estación meteorológica situada en San Lorenzo de El Escorial (Monasterio), a 2 kilómetros de distancia, los parámetros climáticos promedio aproximados del municipio son los siguientes:
| Parámetros climáticos promedio de San Lorenzo de El Escorial (temperaturas y precipitaciones)                                     | Parámetros climáticos promedio de San Lorenzo de El Escorial (temperaturas y precipitaciones) | Parámetros climáticos promedio de San Lorenzo de El Escorial (temperaturas y precipitaciones) | Parámetros climáticos promedio de San Lorenzo de El Escorial (temperaturas y precipitaciones) | Parámetros climáticos promedio de San Lorenzo de El Escorial (temperaturas y precipitaciones) | Parámetros climáticos promedio de San Lorenzo de El Escorial (temperaturas y precipitaciones) | Parámetros climáticos promedio de San Lorenzo de El Escorial (temperaturas y precipitaciones) | Parámetros climáticos promedio de San Lorenzo de El Escorial (temperaturas y precipitaciones) | Parámetros climáticos promedio de San Lorenzo de El Escorial (temperaturas y precipitaciones) | Parámetros climáticos promedio de San Lorenzo de El Escorial (temperaturas y precipitaciones) | Parámetros climáticos promedio de San Lorenzo de El Escorial (temperaturas y precipitaciones) | Parámetros climáticos promedio de San Lorenzo de El Escorial (temperaturas y precipitaciones) | Parámetros climáticos promedio de San Lorenzo de El Escorial (temperaturas y precipitaciones) | Parámetros climáticos promedio de San Lorenzo de El Escorial (temperaturas y precipitaciones) |
| Mes | Ene.                                                                                          | Feb.                                                                                          | Mar.                                                                                          | Abr.                                                                                          | May.                                                                                          | Jun.                                                                                          | Jul.                                                                                          | Ago.                                                                                          | Sep.                                                                                          | Oct.                                                                                          | Nov.                                                                                          | Dic.                                                                                          | Anual                                                                                         |
| --- | --------------------------------------------------------------------------------------------- | --------------------------------------------------------------------------------------------- | --------------------------------------------------------------------------------------------- | --------------------------------------------------------------------------------------------- | --------------------------------------------------------------------------------------------- | --------------------------------------------------------------------------------------------- | --------------------------------------------------------------------------------------------- | --------------------------------------------------------------------------------------------- | --------------------------------------------------------------------------------------------- | --------------------------------------------------------------------------------------------- | --------------------------------------------------------------------------------------------- | --------------------------------------------------------------------------------------------- | --------------------------------------------------------------------------------------------- |
| Temp. media (°C) | 5.40                                                                                          | 6.40                                                                                          | 8.50                                                                                          | 9.70                                                                                          | 13                                                                                            | 19.50                                                                                         | 22.90                                                                                         | 23                                                                                            | 19.40                                                                                         | 13.50                                                                                         | 9.10                                                                                          | 6.60                                                                                          | 13.1                                                                                          |
| Precipitación total (mm) | 98.40                                                                                         | 73.10                                                                                         | 64.80                                                                                         | 88.60                                                                                         | 84.30                                                                                         | 43.40                                                                                         | 17.70                                                                                         | 16.30                                                                                         | 46.20                                                                                         | 106.50                                                                                        | 135.40                                                                                        | 109.20                                                                                        | 883.9                                                                                         |
| Fuente: Ministerio de Agricultura, Alimentación y Medio Ambiente. Datos de precipitación (1961-2003) y de temperatura (1973-2003) |                                                                                               |                                                                                               |                                                                                               |                                                                                               |                                                                                               |                                                                                               |                                                                                               |                                                                                               |                                                                                               |                                                                                               |                                                                                               |                                                                                               |                                                                                               |

En el refranero popular se encuentran dos ejemplos relacionados con la climatología de la zona: Si San Benito se pone la capucha, pronto recibe San Lorenzo una ducha y Al ventarrón de El Escorial, no se le dé la frente, sino el espaldar.

## Naturaleza
Geología

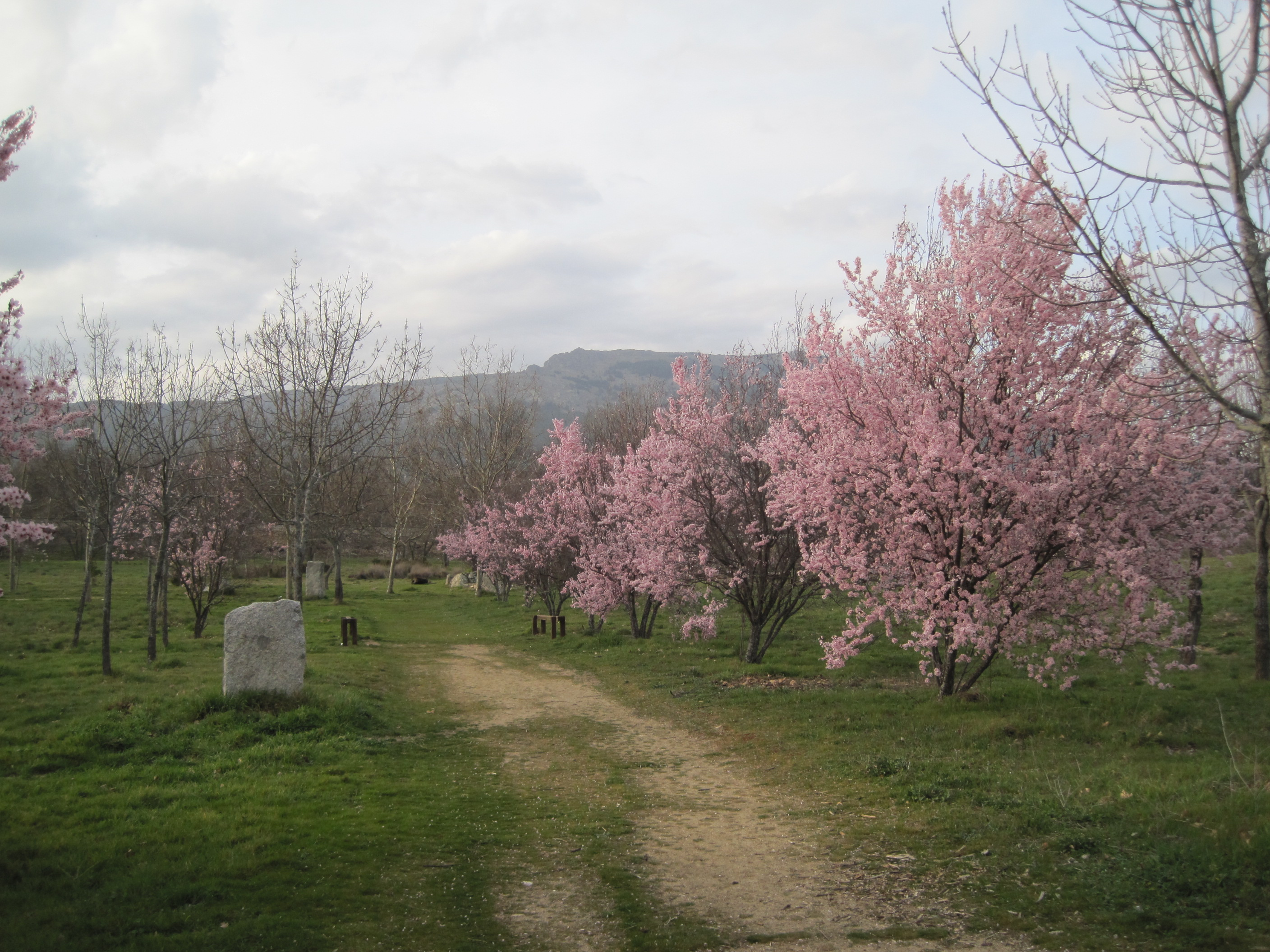
Parque de La Manguilla a principios de primavera

Geológicamente, El Escorial se encuadra en la zona Galaico-Castellana. Dentro del Sistema Central, se sitúa junto al extremo occidental del Complejo de Guadarrama, cuyo límite oriental se encuentra en la falla de Berzosa y el occidental en el corrimiento de Santa María de la Alameda. A nivel litológico, los materiales más destacados que se encuentran en el municipio son granitos del Paleozoico —utilizados para la construcción—, y áridos de granulometría gruesa cuya producción se destina a macadán. Respecto a la estratigrafía, la mayor parte del municipio se corresponde con niveles graníticos hercinianos de adamelitas; estos afloramientos paleozoicos se completan con sedimentos del Cuaternario a base de cantos, gravas y arenas en terrazas y depósitos aluviales.
Flora
El término municipal de El Escorial se encuentra en la transición entre los pisos bioclimáticos supramediterráneo y mesomediterráneo, por lo que su vegetación clímax se compone de especies marcescentes y esclerófilas. La especie predominante en el municipio es la encina, que se extiende de manera homogénea por las cercanías de varias urbanizaciones así como grandes fincas privadas; su accesibilidad y el relieve poco accidentado en el que se encuentra provocan que sufra cierto grado de deforestación debido a la presión humana. En su estrato inferior va acompañada de especies como el enebro, el majuelo, la madreselva o la esparraguera.

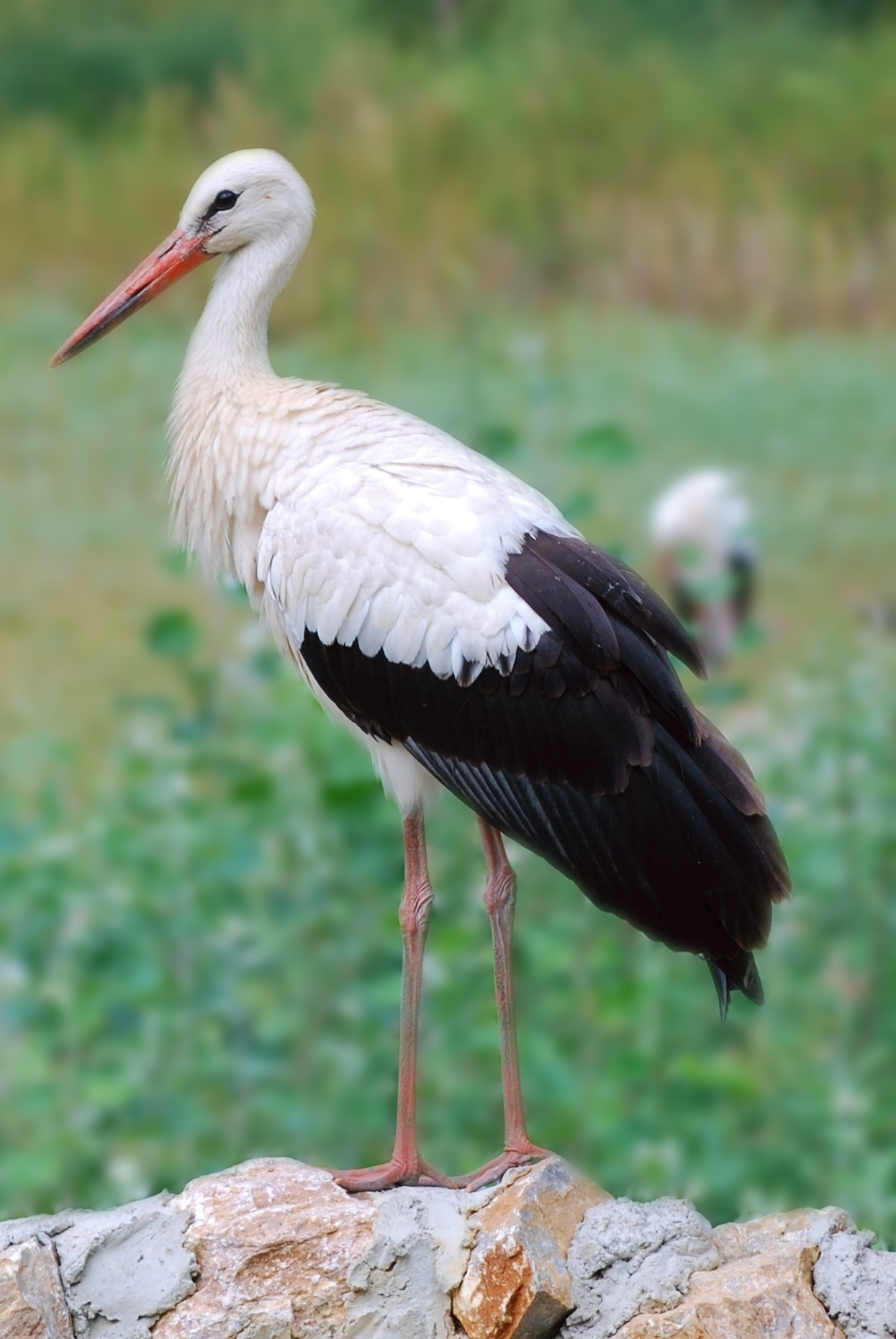
La cigüeña blanca presenta una de las mayores colonias de la comunidad de Madrid en la finca de La Granjilla

Otra especie muy abundante es el fresno, presente de forma adehesada en zonas húmedas como La Granjilla (anteriormente llamada La Fresneda) por su uso tradicional como alimento adicional del ganado. Suele ir acompañado de especies como los rosales silvestres y la zarzamora. En zonas más altas y frescas, como por ejemplo en la vertiente norte de Las Machotas, crece el rebollo, acompañado por hiedra, helechos y endrinos.
Otras especies que se pueden encontrar son la retama y la jara (al borde de los caminos o entre las tapias), a las que hay que añadir las distintas especies de flores y la vegetación hidrófila propia de los humedales.
Fauna
Las especies más abundantes en el municipio son las aves; entre ellas destaca la cigüeña blanca, con importantes colonias en los núcleos de La Granjilla y Monesterio. Otras son el águila imperial, la cigüeña negra (en el entorno de Valmayor), el búho real, el abejaruco, la abubilla, el chotacabras, además de las propias de zonas húmedas como garzas y ánades.
El número de mamíferos es escaso y solo algunos como la jineta, el gato montés o el conejo se pueden encontrar en el término municipal. Históricamente se constata a través de viejas crónicas la presencia del oso pardo y el lobo. Por último es reseñable la variedad de insectos, reptiles —entre los que se incluyen lagartos, lagartijas y una decena de especies de serpientes— y anfibios.

## Historia

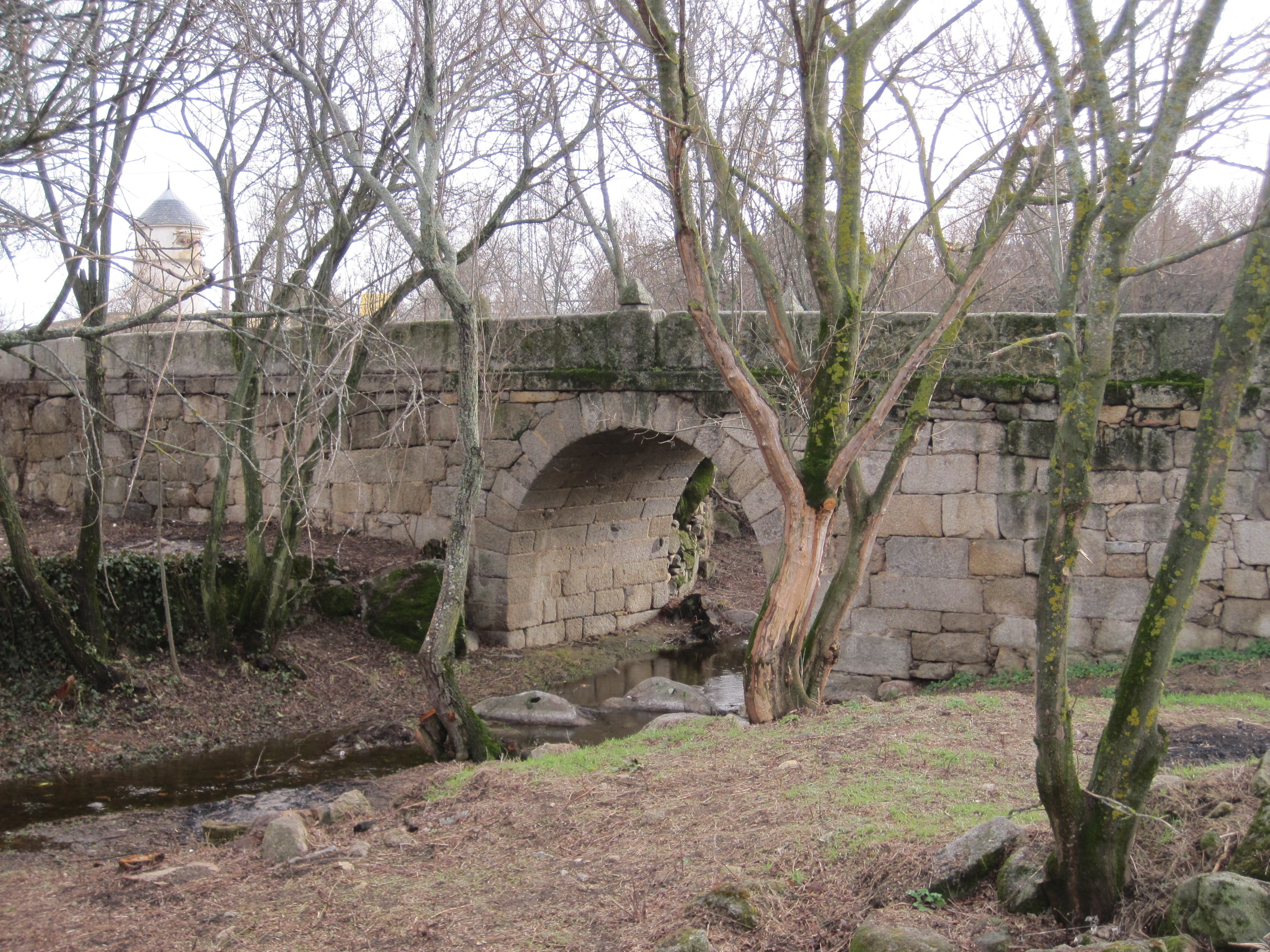
Vista del puente de posible origen romano sobre el río Aulencia

### Edad Antigua
Los restos más antiguos encontrados en el municipio corresponden al periodo romano: por un lado, varias lápidas funerarias halladas en el siglo XIX en las cercanías del núcleo de Navalquejigo, y por otro una posible calzada romana situada entre El Escorial y Zarzalejo, que sería parte de la vía que enlazaba Segovia con la Bética; se complementa con un puente sobre el río Aulencia de traza medieval pero de posible origen romano.

### Edad Media

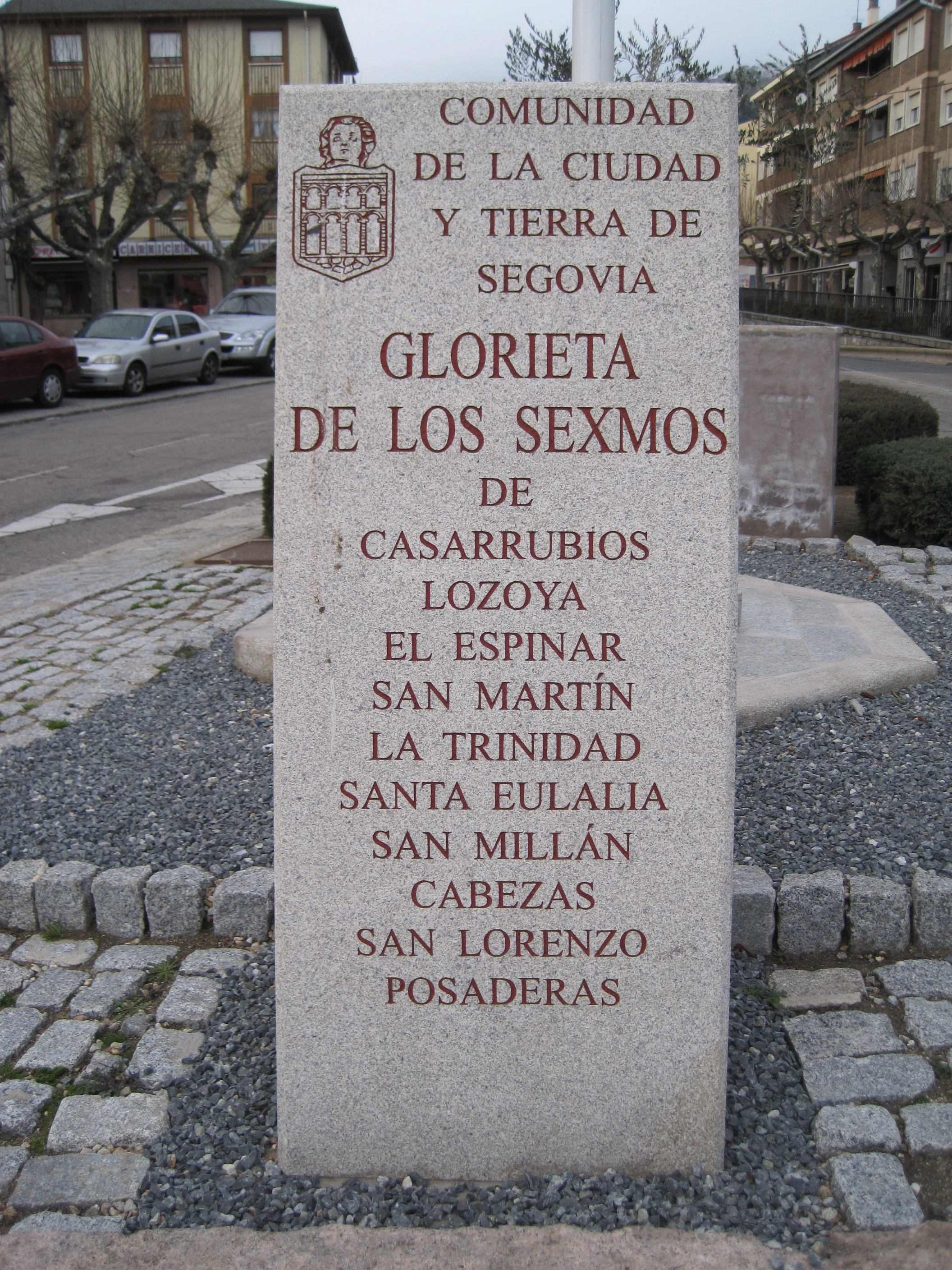
Desde el, El Escorial estuvo bajo la esfera de influencia de la comunidad de ciudad y tierra de Segovia, dentro del sexmo de Casarrubios

Los orígenes de El Escorial se encuentran a finales del siglo XI y principios del XII en el contexto de la Reconquista; tras la toma de Toledo en 1085 por Alfonso VI de León, la vertiente sur de la sierra de Guadarrama se convirtió en tierra de frontera y, aunque los esfuerzos repobladores se centraron al otro lado de la sierra, pudieron existir pequeñas comunidades aisladas. A partir de 1150, momento de la fijación de la frontera en la línea del río Tajo, la reconquista avanzó hacia el sur lo que permitió el afianzamiento y desarrollo de los núcleos situados al norte de la sierra de Guadarrama, con elementos como el Concejo de Segovia —cabeza de un enorme alfoz— y la Caballería Villana, que aseguraba la vigilancia de pasos de montaña y pastos y participó en el proceso repoblador bajo la denominación de «serranos». Ambas instituciones crearon la infraestructura necesaria para iniciar ese proceso y, a través de la fórmula de la presura, comenzaron a llegar de manera espontánea gentes de origen vasco-navarro, leonés y burgalés, que ocuparon el espacio de manera dispersa y se dedicaron principalmente a la ganadería.
A finales del siglo XIII, el Concejo de Segovia se ocupó de la tarea repobladora de manera organizada y así puso en orden la vertiente sur de la sierra, hecho confirmado a través del Ordenamiento de Segovia de 1302 en el que aparece citado La Fresneda, determinando por primera vez el marco geográfico de El Escorial. Asimismo, el territorio escurialense pertenecía al sexmo de Casarrubios, una de las divisiones de la comunidad de ciudad y tierra de Segovia.
A principios del siglo XIV, los datos sobre la zona son bastante escasos, reduciéndose casi en exclusiva a las menciones hechas en el Libro de la Montería, escrito hacia 1345, de cuyo contenido se deduce que por entonces El Escorial era tan solo un pequeño núcleo de viviendas, herrenes y zonas de pastos, posiblemente vinculado administrativamente a Robledo de Chavela. En el mismo siglo, debido a la epidemia de peste negra, debieron desaparecer algunos enclaves poblacionales de la zona pero los más arraigados, esto es La Fresneda, Monesterio, El Campillo, El Escorial y La Herrería, pervivieron. A inicios del siglo XV vuelven a citarse en la documentación los distintos núcleos y entre ellos, y por primera vez, El Escorial en 1443; este aparece citado en 1503 como Concejo autónomo segregado de Robledo de Chavela y en él se incluían los núcleos de El Escorial, Las Ferrerías de Fuente Val de Lámparas, Las Ferrerías de Abajo y los caseríos de Casa del Valle, Helechar y Robledo Hueco.

### Edad Moderna

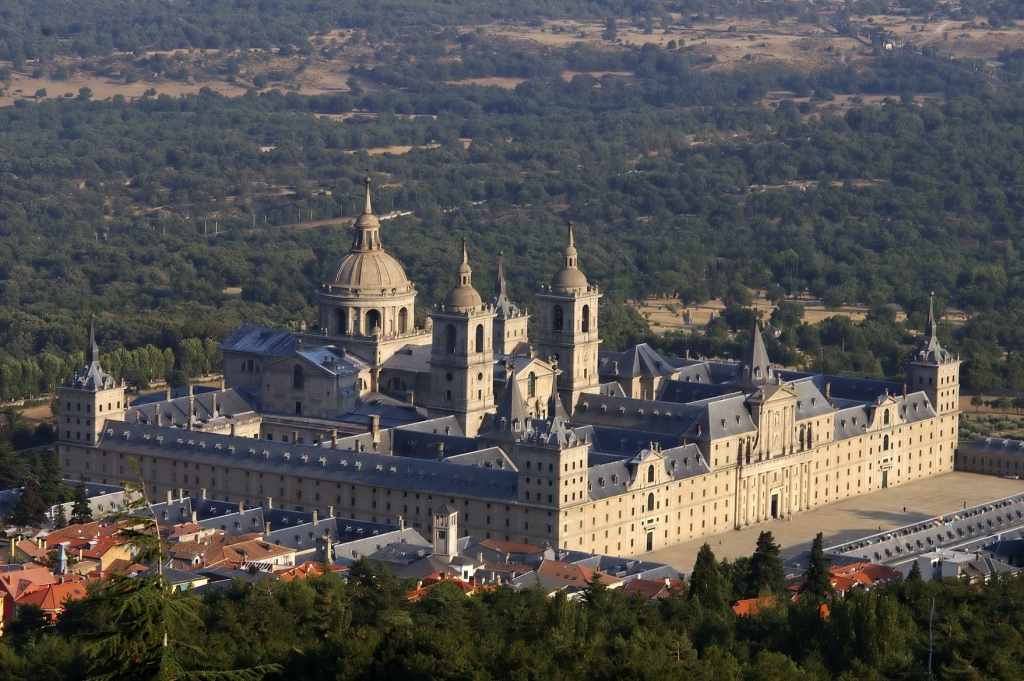
La construcción del Monasterio conllevó importantes cambios en el entorno escurialense

En la primavera de 1560, camino de Guisando, Felipe II pasó por El Escorial y, posiblemente por interés del monarca, a principios de 1561 el contador Luis de Peralta elaboró un informe sobre las características y rentabilidad de La Herrería. Tras un nuevo paso por la localidad en la primavera de ese mismo año, el 16 de abril Felipe II escribía en una carta lo siguiente:

Sabed que en reconocimiento de la victoria que nuestro Señor fue servido de darme el día de Sant Laurencio el año 1557, tengo determinado de edificar y doctar un monasterio, donde se le hagan continuas gracias por ella, y santos sacrificios y oraciones por las ánimas del Emperador y de la Emperatriz mis señores padres que hayan sancta gloria y la mía.

Después de varios informes y visitas, el monarca decidió en 1561 —a partir del también conocimiento previo que tenía de la zona gracias a Isabel Osorio— el lugar de construcción del monasterio y seguidamente comenzó el proceso de adquisición de terrenos, siendo La Herrería en 1562 el primero en adquirirse, al cual le siguió La Fresneda en 1563. Hasta 1565 se llevó a cabo la reordenación de todo ese espacio con la delimitación de las áreas que podrían aprovechar los monjes (las dehesas de La Herrería y La Fresneda) y los vecinos de El Escorial. Para ambas dehesas se construyó, entre 1569 y 1596, una cerca de piedra que sirviese de elemento de protección ante cualquier intruso o animal. A nivel jurídico, a través de real cédula de 8 de abril de 1565, El Escorial dejó de depender de la comunidad de ciudad y tierra de Segovia, adquirió el rango de villa con término propio y alcalde Mayor y se convirtió en territorio de realengo, aunque en la práctica quedaba en manos del Monasterio. Posteriormente se unieron al conjunto de territorios los enclaves de El Campillo y Monesterio, comprados por Felipe II a Bernardino de Cárdenas en 1595, que si bien en un primer momento fueron administrados por el alcalde mayor de El Escorial, en 1603 fueron dados por Felipe III al monasterio.

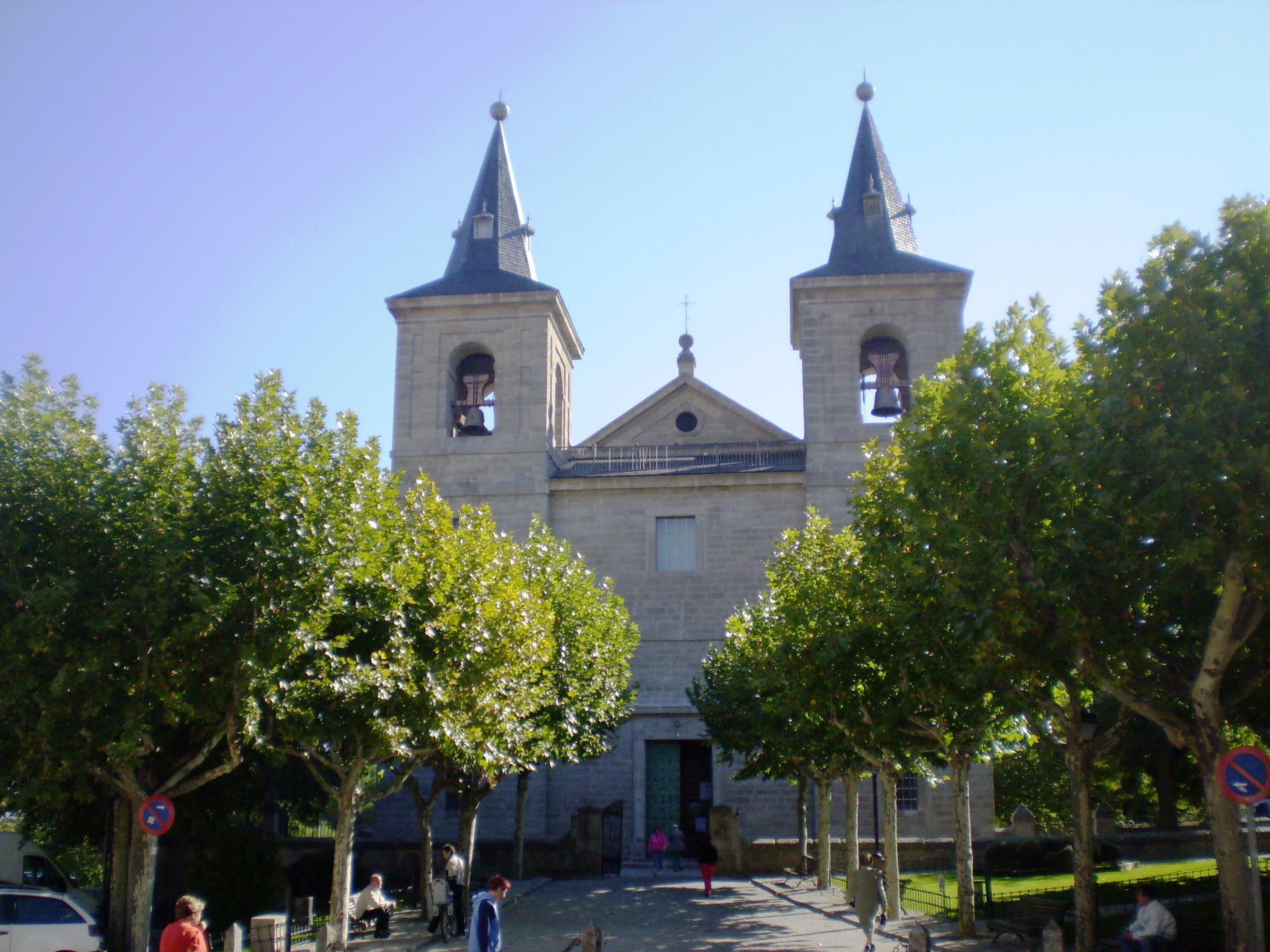
La iglesia de San Bernabé fue una de las obras promovidas por Felipe II en la villa

Durante el periodo de construcción del Monasterio (1563-1584) y hasta 1599, momento en el que la villa levantó una cerca que cerraba su perímetro, El Escorial sufrió una profunda transformación urbanística destinada a satisfacer las nuevas necesidades. Así, a partir de un eje vertebrador —el paseo de los álamos—, que unía La Fresneda con el Monasterio, se organizó el núcleo urbano escurialense, en el que además de ampliarse su viario se llevó a cabo la construcción de distintos edificios para uso de funcionarios reales y monjes. Entre ellos el llamado Monasterio de Prestado, la casa del bachiller, la casa del alcalde mayor y la enfermería vieja o casa del cura, entre otros. A ellos se unieron distintas obras o edificaciones públicas como la casa del Concejo, el pósito, el hospital, fuentes, y ya por iniciativa de Felipe II, la iglesia de San Bernabé.
Tras la finalización de las obras del Monasterio comenzó un progresivo periodo de decadencia económica para la villa que se acentuó a lo largo del siglo XVII con la continua llegada del séquito real, cada vez más numeroso y para el cual no había aposentos y servicios suficientes. Así, el ministro Grimaldi dio los primeros pasos de lo que sería un nuevo núcleo de población; tras una primera negativa de los frailes a construir casas de alquiler en los alrededores del Monasterio, en 1767 se consiguió un permiso de los Jerónimos para tales edificaciones. Los primeros en solicitar terrenos fueron los infantes Felipe Antonio de Borbón y Gabriel de Borbón, lo que fue el origen del futuro casco urbano sanlorentino; Juan de Villanueva construyó un caserón para ellos, cuyos restos fueron transformados en lo que actualmente es una de las sedes de Euroforum.
El surgimiento de este nuevo núcleo poblacional fue motivo de distintos conflictos y pleitos hasta que finalmente, el 25 de junio de 1792, el Real Sitio —lo que sería más tarde el municipio de San Lorenzo de El Escorial— se segregó de El Escorial. Esta decisión de Carlos IV fue motivada, por un lado, por el enfrentamiento entre el gobernador del Real Sitio, nombrado en 1789, y el alcalde mayor de la Villa, y por otro, por la negativa de los nobles a seguir bajo la jurisdicción de los vecinos de El Escorial.

### Edad Contemporánea

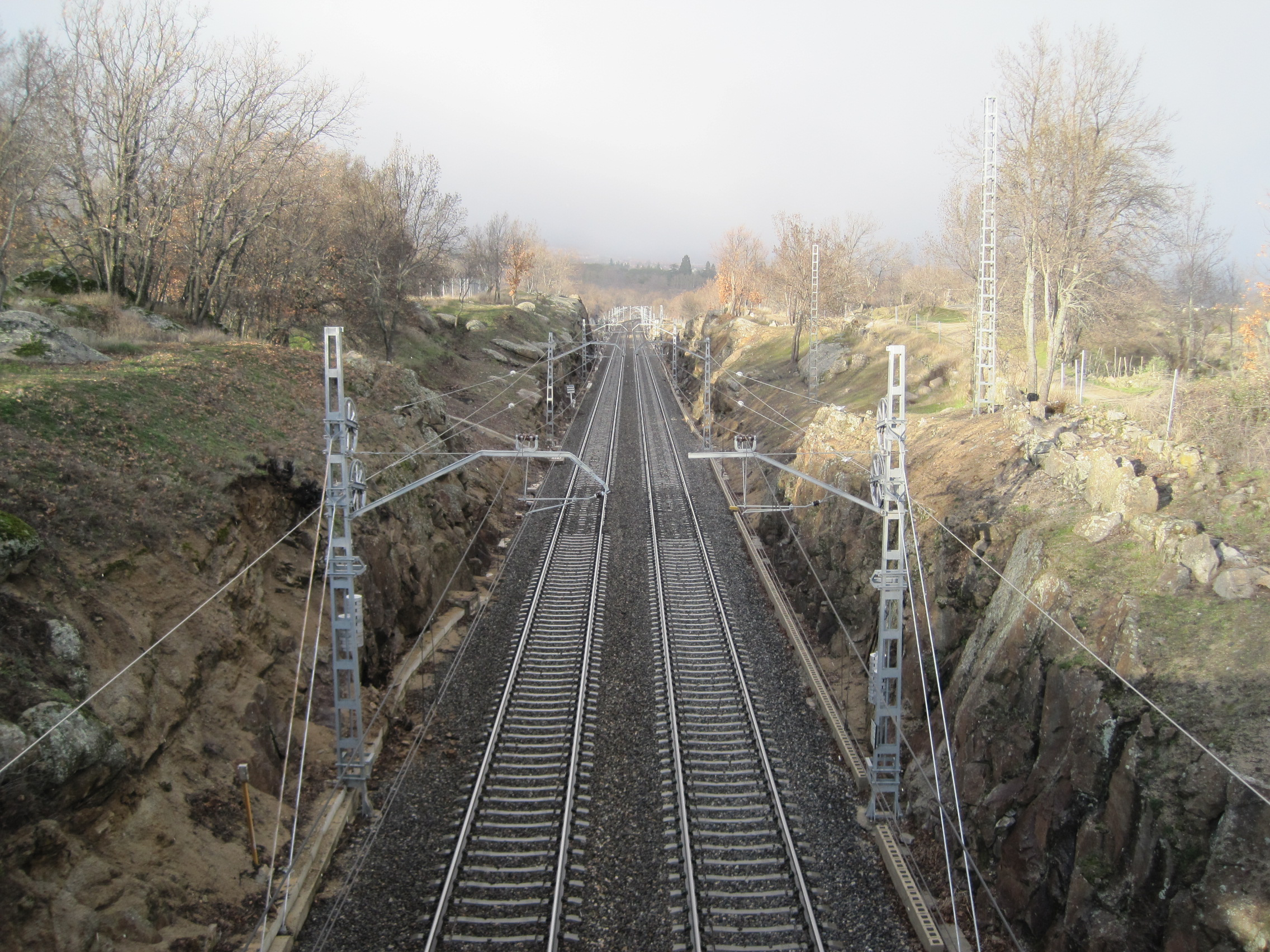
La llegada del ferrocarril fue un revulsivo para la economía del municipio. En la imagen, la línea Madrid-Hendaya a las afueras de la localidad

A principios del siglo XIX, y con motivo de la Guerra de la Independencia, la villa sufrió fuertes represalias en 1808 pese a la resistencia ofrecida a los franceses. A las pérdidas humanas hubo que añadir los daños en el patrimonio, excepto las joyas de la iglesia, que se pudieron salvar. El testimonio de lo ocurrido esas fechas llegó a manos de Fernando VII, gracias a Manuel Sáiz Gómez del Campo, y el comportamiento de la Villa le valió el título de «Leal», otorgado por el monarca el 8 de agosto de 1815.
Aunque la villa pervivió a la guerra, las consecuencias se dejaron notar y así, demográficamente, a mediados de siglo no llegaba a los 200 habitantes. La recuperación llegó gracias al ferrocarril; durante el reinado de Isabel II se llevó a cabo la construcción del tramo Villalba-Sanchidrián, perteneciente a la línea Madrid-Hendaya, lo que conllevó —al igual que en su momento la construcción del Monasterio— la llegada de ingenieros y trabajadores. La estación fue inaugurada el 9 de agosto de 1861, con la apertura del tramo Madrid-El Escorial, y ello propició mayores oportunidades de trabajo y progreso para el municipio. Entre las iniciativas empresariales de aquellos años destacó la instalación, en 1871, de la fábrica de Chocolates Matías López.
A finales del siglo XIX, el territorio municipal vio ampliar su tamaño: en 1895, a través de una Real Orden, la regente María Cristina segregó Navalquejigo de Galapagar para incorporarlo a El Escorial, y un año más tarde se añadió Peralejo, que fue segregado de Valdemorillo.
Hasta la reforma de la nomenclatura municipal de 1916 el municipio se llamaba El Escorial o Escorial de Abajo. En dicha fecha su nombre fue modificado por el de El Escorial. En el siglo XX, y gracias al continuo trasiego de turistas y viajeros, la localidad prosiguió su crecimiento, con una diversificación de las actividades económicas gracias al turismo y el comercio. Ello se ha traducido en un importante incremento demográfico desde los años 1970, pero especialmente en los años 1990 y principios del siglo XXI, que ha duplicado su población; esto se ha visto favorecido por la llegada de población inmigrante y por el surgimiento de numerosas urbanizaciones en su territorio, que también permiten que la población se triplique durante el periodo estival. En los últimos años del siglo XX se propuso en varias ocasiones la fusión con San Lorenzo de El Escorial —desligado de El Escorial desde 1789— pero finalmente no se llevó a cabo.

## Demografía
Cuenta con una población de 17 176 habitantes (INE 2024).
| Gráfica de evolución demográfica de El Escorial entre 1842 y 2021                                                     |
| |
| Población de derecho según los censos de población del INE. Población de hecho según los censos de población del INE. |

Población extranjera
La población extranjera empadronada en 2012 sumaba 2109 habitantes (13,91 % del total). Por continentes, 1292 procedían de Europa, 492 de América, 282 de África, 40 de Asia y 3 de Oceanía. Por nacionalidades, las más numerosas eran la rumana (523 habitantes), marroquí (271), ucraniana (209), búlgara (90) e italiana (89).
Distribución de la población
Las entidades de población que forman parte del término municipal de El Escorial son las siguientes:
| Entidades de población                               |                                            |            |
| Entidad                                              | Coordenadas                                | Habitantes |
| El Escorial (El Escorial, Sotomora)                  | 40°35′05″N 04°07′37″O / 40.58472, -4.12694 | 10371      |
| El Alcor (Alcor I, Alcor II, Los Llanos, El Prado)   | 40°32′47″N 4°06′37″O / 40.54639, -4.11028  | 321        |
| La Granjilla                                         | 40°34′34″N 4°06′08″O / 40.57611, -4.10222  | 22         |
| Navalquejigo (Los Arroyos, Las Zorreras, Montecinar) | 40°36′20″N 4°03′00″O / 40.60556, -4.05000  | 5916       |
| Peralejo                                             | 40°32′22″N 4°07′29″O / 40.53944, -4.12472  | 185        |
| Pinosol                                              | 40°33′20″N 4°07′19″O / 40.55556, -4.12194  | 447        |
| Fuentes: INE, 2024 y Google Earth                    |                                            |            |

## Transporte y comunicaciones

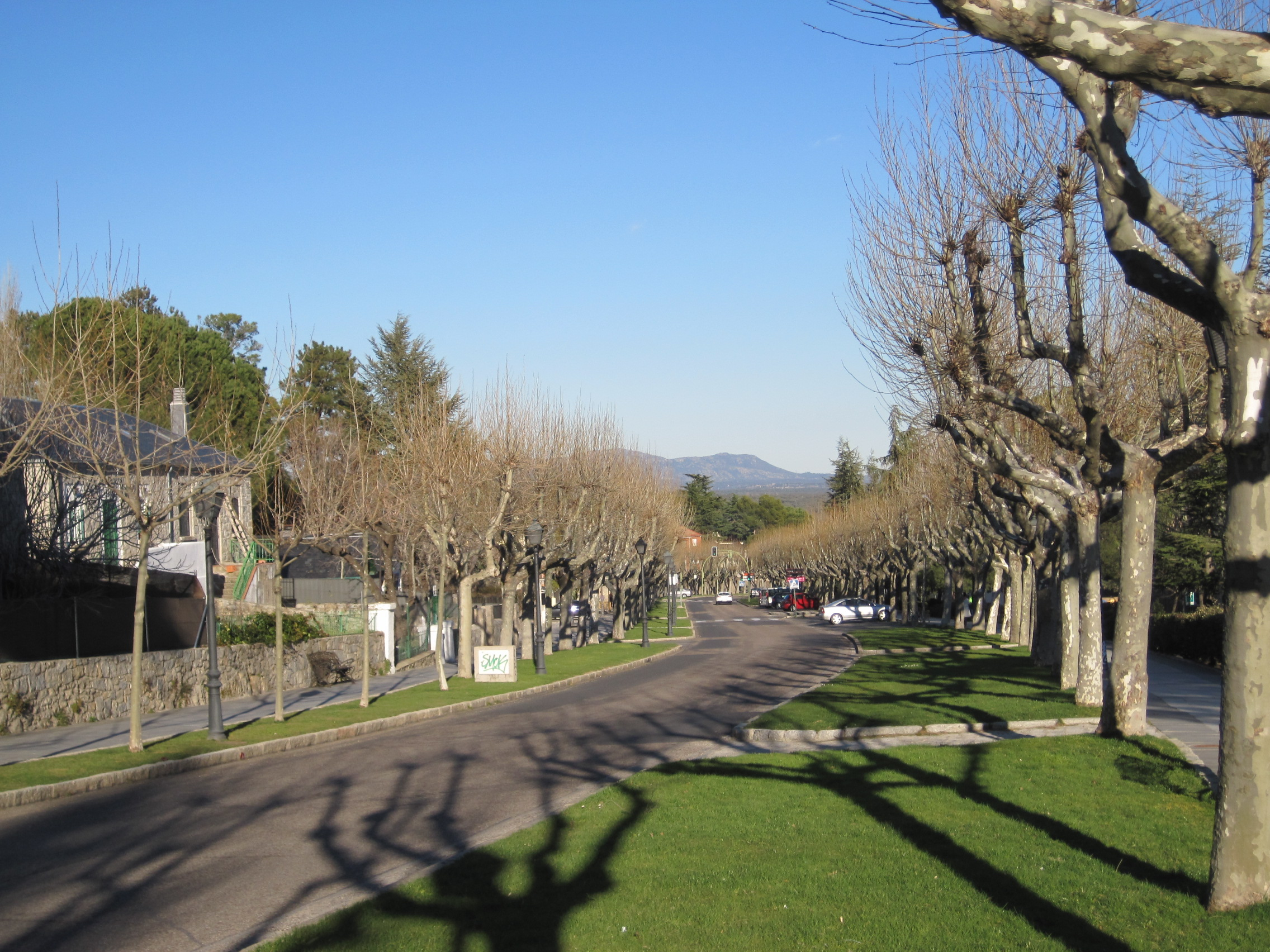
La avenida de la Constitución, uno de los principales viales de la localidad

### Parque automovilístico
En 2011 existía en el municipio un parque automovilístico a razón de 513,5 automóviles por cada 1000 habitantes. De acuerdo con los datos del «Anuario Económico de España», publicado por La Caixa, en 2012 había un total de 7772 automóviles. El parque de camiones y furgonetas era de 1209 unidades y el resto de vehículos sumaba 1198 unidades, siendo el total de vehículos de motor 10 187 unidades. Los puntos de Inspección Técnica de Vehículos más cercanos se encuentran en el cercano municipio de Collado Villalba. En virtud del artículo 7 de la Ley sobre Tráfico, Circulación y Seguridad Vial, el municipio posee unas competencias suficientes para permitir, entre otras, la inmovilización de los vehículos, la ordenación y el control del tráfico y la regulación de sus usos.

### Red viaria
| Identificador | Denominación             | Itinerario                                                                                    |
| ------------- | ------------------------ | --------------------------------------------------------------------------------------------- |
| M-505         | Carretera de El Escorial | Discurre entre Las Rozas de Madrid y el límite con Ávila, cerca de Santa María de la Alameda. |
| M-600         | Carretera autonómica     | Discurre entre Navalcarnero y Guadarrama.                                                     |
| M-533         | Carretera local          | Discurre entre El Alcor y el puerto de la Cruz Verde.                                         |

### Transporte público
El transporte público en El Escorial es regulado por el Consorcio Regional de Transportes de Madrid, dentro de la zona de tarificación C1.
Autobús
El transporte por autobús está gestionado por ALSA; las conexiones que mantiene con el municipio son las siguientes:
| Línea | Recorrido                                                             |
| ----- | --------------------------------------------------------------------- |
| 640   | San Lorenzo de El Escorial - Robledo de Chavela - Valdemaqueda        |
| 660   | San Lorenzo de El Escorial - Guadarrama - Collado Villalba            |
| 661   | Madrid (Moncloa) - San Lorenzo de El Escorial (por Galapagar)         |
| 661A  | Madrid (Moncloa) - Las Zorreras                                       |
| 664   | Madrid (Moncloa) - San Lorenzo de El Escorial (por Guadarrama)        |
| 666   | San Lorenzo de El Escorial - Zarzalejo - Las Navas del Marqués        |
| 667   | Majadahonda (Hospital) - San Lorenzo de El Escorial (por Galapagar)   |
| 669   | San Lorenzo de El Escorial - Villanueva de la Cañada                  |
| 669A  | San Lorenzo de El Escorial - Fresnedillas de la Oliva - Navalagamella |
| N604  | Madrid (Moncloa) - El Escorial - San Lorenzo de El Escorial           |

En cuanto a los servicios urbanos, son los siguientes:
| Línea | Recorrido                                                        | Operador |
| ----- | ---------------------------------------------------------------- | -------- |
| 1     | San Lorenzo de El Escorial - Estación de El Escorial             | ALSA     |
| 2     | El Escorial - San Lorenzo de El Escorial - Hospital - La Pizarra | ALSA     |
| 3     | El Escorial - Las Zorreras                                       | ALSA     |
| 4     | Circular San Lorenzo de El Escorial                              | ALSA     |

Ferrocarril

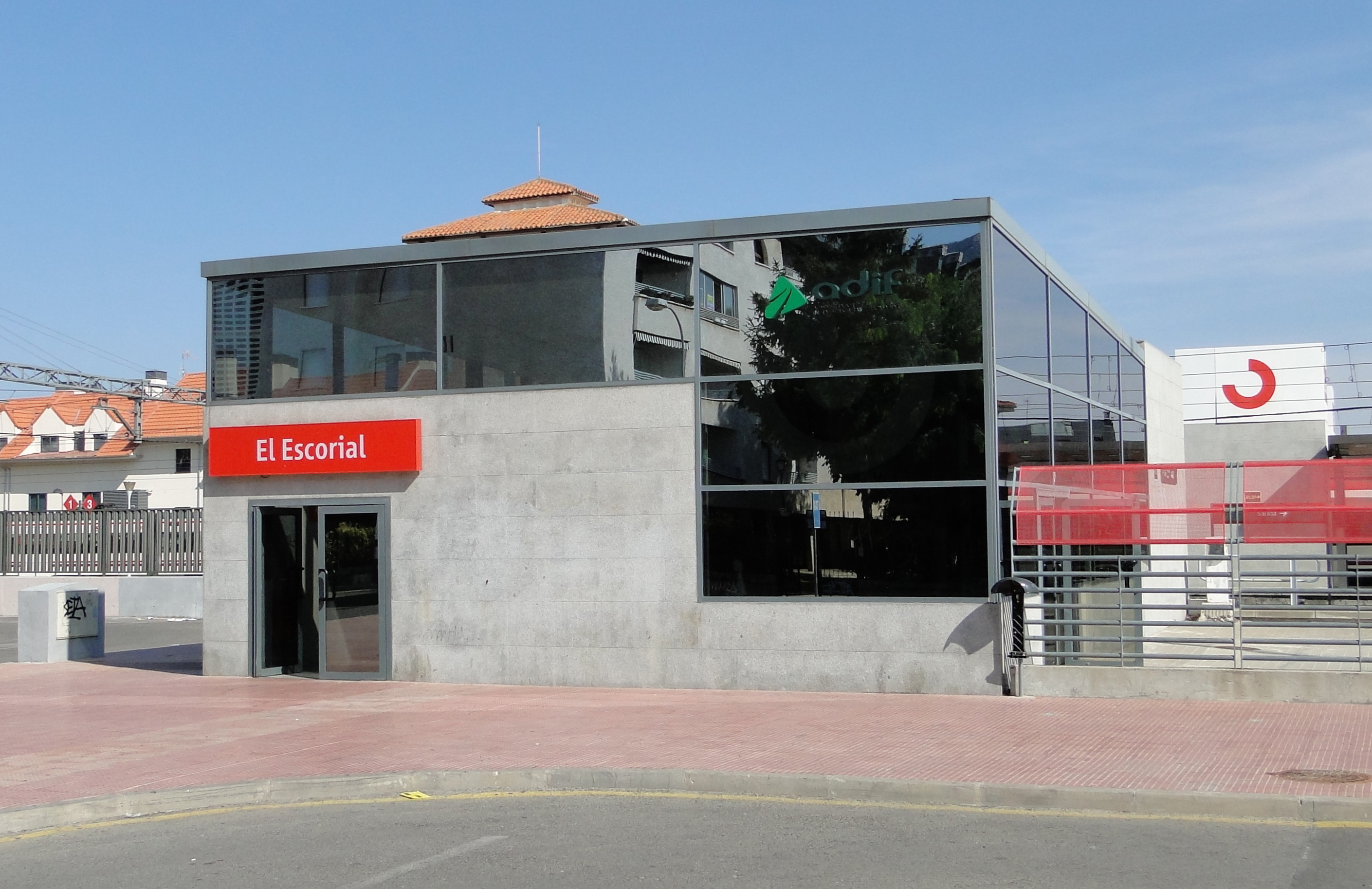
Entrada oeste a la estación

El ferrocarril llegó a El Escorial el 9 de agosto de 1861, con la inauguración de su estación como parte del tramo Madrid-El Escorial, perteneciente a la línea Madrid-Hendaya. En la misma fecha se inauguró el apeadero de Las Zorreras, también dentro del término municipal. Desde el 31 de diciembre de 2004 Renfe explota la línea mientras que Adif es la titular de las instalaciones ferroviarias. Ambas estaciones forman parte de las líneas C-3 y C-8 de la red de Cercanías Madrid. Asimismo, varios servicios de Media Distancia enlazan con Ávila, Burgos, Gijón, León, Oviedo, Palencia, Valladolid y Vitoria-Irún.
Transporte aéreo
El aeropuerto de Madrid-Barajas —en servicio desde 1931— es el aeropuerto más cercano al municipio, encontrándose en Barajas, a 55 kilómetros de El Escorial.

## Economía

#### Actividad empresarial y empleo
En 2007, del total de ocupados que había en el municipio, el 1,8 % de la población lo estaba en el sector primario, el 5,3 % en la industria, el 23 % en la construcción, y la mayor parte, el 69,9 %, estaban ocupados en el sector servicios, lo que pone de manifiesto la importancia de este sector para la economía municipal. A raíz de la crisis económica de 2008-2015 el número de parados se ha incrementado y así, según el Servicio Público de Empleo Estatal, si en diciembre de 2007 el paro registrado era de 91 personas, en abril de 2014 ascendía a 1033 personas, de las cuales 517 eran hombres y 516 eran mujeres.
| Gráfica de evolución del porcentaje de paro de El Escorial entre 1996 y 2012                                          |
| |
| Porcentaje de paro registrado sobre población potencialmente activa según el Anuario Económico de España de La Caixa. |

#### Sector primario

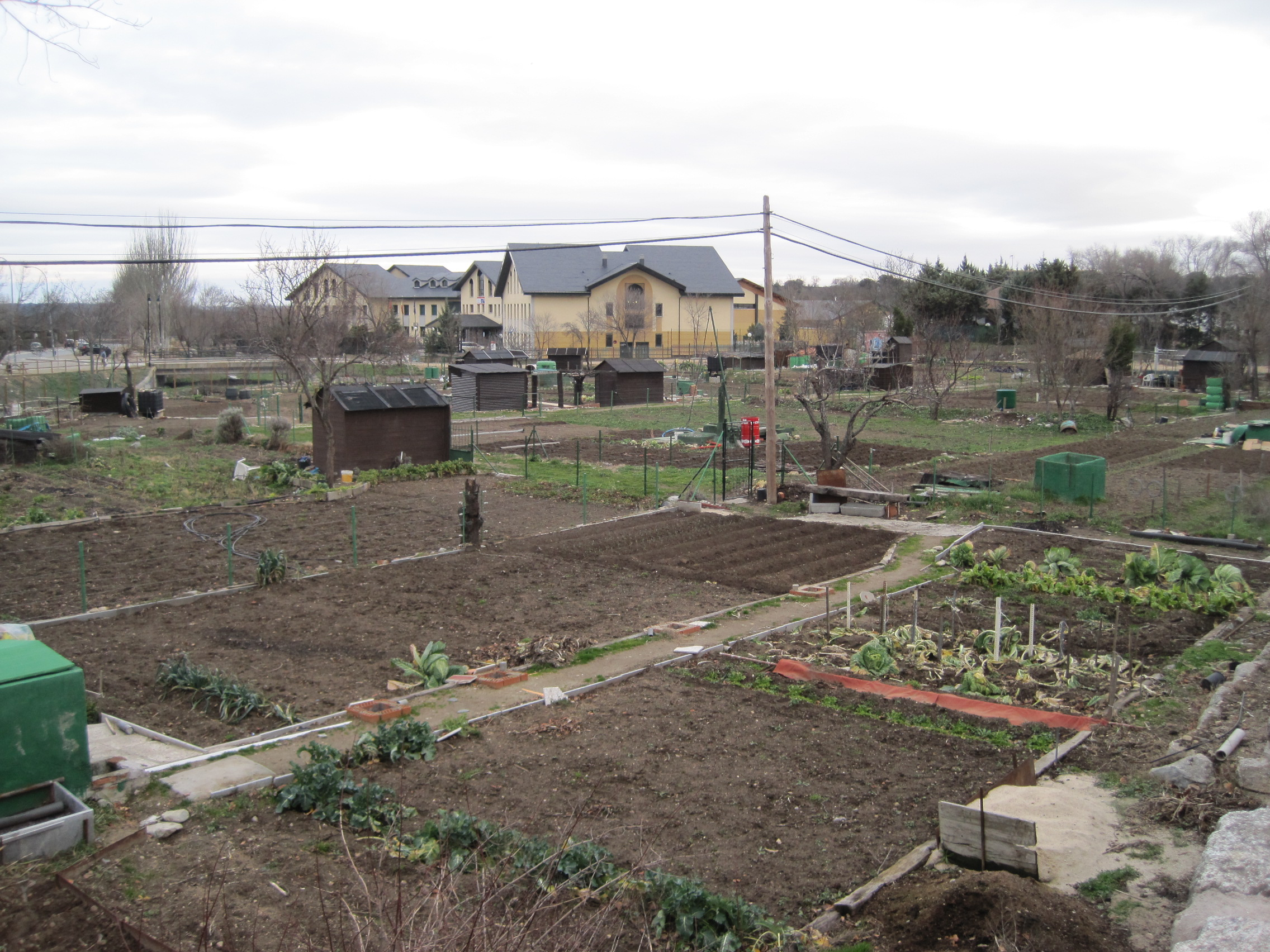
Huertos familiares en Prado Redondo

En 2011 el término municipal presentaba una superficie de 6898,6 ha, de las cuales 722,1 ha eran tierras arables. El resto de terreno se distribuía entre pastos (4632,1 ha), especies forestales (216,8 ha) y otros espacios no agrícolas (1327,7 ha). A nivel general, en 2007 el sector primario ocupaba a un 1,8 % de los trabajadores y representaba un 3,2 % de las empresas,
Frente al auge del sector servicios, las actividades que tradicionalmente fueron fuente de riqueza están actualmente en un segundo plano. Así, por ejemplo, la agricultura ha quedado como una actividad simbólica, ejemplificado en los huertos familiares del Ayuntamiento. La ganadería, en cambio, todavía mantiene cierta importancia gracias a unos pastos de buena calidad que favorecen la cría de ganado, toros de lidia en la zona de Campillo y vacuno en el resto, con distintas razas autóctonas entre las que destaca la avileña. También cuenta con cierto protagonismo el caballo, con distintos centros ecuestres en la zona. Sin embargo el pastoreo de ovejas y cabras ha experimentado un importante retroceso.

#### Sector secundario

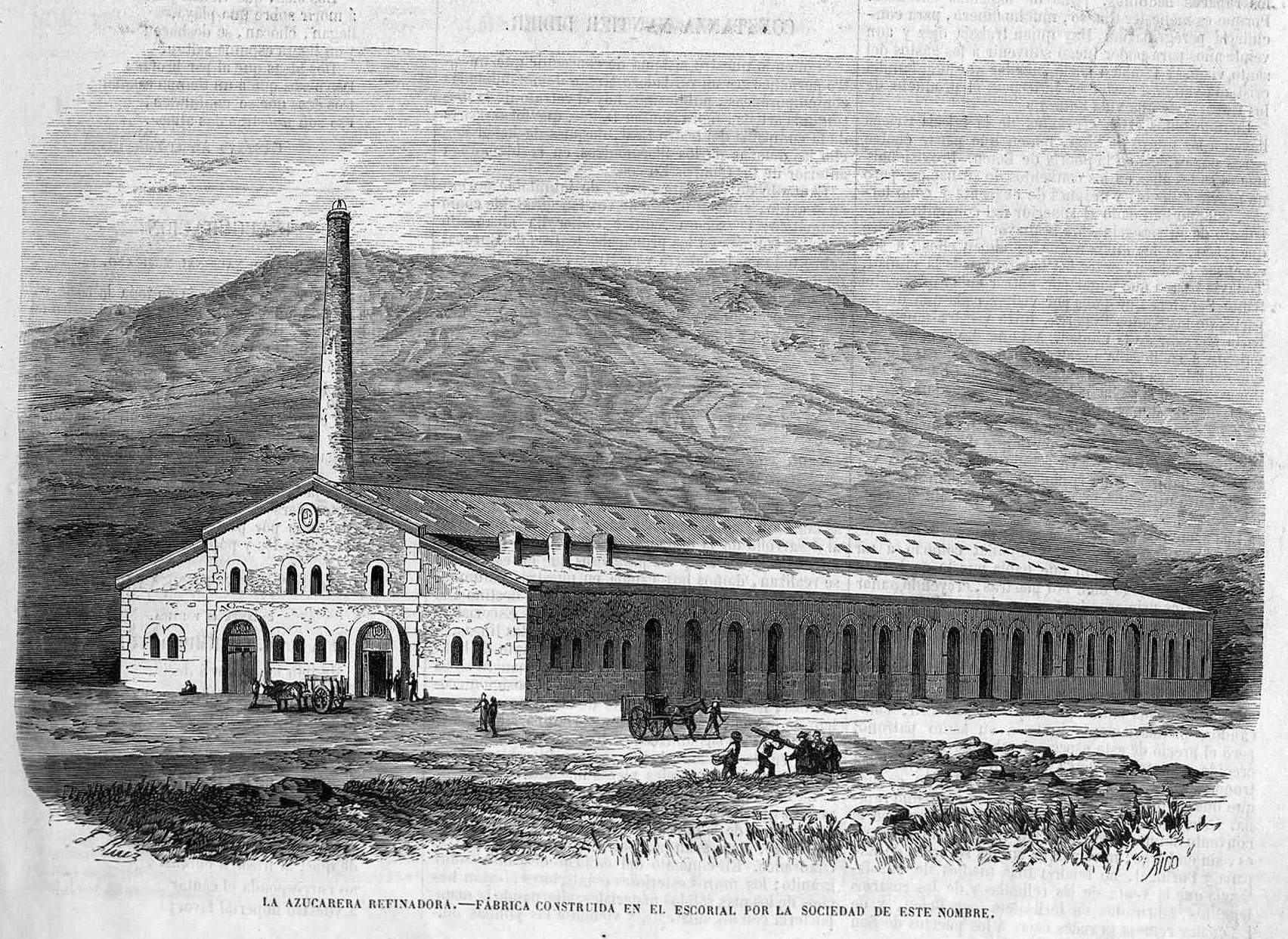
La azucarera refinadora hacia 1866, grabado de Rico según dibujo de Ruiz, publicado en El Museo Universal

En 2007, la industria y construcción representaban la segunda actividad económica en importancia, pues empleaba al 28,3 % de los trabajadores y representaba el 19,8 % de las empresas. Tradicionalmente, entre las actividades que formaron parte de este sector estaban la explotación de robles y encinas para madera y leña y las canteras. Sin embargo, el progreso industrial a partir del siglo XIX se tradujo, de manera destacada en el caso de El Escorial, en la instalación de la fábrica de chocolates Matías López a partir de 1871.
Para ello adquirió los restos de una refinadora de azúcar, construida entre 1865 y 1867, que no logró el éxito esperado; el edificio era de forma rectangular, construido en granito y se levantaba junto a la estación de tren. El industrial, de origen gallego, también creó un barrio obrero con viviendas, un almacén cooperativo, una tahona, una escuela y un pajar. La empresa mantuvo su actividad hasta 1962 y como único vestigio permanecen los jardines que formaban parte del entorno de la fábrica.

#### Sector terciario
En 2007, el sector servicios ocupaba el primer puesto en la economía municipal pues empleaba al 69,9 % de trabajadores y contaba con el 77 % de las empresas. En 2012 contaba con 27 actividades mayoristas y con 171 actividades minoristas, de las cuales 67 eran de comercio al por menor de alimentación —ocho eran supermercados—, 85 de comercio al por menor de productos no alimenticios y 19 de comercio al por menor mixto. Asimismo, en 2011 había ocho entidades de depósito, entre las cuales tres eran bancos y cinco eran cajas de ahorros.
El turismo cultural tiene un peso creciente en el municipio debido a su patrimonio histórico y monumental, al que hay que añadir la cercanía del Monasterio de El Escorial, que en 2013 atrajo a 450 752 visitantes, y otros lugares emblemáticos de la zona como la Silla de Felipe II o el entorno natural del monte Abantos y La Herrería. Así en 2013 el municipio contaba con cuatro establecimientos hoteleros, dos eran hostales —con una capacidad de 68 plazas—, un apartotel —con una capacidad de 198 plazas— y un campamento —con una capacidad de 4857 plazas—. Además, en 2011, había 68 cafeterías y bares y 20 restaurantes.

## Símbolos

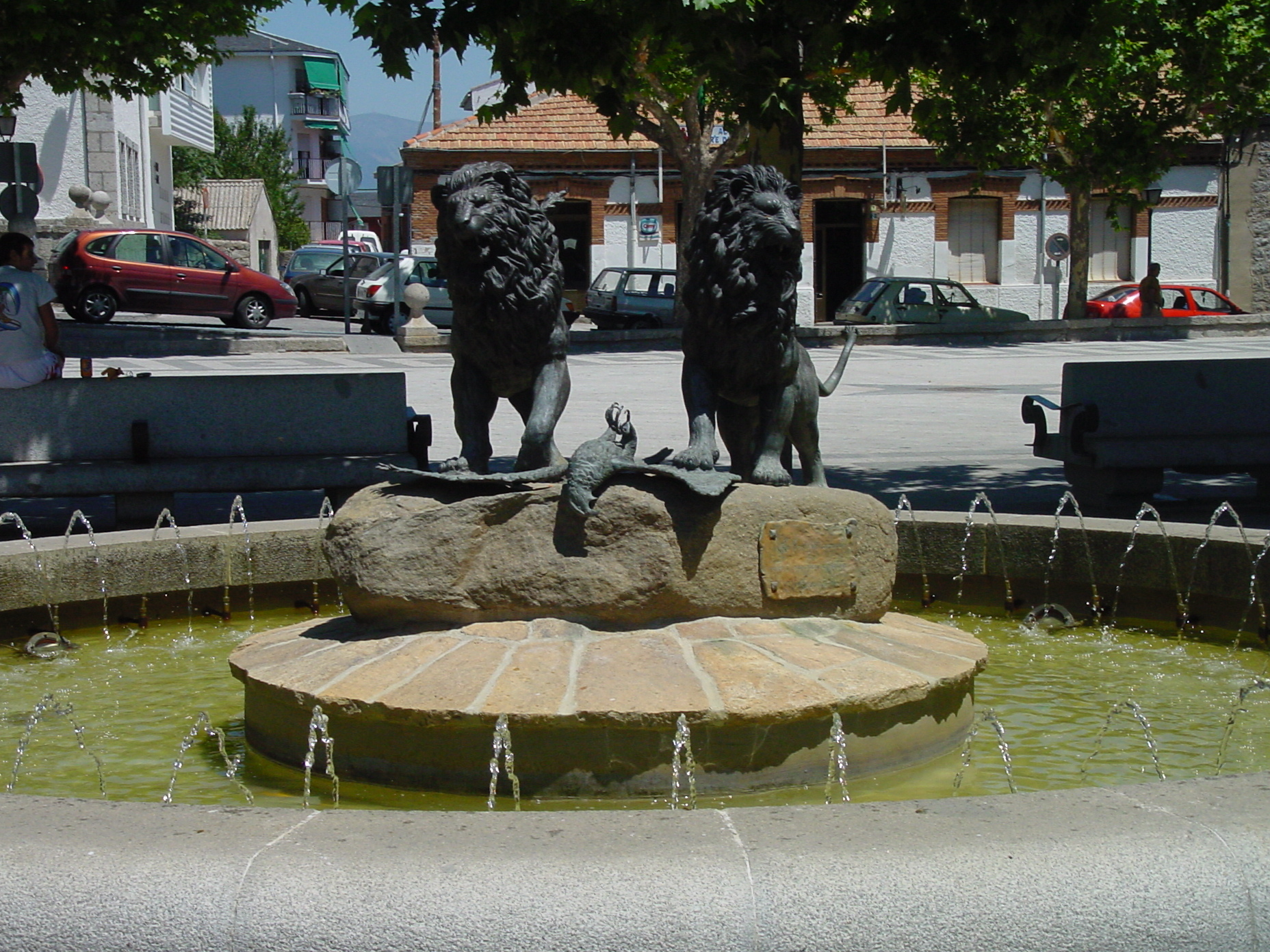
Los leones y el águila, que figuran en el escudo municipal, representados en una fuente de la localidad

Pese a que el núcleo de El Escorial ya existía previamente a la construcción del Monasterio, la villa no tuvo blasón propio hasta el siglo XIX. Previamente, hacia el siglo XIV, tenía como distintivo un acueducto por su pertenencia a la comunidad de ciudad y tierra de Segovia, y en el siglo XVI usaba un emblema en el que aparecían enfrentados dos leones y dos castillos. Solo un elemento, la bellota, se repitió en distintas construcciones, quizás en recuerdo del origen de su denominación. Sin embargo, y en reconocimiento a la defensa que sus habitantes hicieron durante la guerra de la Independencia, el 8 de agosto de 1815 Fernando VII otorgó a la villa —mediante Real Cédula— el título de «Leal» y desde entonces el escudo que encabezaba la primera página de dicho documento es usado como símbolo oficial. La descripción del mismo es la siguiente:

En medallón con dos leones sosteniendo con sus garras un círculo en cuyo centro se hallan las armas de España orladas con una inscripción que dice "Villa Leal del Escurial por Fernando VII". En la parte superior una guirnalda de laurel atada con una cinta en cuyo extremo izquierdo se lee "Pos Fata" y en el derecho "Resurgo", que significa, "después de hecho resucita". Sobre dicha corona un haz de flechas, símbolo de unidad, y al pie del escudo y entre los dos leones se ve un águila con sus garras clavadas en tierra.

Posee un carácter simbólico y así los leones se sitúan sobre el águila derrotada que recuerda al imperio Napoleónico, la corona de laurel representa la victoria y el heroísmo, el haz de flechas es imagen de unidad y la leyenda «Post fata resurgo» alude a la recuperación de la Villa tras los daños causados por los franceses.
Bajo Fernando VII se creó la condecoración «El Escorial», conformada por una cruz de oro cuyos cuatro brazos están cubiertos por esmalte azul celeste y en el centro un medallón azulado en el que aparecen representados la parrilla y la palma. Se presentó como un premio a la inocencia y sus destinatarios fueron aquellos desterrados a principios del siglo XIX por haber ayudado al monarca, por entonces aún príncipe de Asturias. El azul celeste de la joya fue utilizado posteriormente como color de la bandera municipal. Asimismo, el Ayuntamiento creó también una medalla representativa —con objeto de premiar a personas o instituciones— en la que se representa, por un lado, el escudo de la Villa y, por otro, un árbol (encina o roble) en recuerdo del origen etimológico de la localidad.

## Administración y política

### Administraciones públicas

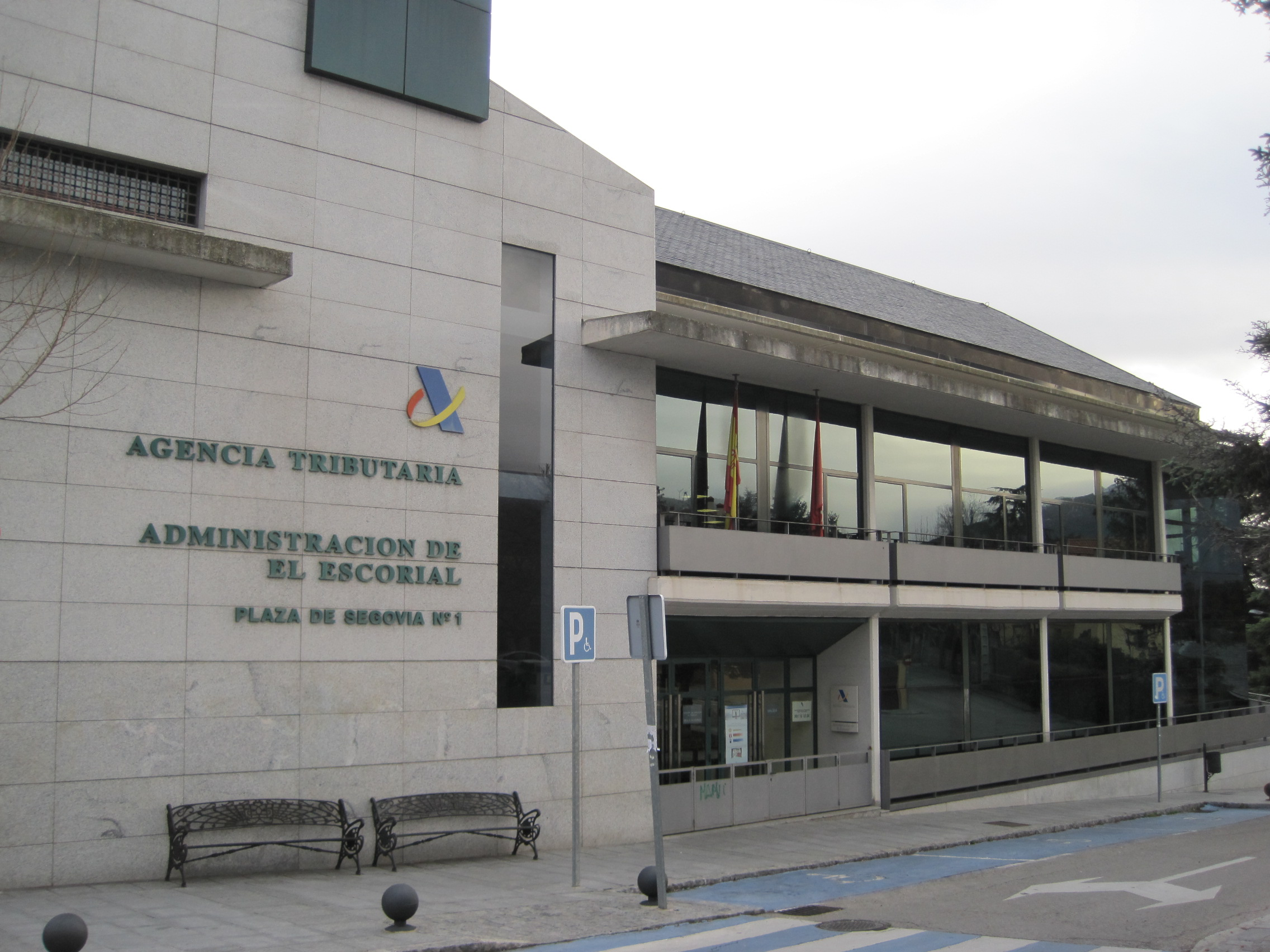
Edificio de la Agencia Tributaria

La Comunidad de Madrid posee las competencias concernientes a educación, ejercidas por la Consejería de Educación, encargada de la gestión tanto del profesorado como de los centros educativos, y a sanidad, a través del Servicio Madrileño de Salud, que gestiona los servicios sanitarios. En el municipio se encuentra una de las administraciones de la Agencia Estatal de Administración Tributaria. En cuanto a la administración judicial, El Escorial pertenece al partido judicial de San Lorenzo de El Escorial, el número siete de la Comunidad y que cuenta con dos juzgados de primera instancia e instrucción.

### Gobierno municipal
La administración local del municipio corre a cargo de un ayuntamiento de gestión democrática, cuyos componentes se eligen cada cuatro años por sufragio universal. El censo electoral está compuesto por todos los residentes empadronados en El Escorial mayores de 18 años, nacionales de España y de los otros países miembros de la Unión Europea. Según lo dispuesto en la Ley del Régimen Electoral General, que establece el número de concejales elegibles en función de la población del municipio, la corporación municipal está formada por 17 concejales.
| Partido político                        | 1979    | 1979       | 1983    | 1983       | 1987    | 1987       | 1991    | 1991       | 1995    | 1995       | 1999    | 1999       |
| Partido político                        | % votos | concejales | % votos | concejales | % votos | concejales | % votos | concejales | % votos | concejales | % votos | concejales |
| PP (AP hasta 1989)                      | -       | -          | 11,58   | 1          | 11,37   | 1          | 22,89   | 3          | 33,44   | 4          | 53,36   | 8          |
| PSOE                                    | 29,52   | 4          | 30,14   | 4          | 38,31   | 6          | 32,87   | 6          | 27,21   | 4          | 25,82   | 3          |
| Independientes (IE, INDEP, AIDE, PAIDE) | 45,85   | 5          | 51,06   | 7          | 28,99   | 4          | 26,04   | 3          | 16,28   | 2          | -       | -          |
| ORT                                     | 2,34    | 0          | -       | -          | -       | -          | -       | -          | -       | -          | -       | -          |
| PCE                                     | 12,17   | 1          | 7,22    | 1          | -       | -          | -       | -          | -       | -          | -       | -          |
| UCD                                     | 10,12   | 1          | -       | -          | -       | -          | -       | -          | -       | -          | -       | -          |
| IU                                      | -       | -          | -       | -          | 4,58    | 0          | 13      | 1          | 13,47   | 2          | 13,15   | 2          |
| CDS                                     | -       | -          | -       | -          | 13,61   | 2          | 3,05    | 0          | -       | -          | -       | -          |
| PTE-UC                                  | -       | -          | -       | -          | 0,99    | 0          | -       | -          | -       | -          | -       | -          |
| PRIM                                    | -       | -          | -       | -          | -       | -          | 0,69    | 0          | 0,31    | 0          | -       | -          |
| AEN                                     | -       | -          | -       | -          | -       | -          | -       | -          | 7,17    | 1          | -       | -          |
| ADN                                     | -       | -          | -       | -          | -       | -          | -       | -          | -       | -          | 3,37    | 0          |
| Los Verdes                              | -       | -          | -       | -          | -       | -          | -       | -          | -       | -          | 1,77    | 0          |

| Partido político       | 2003    | 2003       | 2007    | 2007       | 2011    | 2011       | 2015    | 2015       | 2019    | 2019       | 2023    | 2023       |
| Partido político       | % votos | concejales | % votos | concejales | % votos | concejales | % votos | concejales | % votos | concejales | % votos | concejales |
| PP                     | 43,42   | 8          | 51,55   | 9          | 52,22   | 10         | 37,66   | 7          | 31,49   | 6          | 40,80   | 9          |
| PSOE                   | 49,65   | 9          | 34,71   | 6          | 17,3    | 3          | 15,66   | 3          | 27,18   | 5          | 17,54   | 3          |
| IU                     | -       | -          | -       | -          | 8,7     | 1          | 6,27    | 1          | -       | -          | -       | -          |
| IU-Podemos-AV          | -       | -          | -       | -          | -       | -          | 19,36   | 4          | 16,33   | 3          | 5,81    | 1          |
| Ciudadanos             | -       | -          | -       | -          | -       | -          | 7,03    | 1          | 9,29    | 1          | -       | -          |
| Vox                    | -       | -          | -       | -          | -       | -          | 2,77    | 0          | 9,68    | 2          | 13,12   | 2          |
| ADN                    | 2,02    | 0          | -       | -          | -       | -          | -       | -          | -       | -          | -       | -          |
| Unión Ibérica          | 1,88    | 0          | -       | -          | -       | -          | -       | -          | -       | -          | -       | -          |
| MA                     | -       | -          | 11,2    | 2          | 9,91    | 2          | 7,89    | 1          | 4,92    | 0          | 3,17    | 0          |
| Acción Plural          | -       | -          | -       | -          | 8,4     | 1          | -       | -          | -       | -          | -       | -          |
| UPyD                   | -       | -          | -       | -          | -       | -          | 1,43    | 0          | -       | -          | -       | -          |
| PCAS-TC-PAC            | -       | -          | -       | -          | -       | -          | 0,15    | 0          | -       | -          | -       | -          |
| HEE                    | -       | -          | -       | -          | -       | -          | -       | -          | -       | -          | 8,78    | 1          |
| Más Madrid-Verdes Equo | -       | -          | -       | -          | -       | -          | -       | -          | -       | -          | 5,00    | 1          |
| AEN                    | -       | -          | -       | -          | -       | -          | -       | -          | -       | -          | 3,99    | 0          |

En las primeras elecciones democráticas de 1979 accedieron al poder los independientes de la mano de Maximino Heras Cotillo, que revalidó su cargo en 1983. Sin embargo, tras su fallecimiento en 1986 ocupó su cargo Javier Vicente Montero. En la siguiente legislatura gobernó Concepción Núñez García (CDS), y desde 1991 se han alternado en el cargo PSOE y PP; así entre 1991-1995 la alcaldía fue ocupada por Mariano Rodríguez Rodríguez (PSOE), entre 1995-2003 por Javier de Miguel Sánchez (PP), entre 2003-2007 Lorenzo Fernández Fau a la cabeza de Foro Progresista, una coalición de PSOE, Izquierda Unida, un grupo ecologista y varios independientes, y desde 2007 hasta 2021 Antonio Vicente Rubio (PP). El 16 de septiembre de 2021 el PSOE, Unidas El Escorial y Ciudadanos presentaron una moción de censura contra Antonio Vicente Rubio, proponiendo como alcalde a Cristian Martín Palomo (PSOE), que fue aceptada por 9 votos contra 8.
| Periodo   | Nombre del alcalde          | Partido político                       |
| --------- | --------------------------- | -------------------------------------- |
| 1979-1986 | Maximino Heras Cotillo      | PAIDE                                  |
| 1986-1987 | Javier Vicente Montero      | PAIDE                                  |
| 1987-1991 | Concepción Núñez García     | CDS                                    |
| 1991-1995 | Mariano Rodríguez Rodríguez | PSOE                                   |
| 1995-1999 | Javier de Miguel Sánchez    | PP                                     |
| 1999-2003 | Javier de Miguel Sánchez    | PP                                     |
| 2003-2007 | Lorenzo Fernández Fau       | PSOE / IU (Coalición Foro Progresista) |
| 2007-2011 | Antonio Vicente Rubio       | PP                                     |
| 2011-2015 | Antonio Vicente Rubio       | PP                                     |
| 2015-2019 | Antonio Vicente Rubio       | PP                                     |
| 2019-2021 | Antonio Vicente Rubio       | PP                                     |
| 2021-2023 | Cristian Martín Palomo      | PSOE                                   |
| 2023 -    | Antonio Vicente Rubio       | PP                                     |

Áreas de gobierno

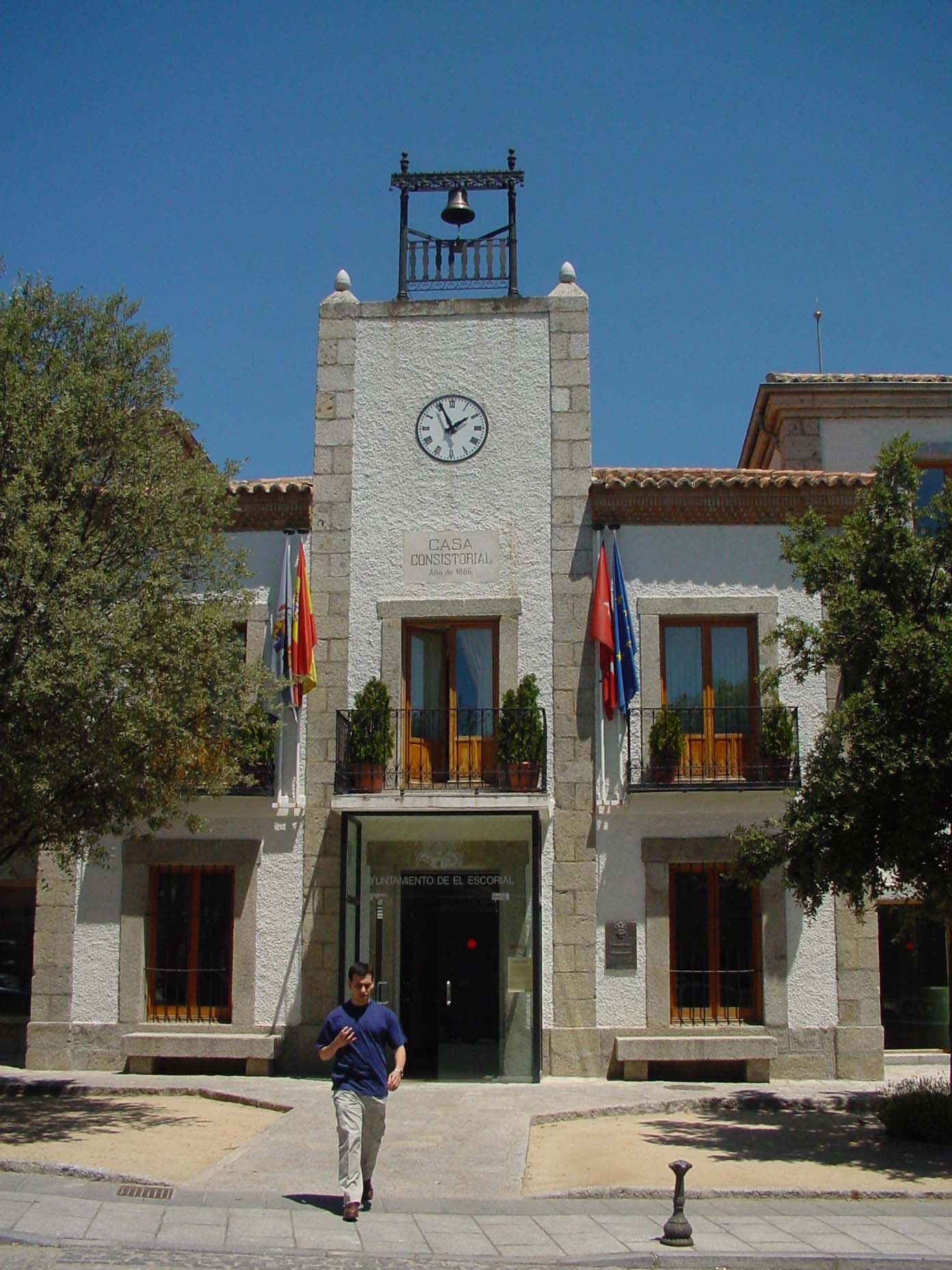
Fachada del Ayuntamiento

La gestión ejecutiva municipal está organizada en distintas áreas al frente de las cuales hay un concejal del equipo de gobierno. Las áreas actuales de gestión del Ayuntamiento son las siguientes:
- Concejalía de Cultura.
- Concejalía de Deporte.
- Concejalía de Educación.
- Concejalía de Emergencia y Seguridad
- Concejalía de Ferias y Fiestas
- Concejalía de Hacienda, Empleo y Consumo
- Concejalía de Juventud
- Concejalía de Movilidad y Transporte
- Concejalía de Sanidad
- Concejalía de Servicios Sociales
- Concejalía de Turismo
- Concejalía de Urbanismo, Vivienda y Medio Ambiente

## Equipamientos y servicios

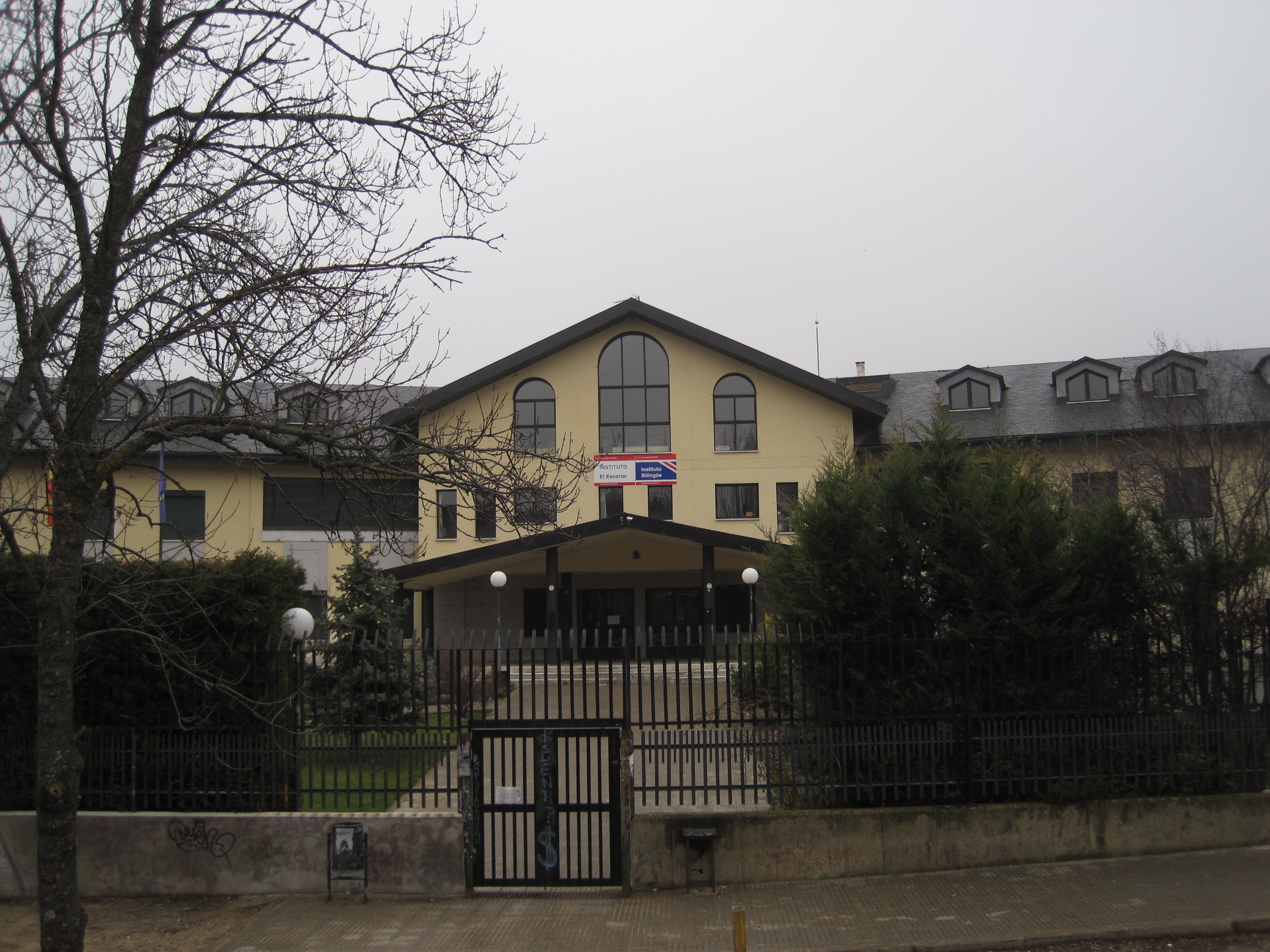
Vista del IES El Escorial

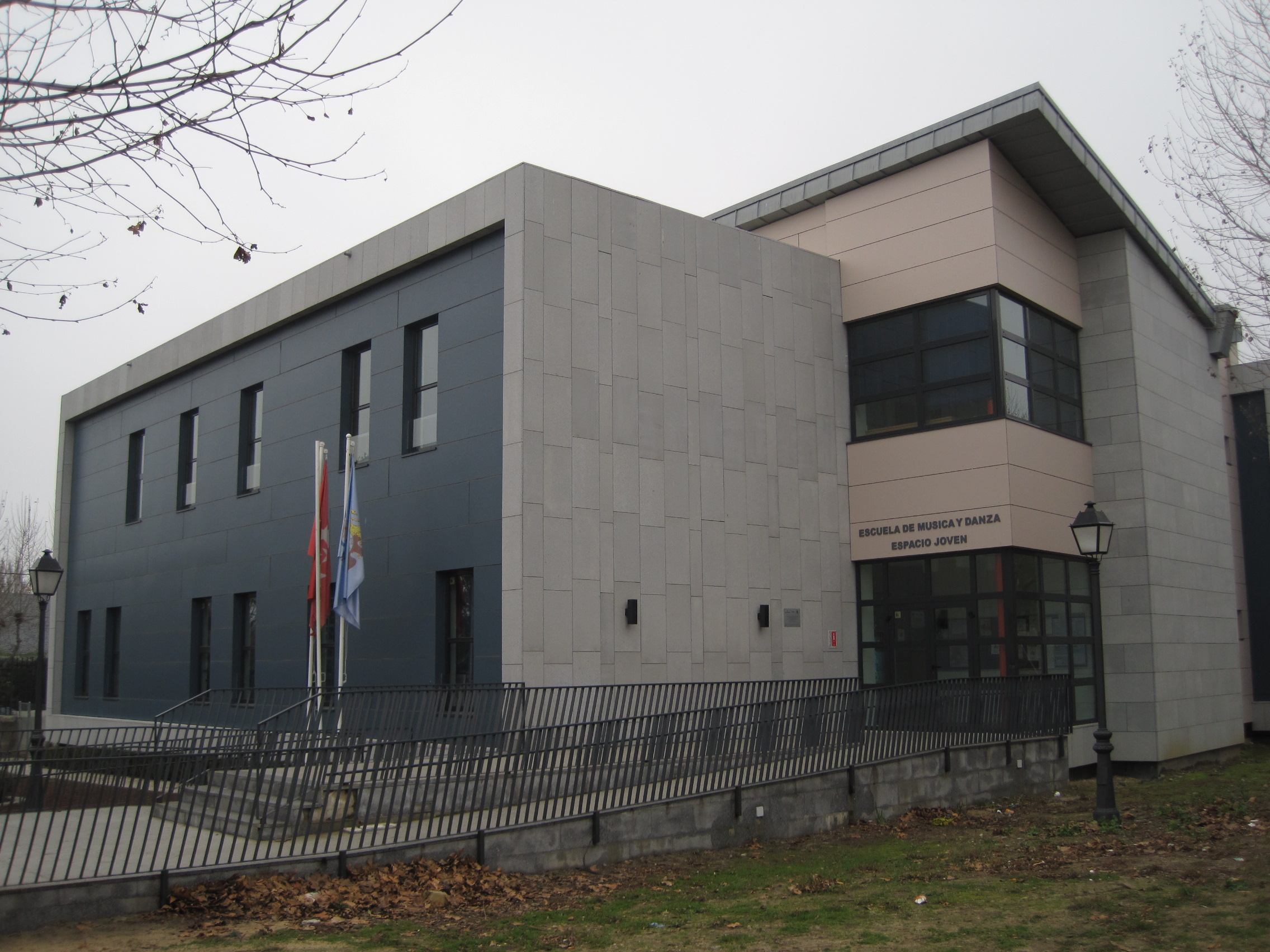
Edificio que alberga la escuela municipal de música y danza y el Espacio Joven

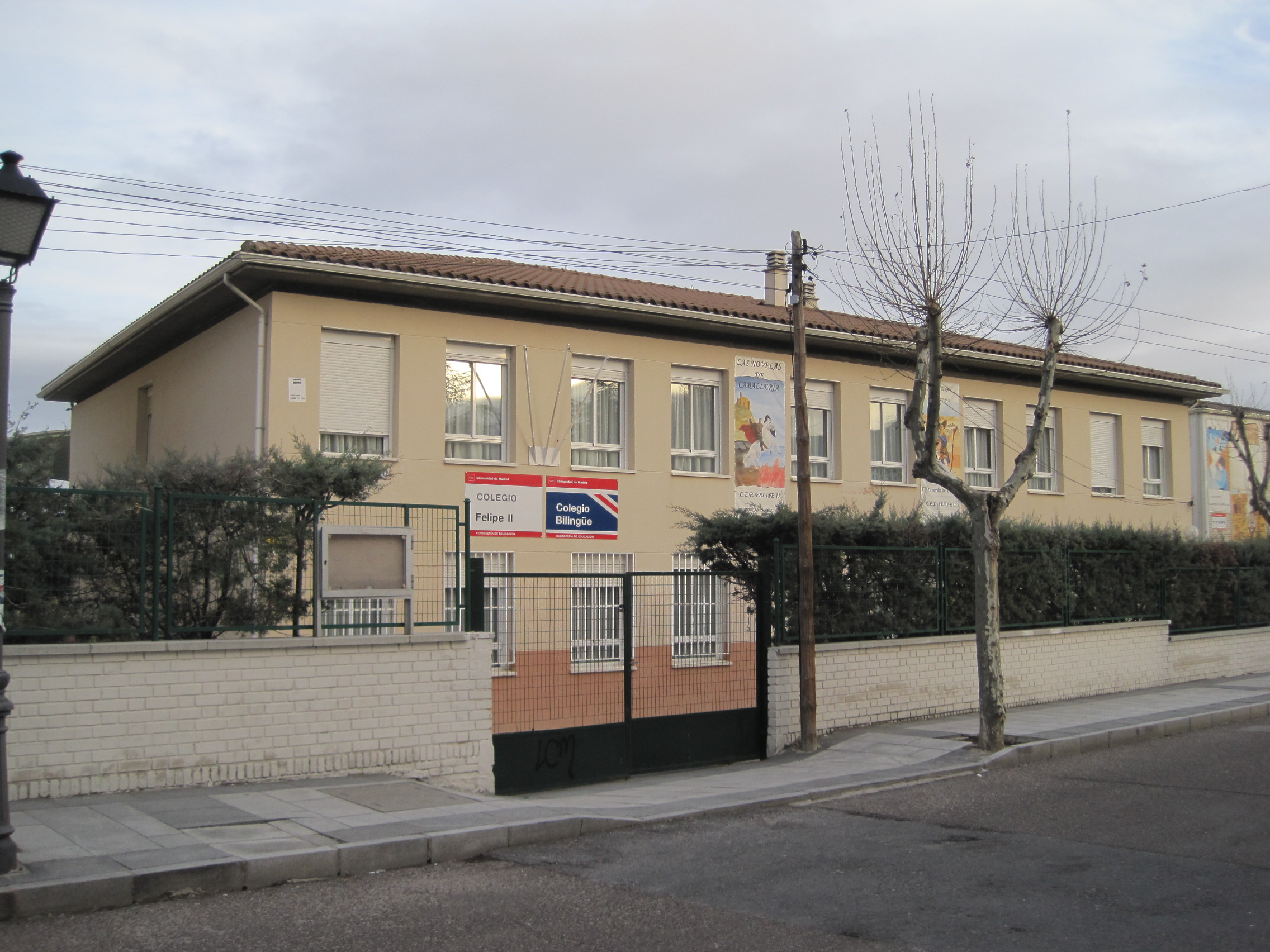
Colegio Felipe II

### Educación
La oferta educativa existente en el municipio se concreta, a nivel público, en dos centros de educación infantil, un centro de educación primaria, un instituto de educación secundaria, y, a nivel privado, en dos centros de educación infantil y uno que imparte desde educación infantil hasta secundaria. En el instituto se imparte Educación Secundaria Obligatoria, bachillerato y algunos ciclos formativos de formación profesional como Jardinería y floristería, en grado medio, y Gestión forestal y del medio natural, en grado superior.
Por último, la localidad cuenta con una escuela municipal de música y danza, y con la facultad de Teología de la Fundación Federico Fliedner, que oferta distintos estudios de teología.
| Centro                                          | Enseñanza          |
| ----------------------------------------------- | ------------------ |
| Escuela Infantil «La Dehesa»                    | Infantil           |
| Escuela Infantil Padre Gerardo Gil              | Infantil           |
| Escuela Infantil Baloo el Oso                   | Infantil (Privado) |
| Centro de Educación Infantil Casamadre          | Infantil (Privado) |
| Colegio Felipe II                               | Primaria           |
| Instituto de Educación Secundaria El Escorial   | Secundaria         |
| Escuela Municipal de Música y Danza El Escorial | Musical            |
| Colegio Gredos-San Diego El Escorial            | Centro privado     |

### Sanidad y servicios sociales

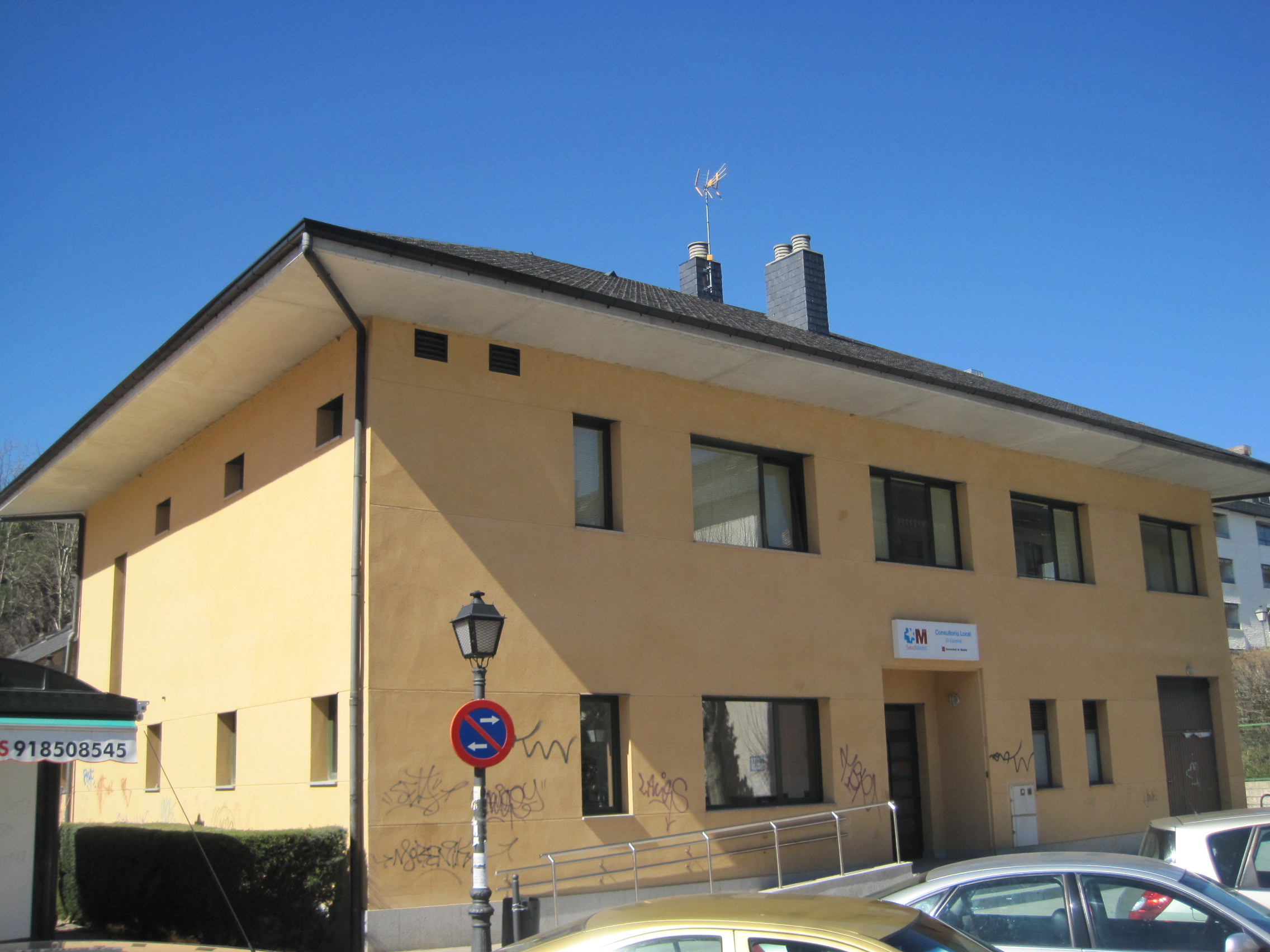
Centro de salud

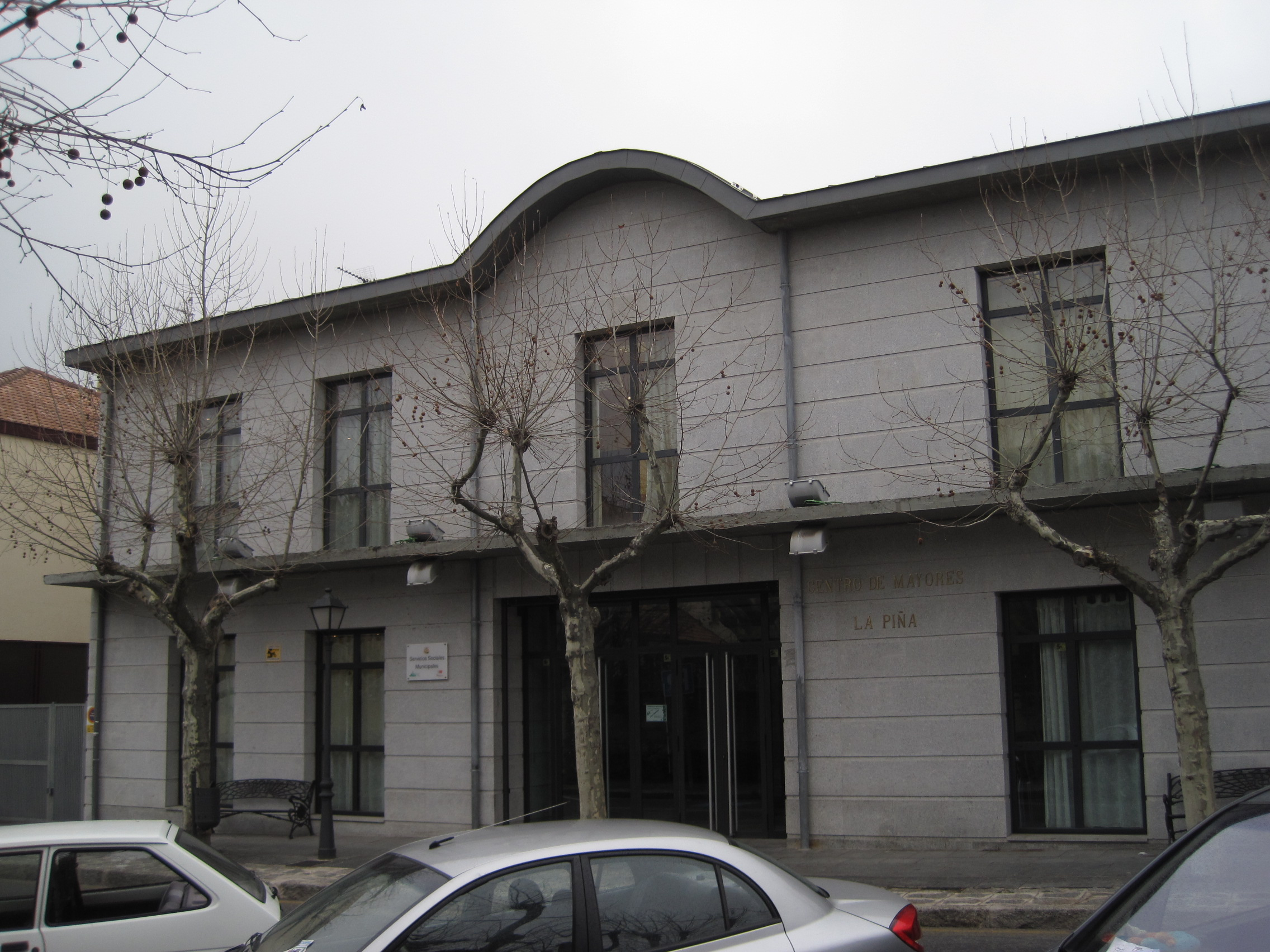
Centro de mayores La Piña

El sistema sanitario del municipio está gestionado por la Comunidad de Madrid y cuenta con dos consultorios, uno en El Escorial y otro en la urbanización Los Arroyos (el antiguo Navalquejigo), dependientes del centro de salud San Carlos, en San Lorenzo de El Escorial; a nivel hospitalario, al municipio le corresponde el Hospital de El Escorial. Posee además cinco farmacias. Asimismo, el Ayuntamiento se encarga de gestionar las siguientes competencias, que establece el artículo 42 de la Ley General de Sanidad:
- Control sanitario del medio ambiente: contaminación atmosférica, abastecimiento de aguas, saneamiento de aguas residuales, residuos urbanos e industriales.
- Control sanitario de industrias, actividades y servicios, transportes, ruidos y vibraciones.
- Control sanitario de edificios y lugares de vivienda y convivencia humana, especialmente de los centros de alimentación, peluquerías, saunas y centros de higiene personal, hoteles y centros residenciales, escuelas, campamentos turísticos y áreas de actividad físico deportivas y de recreo.
- Control sanitario de la distribución y suministro de alimentos perecederos, bebidas y demás productos, directa o indirectamente relacionados con el uso o consumo humanos, así como los medios de su transporte.
- Control sanitario de los cementerios y policía sanitaria mortuoria.

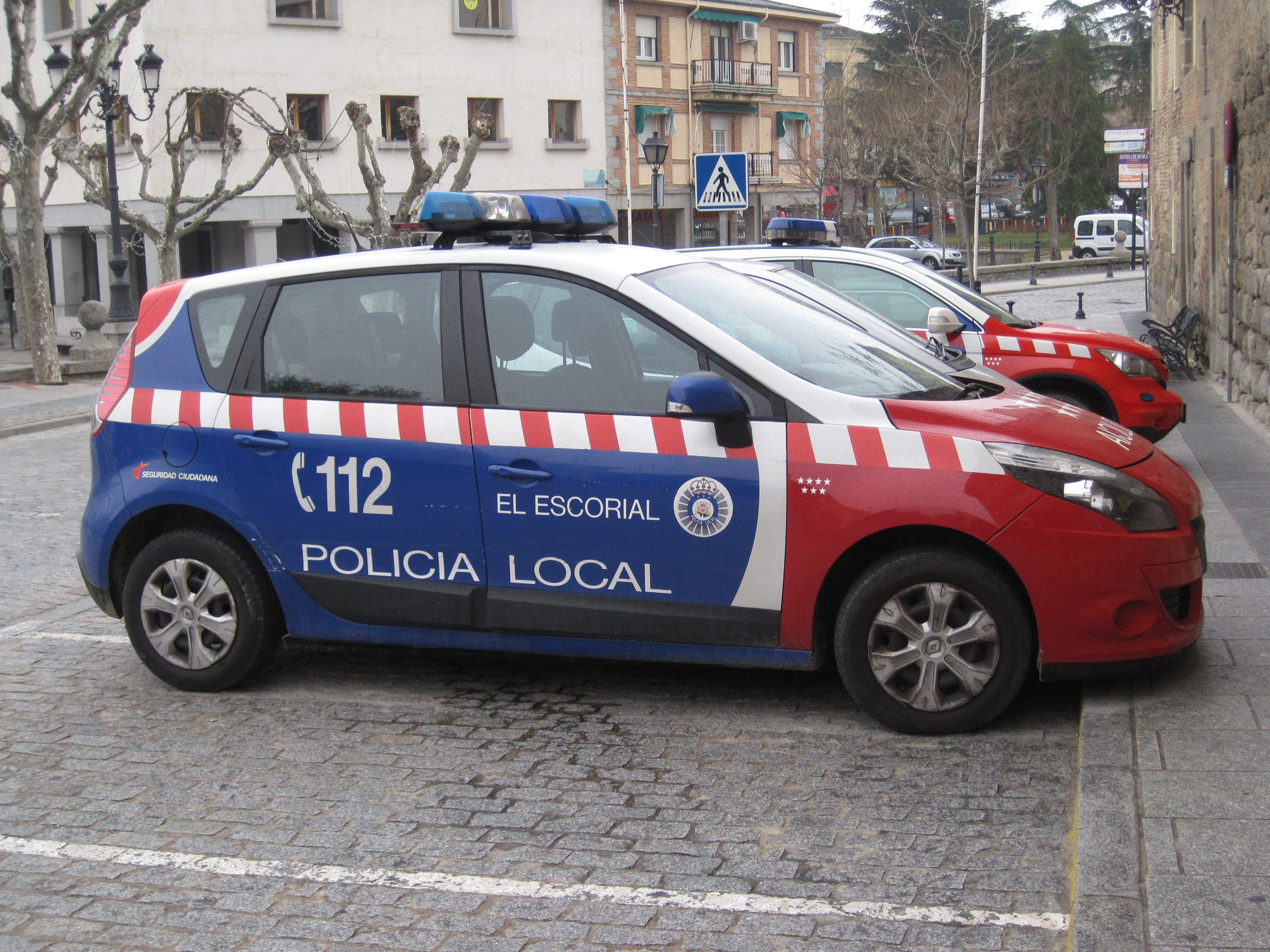
Vehículo de la policía local

En cuanto a servicios sociales, el municipio cuenta con un centro de mayores municipal y varios centros de asistencia como las residencias El Escorial, Pilar de la Cruz, Elisa, Escorial Centro de Mayores y Centro Residencial Valdeluz.

### Seguridad ciudadana
La seguridad ciudadana es gestionada por la policía local de El Escorial, tanto en relación con la delincuencia y mantenimiento del orden como al ordenamiento del tráfico. Como en el resto de la Comunidad, está operativo el sistema de Emergencias 112. En el municipio también presta servicio un parque de bomberos de la Comunidad y Protección Civil. Asimismo, en el término municipal se encuentra el centro de proceso de datos de la Dirección General de la Policía, en el que se custodia la información referida a los carnés de identidad, los datos policiales de los delincuentes y las bases de datos de los agentes.

## Cultura

### Patrimonio histórico-artístico

#### Iglesia de San Bernabé

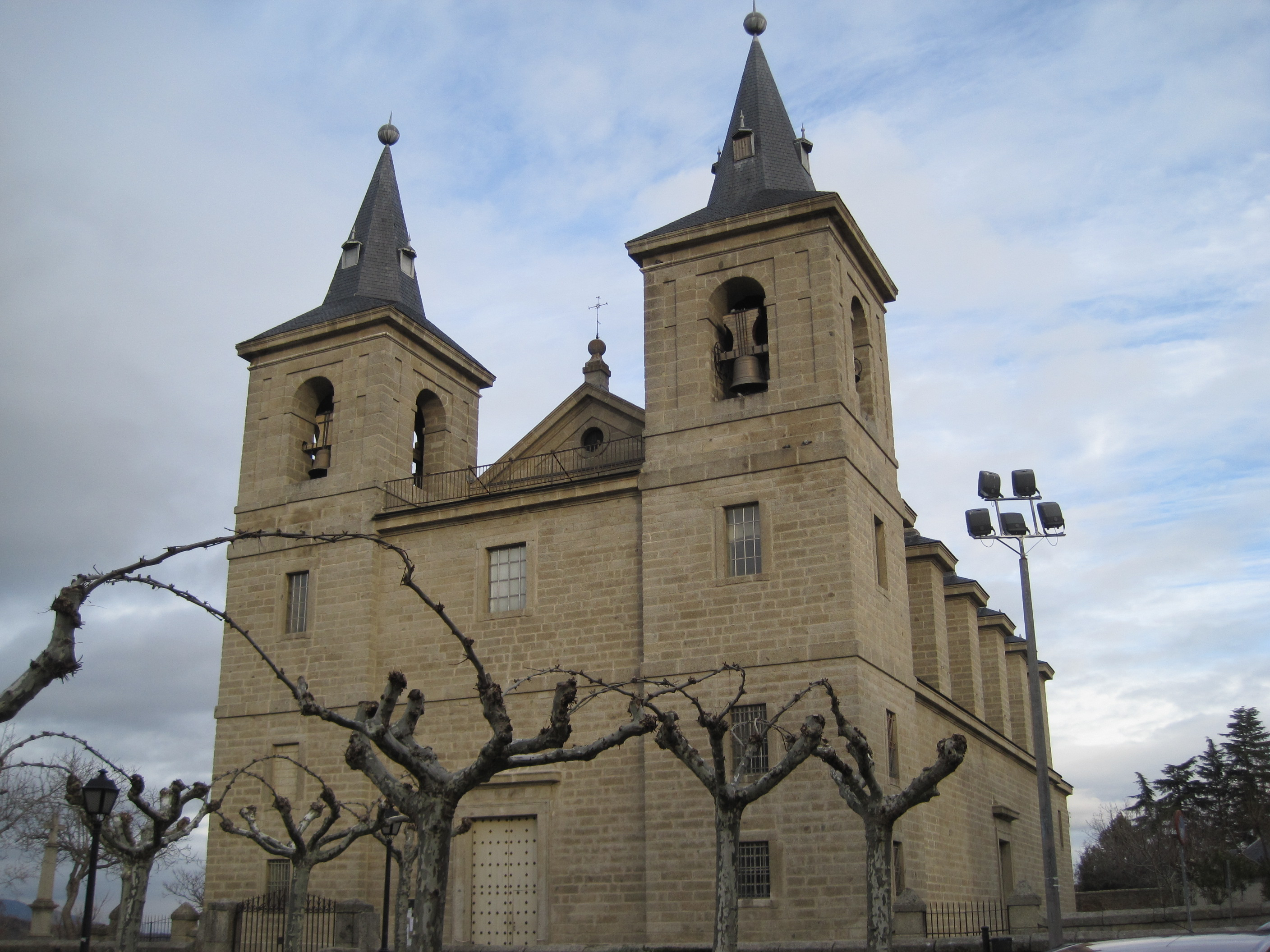
Vista general de la iglesia de San Bernabé

Monumento Nacional desde 1983 y declarada Bien de Interés Cultural, se trata de uno de los ejemplos más puros del estilo herreriano. Fue mandada construir en 1593 por Felipe II para sustituir la antigua parroquia escurialense y los trabajos, bajo la dirección de Francisco de Mora y con la participación de los trabajadores de la construcción del Monasterio, se iniciaron al año siguiente. La iglesia fue bendecida por el obispo de Segovia en septiembre de 1595 aunque los últimos remates no finalizaron hasta 1596.
Presenta una única nave, cuyos contrafuertes separan las distintas capillas laterales. La cubierta está formada por una bóveda de cañón en cuyo arranque se abren lunetos que facilitan la iluminación interior del templo. La cabecera, rectangular, está conformada por una gran hornacina en la que, a un nivel más elevado, se sitúa el altar mayor. A ambos lados de la misma se sitúan la sacristía y la capilla de la Virgen de la Herrería. En el altar destaca el retablo; consta de un lienzo al óleo, con escenas de la vida y martirio de San Bernabé, obra de Juan Gómez, que aparece enmarcado por dos columnas de orden compuesto. Sobre el lienzo aparece un friso con adornos de ángeles y roleos y por encima de él se sitúa el ático, rematado en frontón y decorado con el tema de la Piedad. A los pies de las columnas se observan varias pinturas sobre tabla en las que se representa a San Juan Evangelista, San Felipe, Santiago el Menor y San Mateo.
Al exterior presenta cubierta y chapiteles de pizarra. La fachada principal está dividida en tres cuerpos; los laterales se prolongan en dos torres mientras que el central se remata con un frontón; bajo este se sitúa la puerta de entrada, remarcada por una moldura. En los laterales del templo se observa un primer cuerpo liso y contrafuertes que apoyan en el muro. En cuanto a los materiales, todo el edificio está construido con granito a excepción de las bóvedas que son de ladrillo. El conjunto se conserva sin apenas transformaciones desde su construcción y únicamente el archivo parroquial, el órgano y los altares quedaron destruidos durante la Guerra Civil.

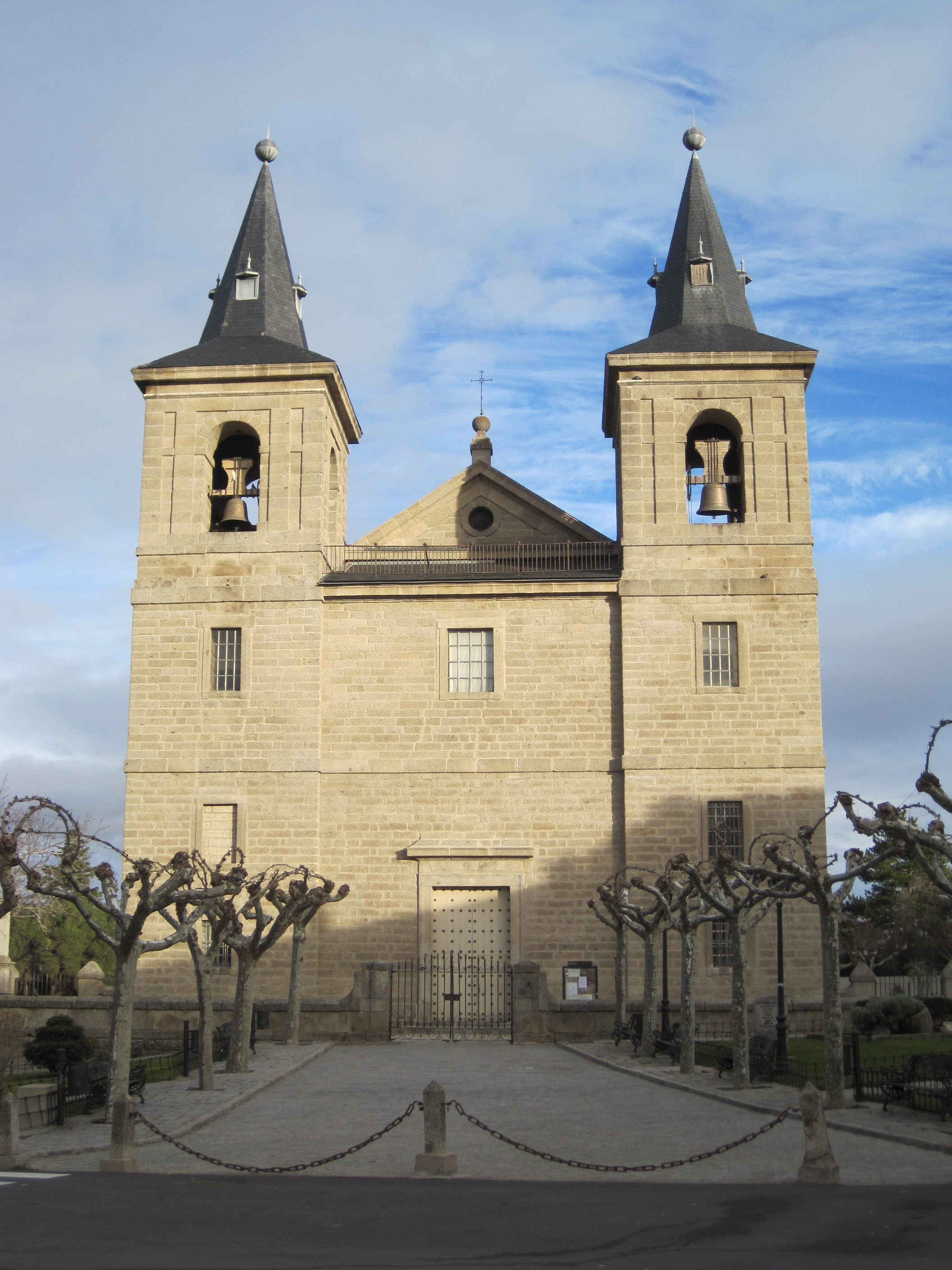
Fachada
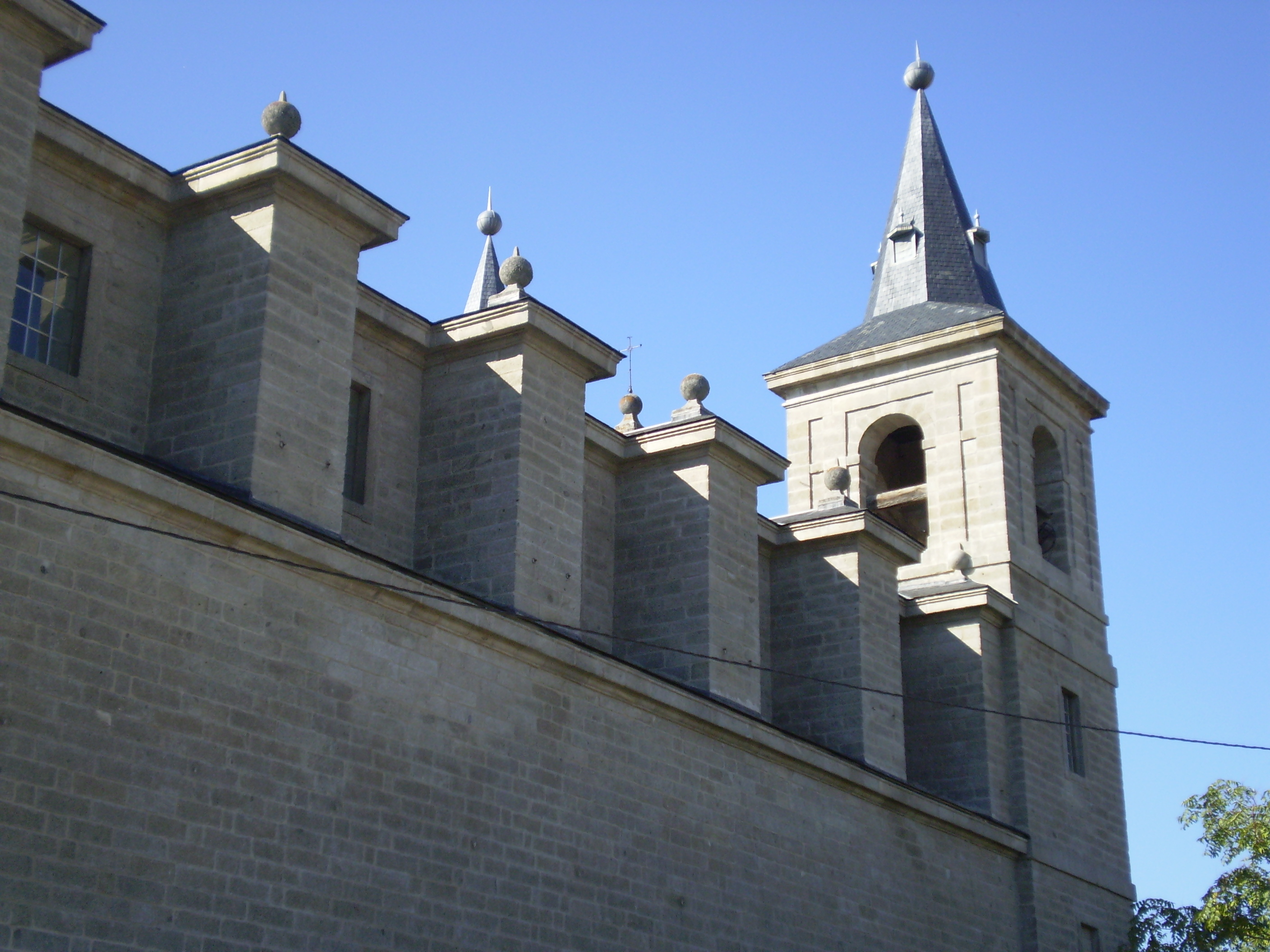
Vista lateral
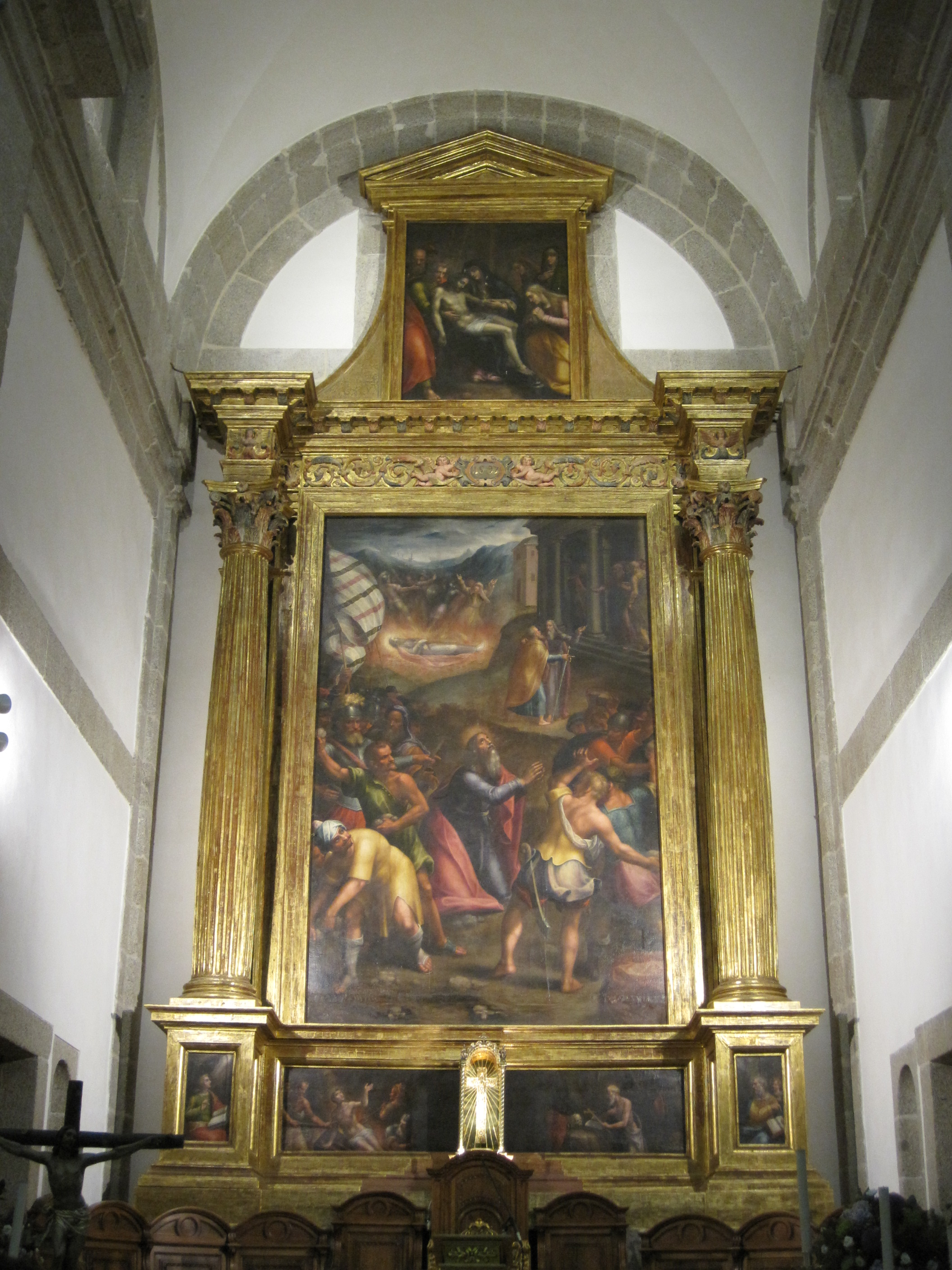
Interior, retablo

#### Monasterio de Prestado

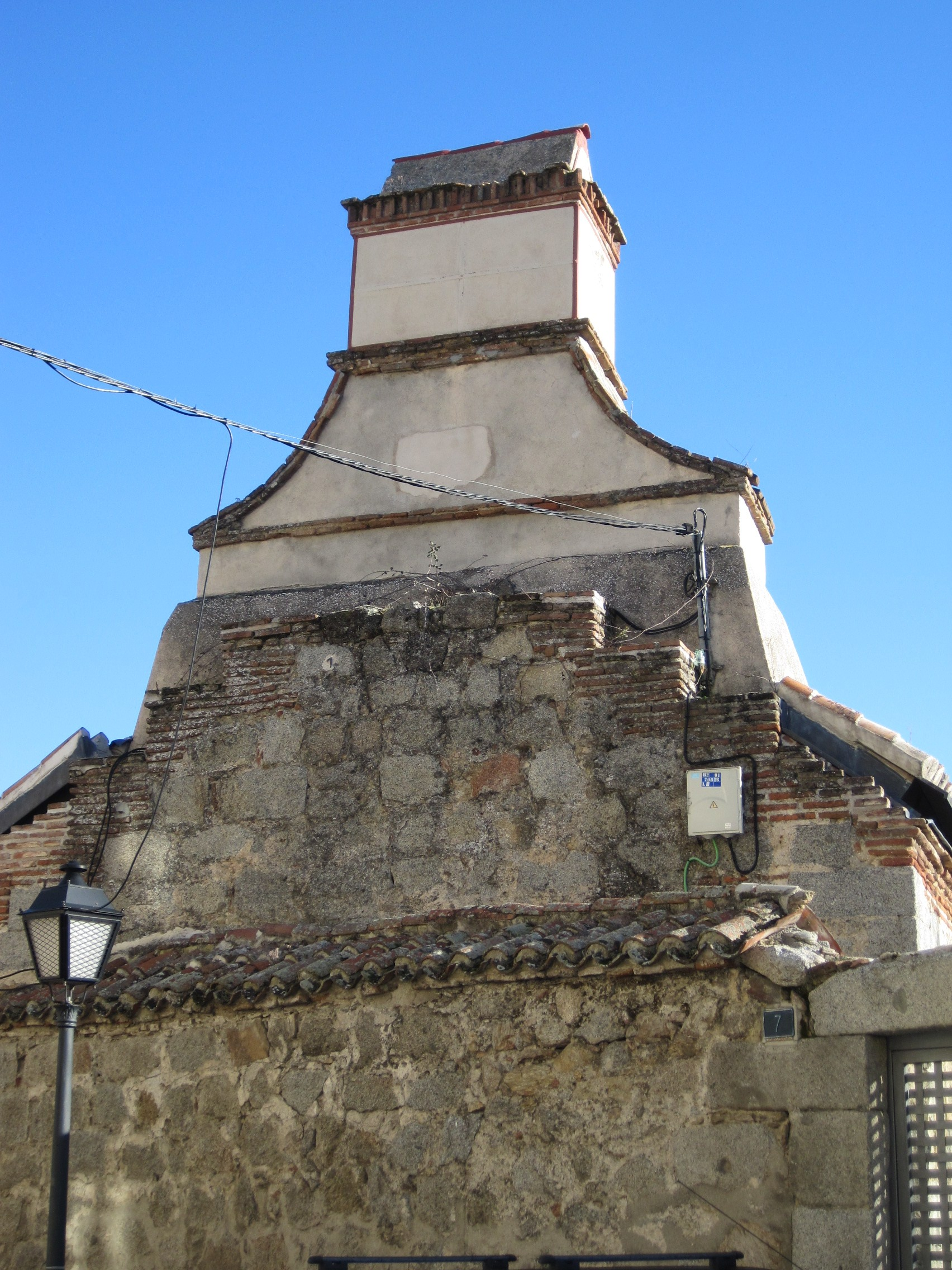
Chimenea del viejo horno de vidrio del Monasterio de Prestado

Se trata de un conjunto monumental ubicado en el centro de la Villa del que todavía permanecen en pie el edificio conocido popularmente como «El Castillo» y la casa y chimenea del viejo horno. Antigua vivienda de un labrador, fue ocupada por los monjes a su llegada a El Escorial en 1562 y tras la adquisición del inmueble comenzaron las obras para su transformación en residencia conventual; desde entonces, y hasta 1571, albergó a la comunidad religiosa hasta que se trasladaron al Real Sitio y fue el aposento de Felipe II durante los primeros años de obras del Monasterio. La construcción, de piedra y ladrillo, contaba con capilla, sacristía y entradas independientes para las habitaciones del rey y de los monjes. El conjunto se completaba con las caballerizas, casa de los servicios de su majestad y patio en el que había un pozo.
Tras el traslado de los monjes al Monasterio, el conjunto se transformó en hospital de laborantes, la primera institución europea especializada en accidentes laborales. Entre 1576 y 1579 sirvió de hospital para obreros y enfermos pobres de la comarca y posteriormente como vivienda del Padre Campero, encargado de los negocios monásticos. En 1607 fue reacondicionado como horno de vidrio, se arrendó una casa para vivienda de los trabajadores y la casa de la chimenea sirvió de cocina. Desde 1880, el conjunto pertenece a la familia Fliedner, que restauró el edificio tras su casi destrucción durante la guerra de la Independencia, y ha servido como albergue y colegio.

#### La Fresneda

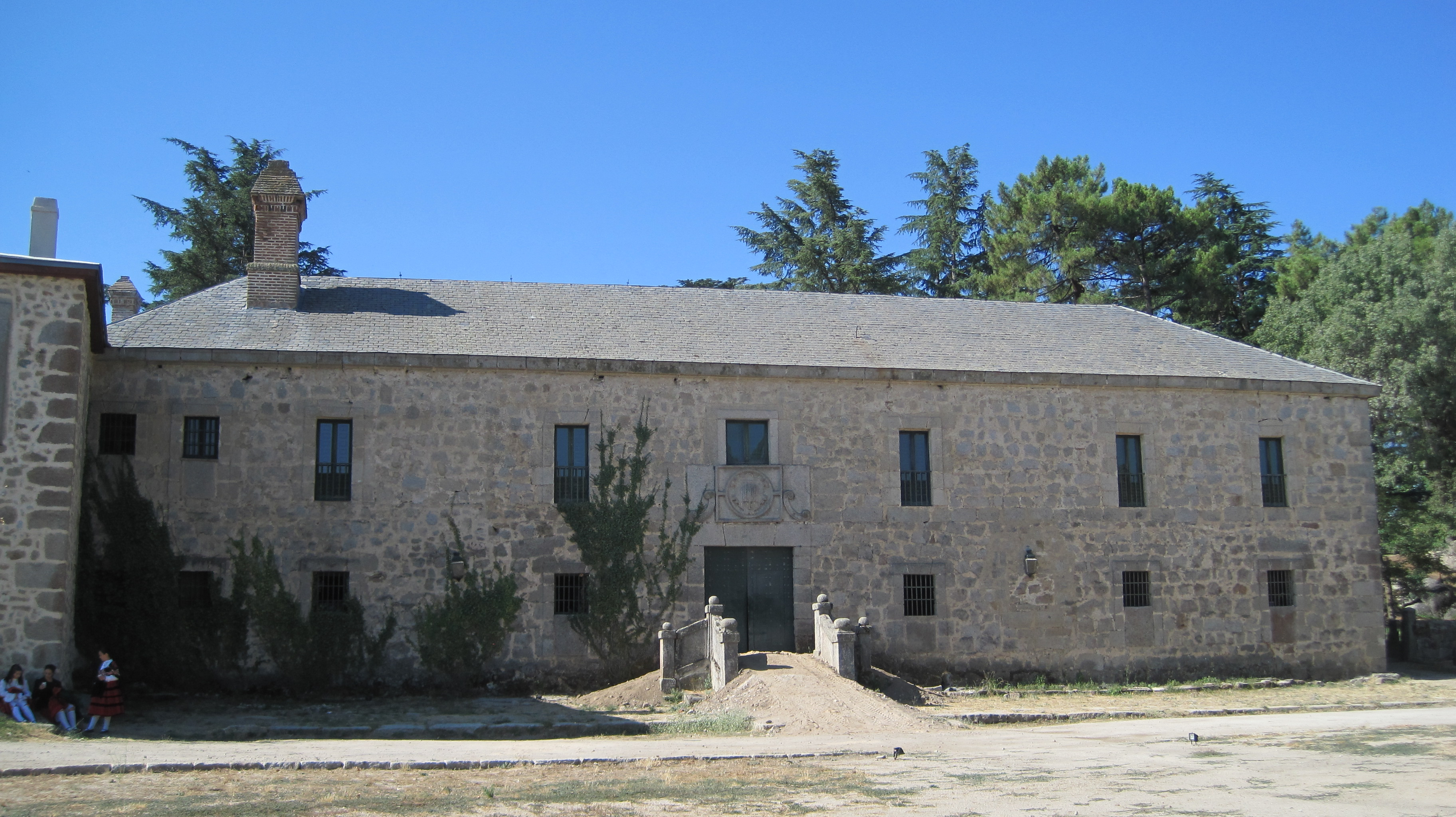
Fachada de la Casa de los Frailes, en La Granjilla

La Fresneda era un antiguo poblado que poseía concejo, iglesia parroquial, coto e incluso hospital pero bajo el gobierno de Felipe II fue comprado, remodelado y dedicado a lugar de recreo de religiosos y miembros de la Familia Real —ir de granjería—, de ahí la denominación posterior de La Granjilla. El 8 de abril de 1565 el rey concedió el privilegio por el cual La Fresneda quedaba acotada por lo que quedó apartado de la jurisdicción de Segovia y se incorporó al patrimonio del Monasterio.
Bajo las órdenes dadas por el monarca se derribaron las casas de sus antiguos habitantes a excepción de la iglesia de San Juan Bautista, que quedó reducida a capilla en 1569, y de la vivienda del caballero segoviano Alonso Osorio de Cáceres. Este edificio sirvió de punto de partida para una construcción de nueva planta que, bajo la dirección de Juan Bautista de Toledo, otorgó al monarca una residencia en La Fresneda. Se trata de un edificio rectangular de dos plantas en el que destaca su puerta principal, de pilastras fajeadas sobre las que apoya un frontón triangular. 

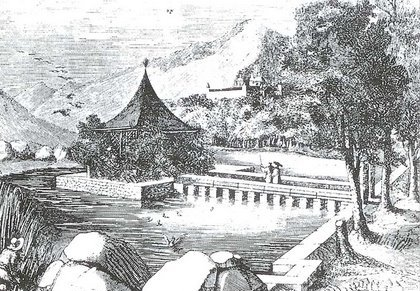
Uno de los estanques de La Granjilla en un dibujo de 1862

Otra construcción salvada fue una antigua torre que se aprovechó como remate de una de las esquinas de la conocida como Casa de los Frailes, Casa de la Granja o Casa de los Pasadizos. El edificio se construyó para reposo de los monjes bajo la dirección de Gaspar de Vega y estaba ya concluido en 1569. Se trata de tres cuerpos porticados alrededor de un claustro central, en cuya fachada principal aparece el primer escudo con forma de parrilla que se incluyó en un edificio escurialense. Consta de dos plantas, cubierta a dos aguas de pizarra y hastiales escalonados. En su interior había veinte celdas para monjes, dos capillas y refectorios y cocina, de acuerdo con la descripción del Padre Sigüenza. El claustro se cerraba por uno de sus lados con varias columnas toscanas y a él se asomaba la escalinata de la fachada posterior de la Casa de Su Majestad, construida sobre una lonja protegida por un muro de contención, de tal forma que lonjas y escalinatas fueron un elemento ornamental más.
En el entorno de este conjunto se construyó un jardín en el que abundaban árboles frutales y gran variedad de flores y plantas, para cuyo riego se ideó un sistema de canales y regueras que surgían de varios estanques concebidos para tal fin. Estos igualmente se utilizaron para la práctica de la pesca e incluso de la navegación y son un total de cuatro, alimentados por las aguas del Aulencia. En uno de ellos había una plataforma que servía de cenador y otro, el llamado estanque alto, contaba con dos islas, una para usos recreativos y otra como puesto de caza. Debido a la desamortización, la finca fue propiedad de la Corona y posteriormente, en 1870, pasó a manos privadas.

#### El Campillo

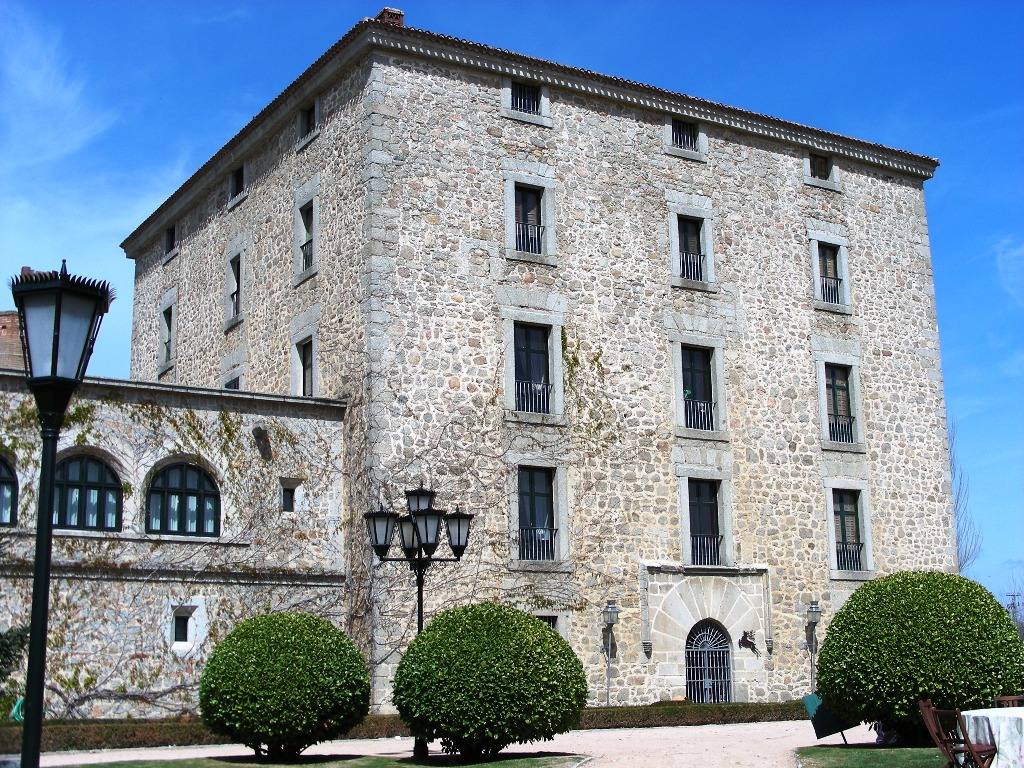
Vista de la casa-fuerte de El Campillo

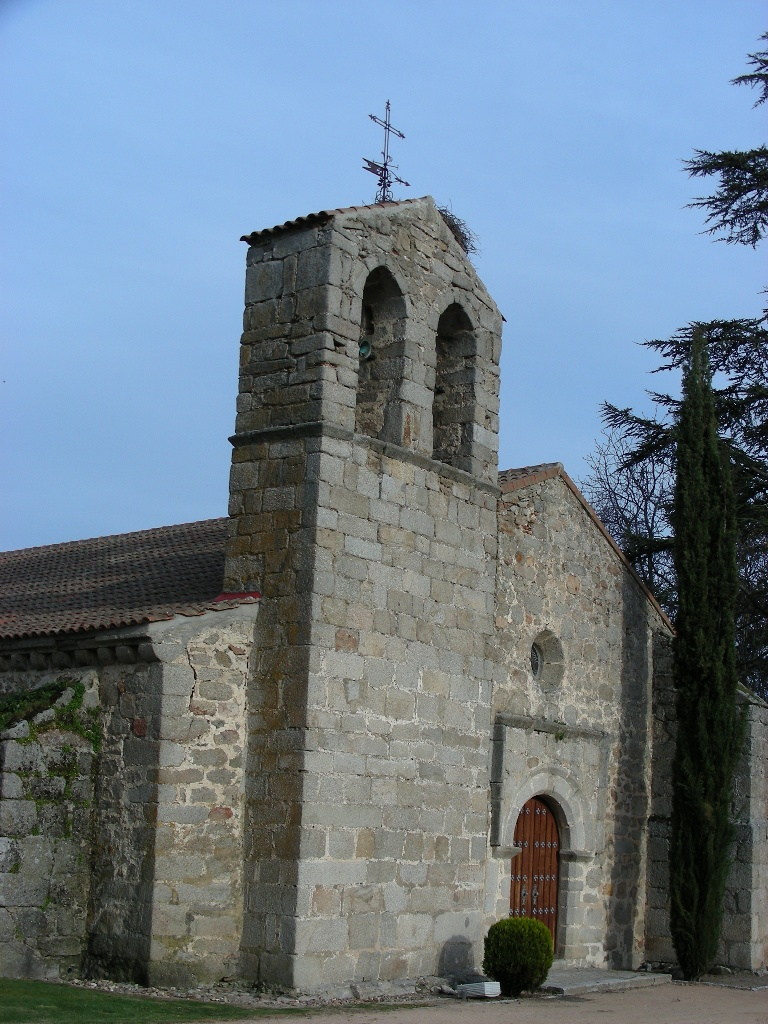
Ermita de Santa Filomena

Se trata de un antiguo poblado que, además de torre e iglesia, dispuso de picota y más de un centenar de casas; la agricultura y ganadería eran las actividades económicas principales de sus habitantes, además del cuidado de la hacienda del duque de Maqueda. Sin embargo, y al igual que ocurrió con Monesterio, la aldea se vendió a Felipe II, que ordenó destruirla e indemnizar a sus ocupantes, por lo que en 1596 ya estaba despoblado. El monarca concedió al Monasterio la dehesa de Campillo, algo que ratificó en 1603 su sucesor, Felipe III.
El vestigio más importante de aquel periodo es la casa-fuerte, construida hacia 1440 por voluntad del entonces príncipe Enrique IV. Felipe II ordenó su reforma, quien fue llevada a cabo por Francisco de Mora a partir de 1596, que consistió, entre otras mejoras, en variar la disposición interior de la fortaleza a lo largo de sus cinco alturas, la apertura de puertas y ventanas y el arreglo de varias chimeneas, trabajos que concluyeron en 1597. Durante el reinado de Felipe III se realizaron también algunas obras de tipo ornamental, y el aspecto actual, con cubierta tejada y ventanas reducidas en la última planta, se debe a las mejoras llevadas a cabo por orden de Felipe IV.
También en El Campillo, actualmente una finca privada, se encuentran una fuente construida en tiempos de Isabel II y la ermita de Santa Filomena, antigua iglesia del poblado bajo la advocación de la Santísima Trinidad, que presenta nave central cubierta a dos aguas, contrafuertes sobre muros de mampostería, ábside y ausencia de ventanas. La presencia de curas y capellanes en la misma perduró hasta 1613, al igual que ocurrió en la parroquia de Santa María de Marrubial, en Monesterio. En la misma zona, y ya en la ladera del monte Abantos, se encuentran las ruinas de La Solana y La Pizarra, cuarteles desde los que se proveía a Campillo con producción de ganado, cereales y madera.

#### Ermita de la Virgen de la Herrería

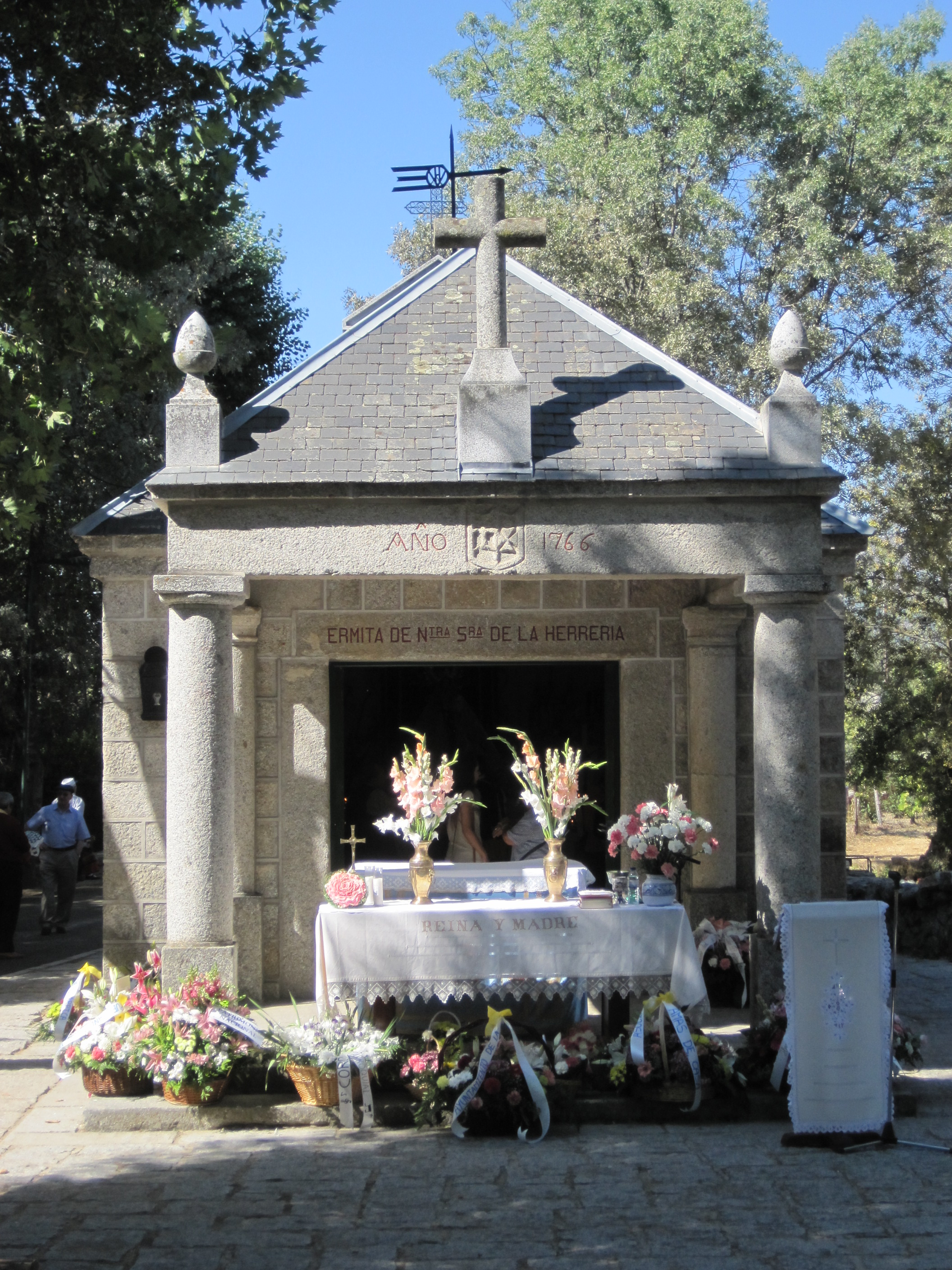
Vista frontal de la ermita el día de la romería

Se encuentra en el paraje conocido como el Rodeo, próximo a La Granjilla. Se trata de una pequeña construcción de granito en cuya fachada principal presenta un tejadillo sustentado por cuatro columnas sobre el que se levantan, a los lados, dos bellotas, mismo elemento simbólico que se encuentra en otras construcciones de la villa, y en el centro una cruz bajo la cual se lee la fecha de 1766. Para su construcción se utilizaron restos de la fuente de Navaarmado, levantada durante el reinado de Felipe II y del corral conocido como de la Alemana. En los laterales presenta varios ventanales enrejados y en la fachada posterior un mosaico pintado con el emblema de la Hermandad y la frase «causa de nuestra alegría». En sus inmediaciones se halla el puente del Rodeo, sobre el río Aulencia, cuya antigüedad se remonta a 1672 y que presenta, además de los típicos bolos herrerianos, el escudo de Castilla y la parrilla, símbolo de San Lorenzo.

#### Casita del Príncipe

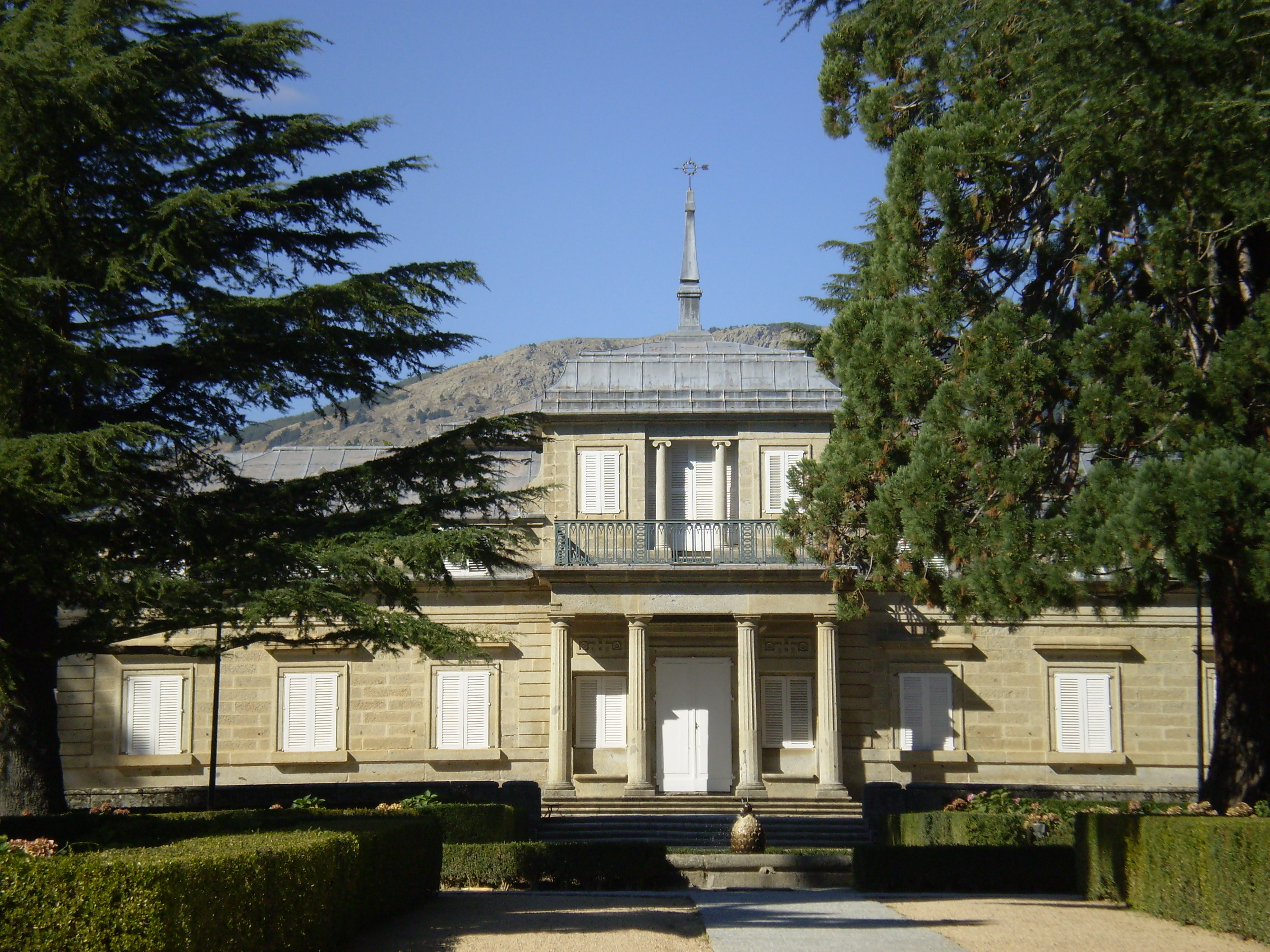
Vista frontal de la Casita del Príncipe

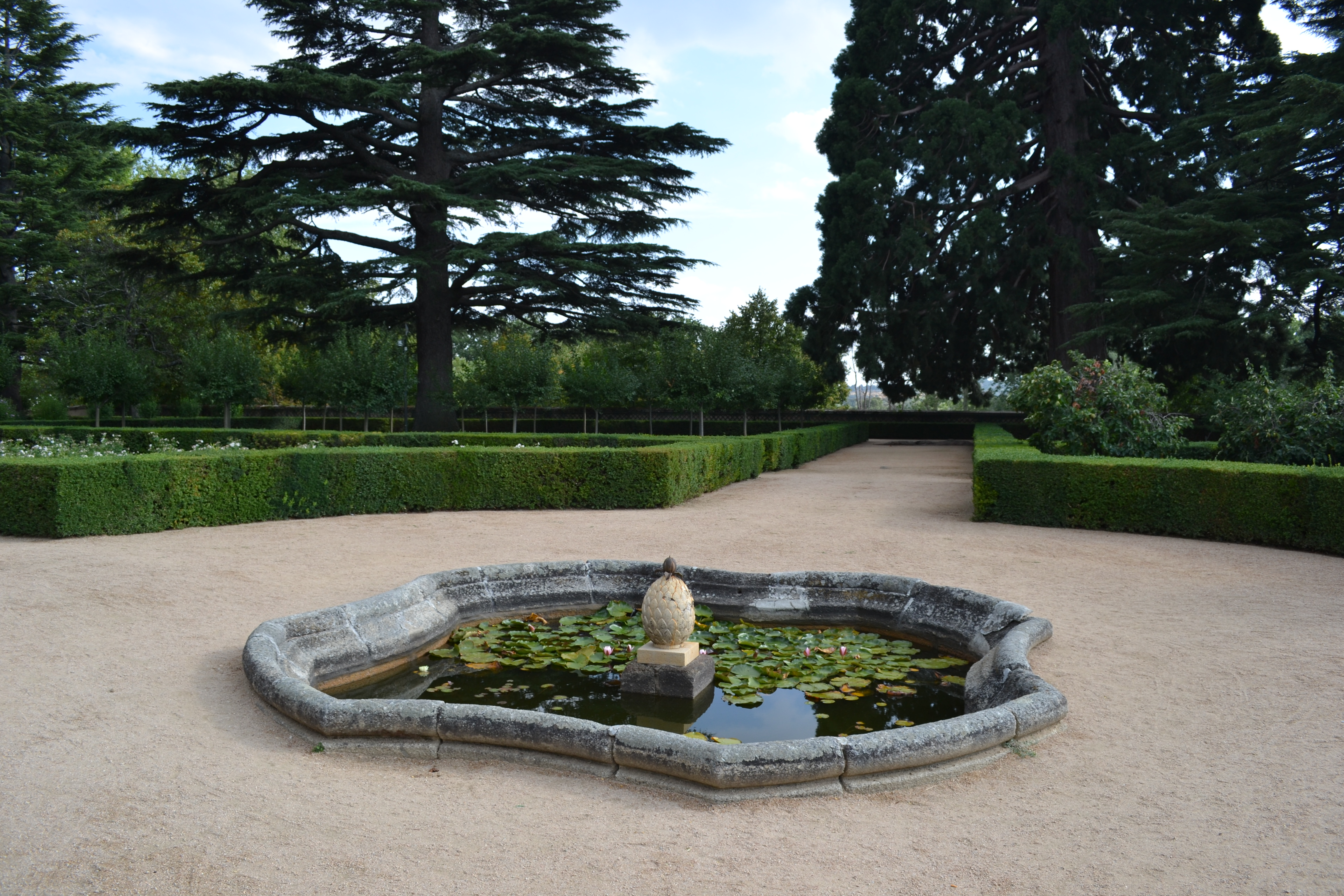
Detalle del jardín

Se trata de un palacete de recreo neoclasicista del siglo XVIII, obra de Juan de Villanueva, construido por encargo del entonces Príncipe de Asturias, el futuro monarca Carlos IV. Es el único monumento, entre los situados en el término escurialense, integrado dentro de la declaración de Patrimonio de la Humanidad que recibieron, en 1984, el Monasterio de El Escorial y el Real Sitio. Asimismo cuenta con la declaración de Bien de Interés Cultural. Se emplaza en lo que fue un monte de robles entre el Monasterio y la población de El Escorial, de ahí su denominación popular de Casita de Abajo.
El edificio cuenta con un cuerpo central rectangular y dos alas en los laterales. El primero se construyó entre 1771 y 1775 y consta de dos plantas. Construido en granito gris, a él se accede a través de un pórtico compuesto por tres peldaños, sobre los que se levantan cuatro columnas toscanas que sostienen el balcón del segundo piso. Por su parte, las alas laterales se construyeron entre 1781 y 1784, siendo la derecha para uso noble y la izquierda para el servicio. El edificio albergó una de las colecciones de arte más importantes de su época pero parte de la misma se perdió durante la Guerra de la Independencia, por lo que recibió una nueva decoración bajo Fernando VII mientras que su mobiliario pertenece a la época de Alfonso XIII.

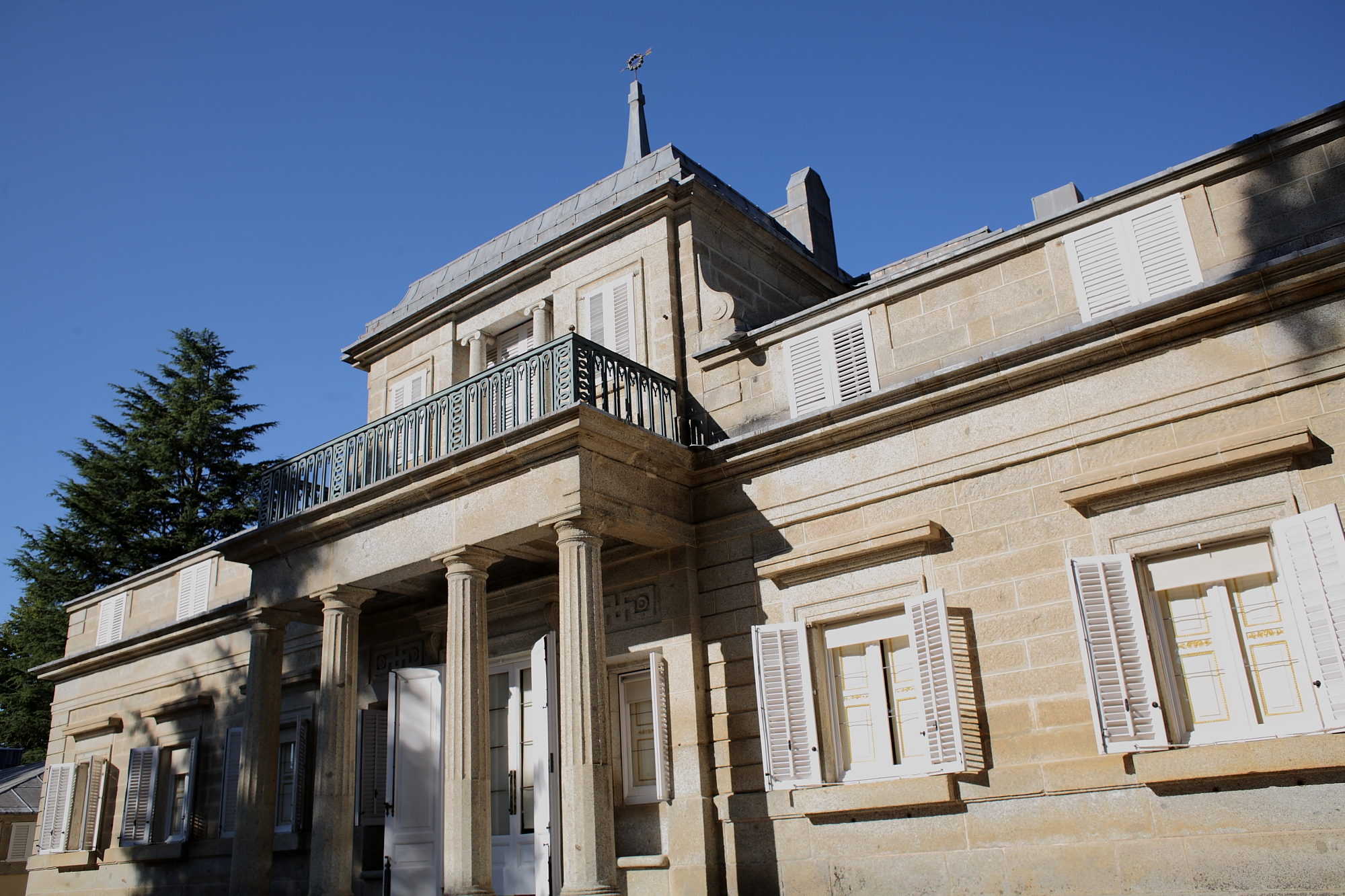
Detalle de la fachada
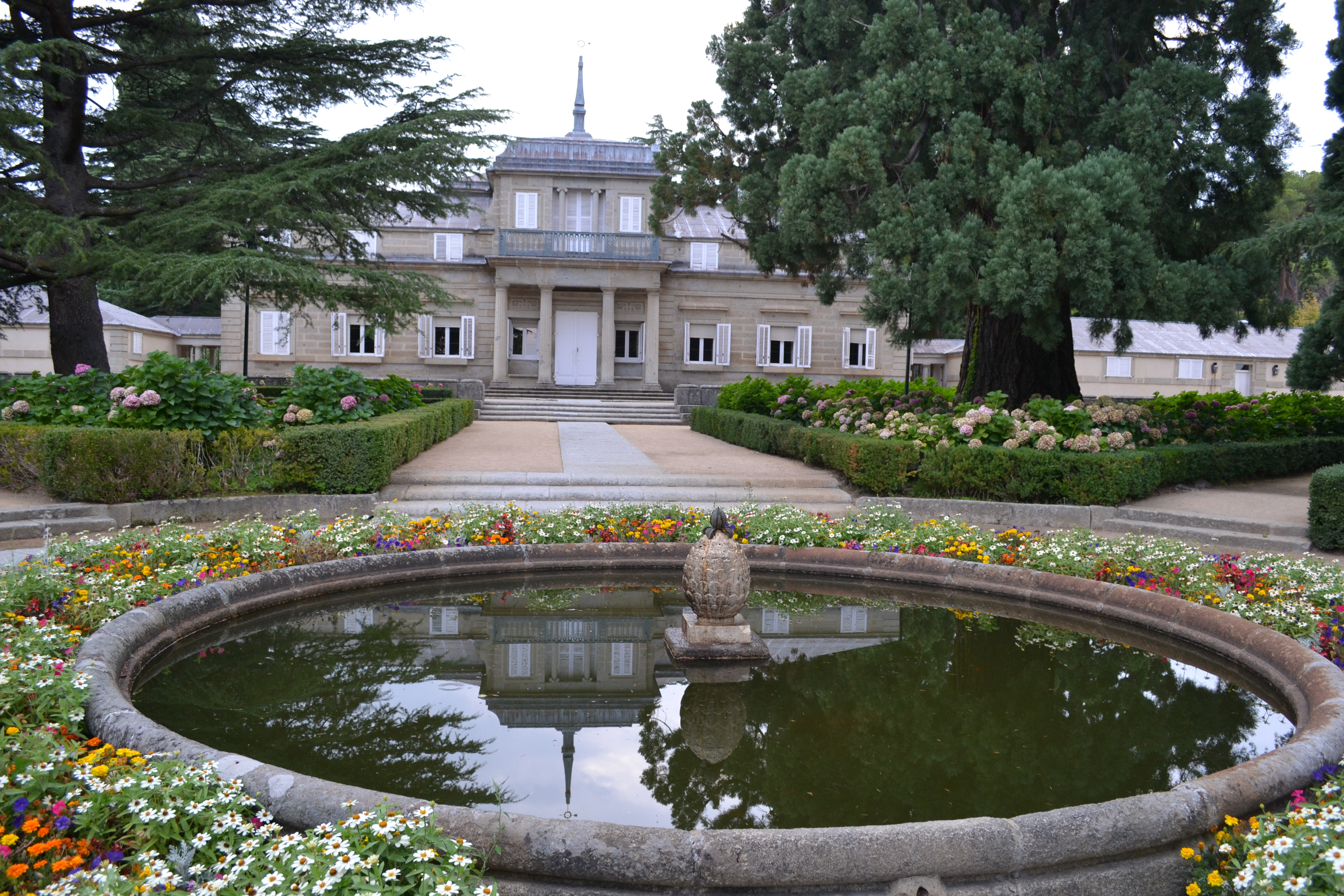
La Casita desde el jardín
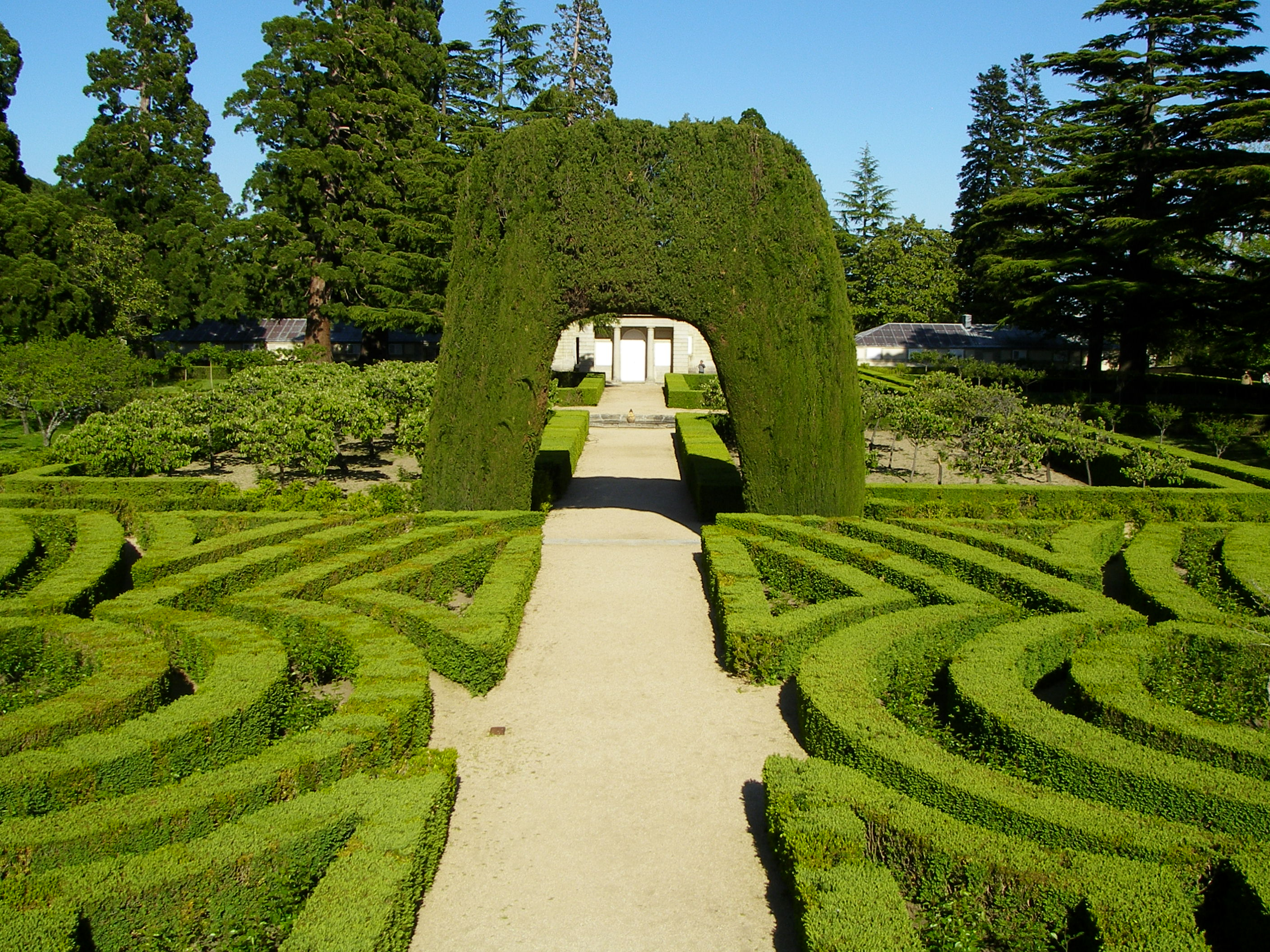
Detalle del jardín

En la decoración interior predominan los temas mitológicos, a los que hay que añadir varias obras de Luca Giordano, relieves y camafeos de Vicente Gómez y medallones de Manuel Pérez. Entre los espacios interiores más destacados se encuentran la Sala Azul, decorada por Juan de la Mata Duque, la del Café, con bóveda de Juan Bautista Ferroni, y el Salón Japelli. El palacete fue escenario de tertulias, fiestas y celebraciones de la Familia Real, motivo por el cual los jardines también tuvieron un interés especial. Estos se estructuran, por zonas a distinto nivel, en calles y paseos, con numerosos elementos decorativos como coníferas centenarias, setos, gran variedad de flores y árboles frutales y un estanque.
El conjunto se ubica dentro de un recinto mayor en el que, además del arbolado, se encuentran otros elementos como la Cruz de Nefando, dos casas de guarda, un aljibe y el Arca del Umbrión o Casita de los Enanitos, de estructura similar a otras construcciones destinadas al abastecimiento de agua en el siglo XVI. En el subsuelo, y paralelo a un tramo de muro junto al antiguo Camino Real, discurre un pasadizo hecho en mampostería, enlosado de barro cocido y cubierto por bóveda de ladrillo, cuyo uso parece que fue el de comunicar, como camino alternativo bajo tierra, el Monasterio con la Villa o con La Fresneda.

#### Otras construcciones

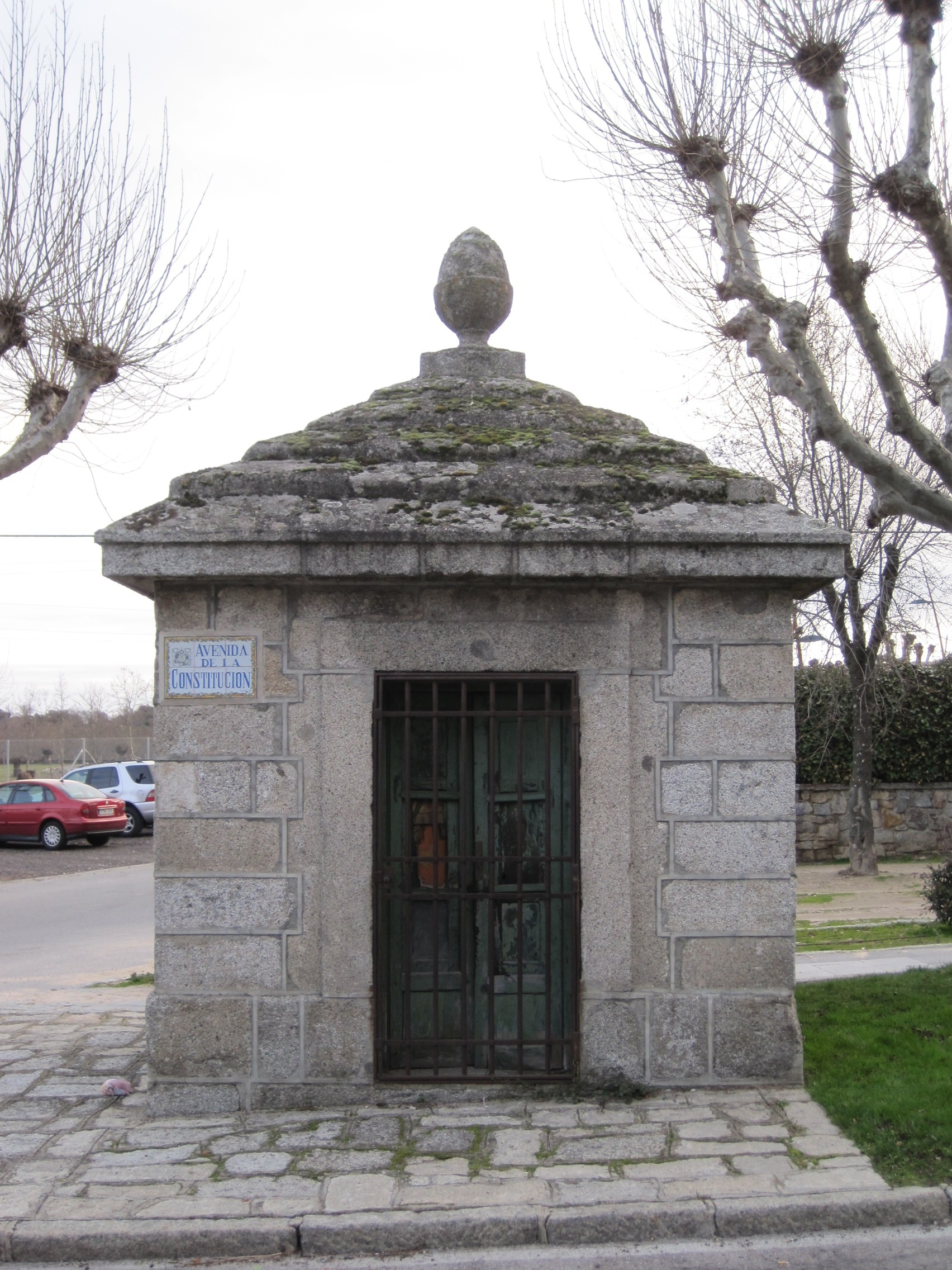
Arca de San Sebastián

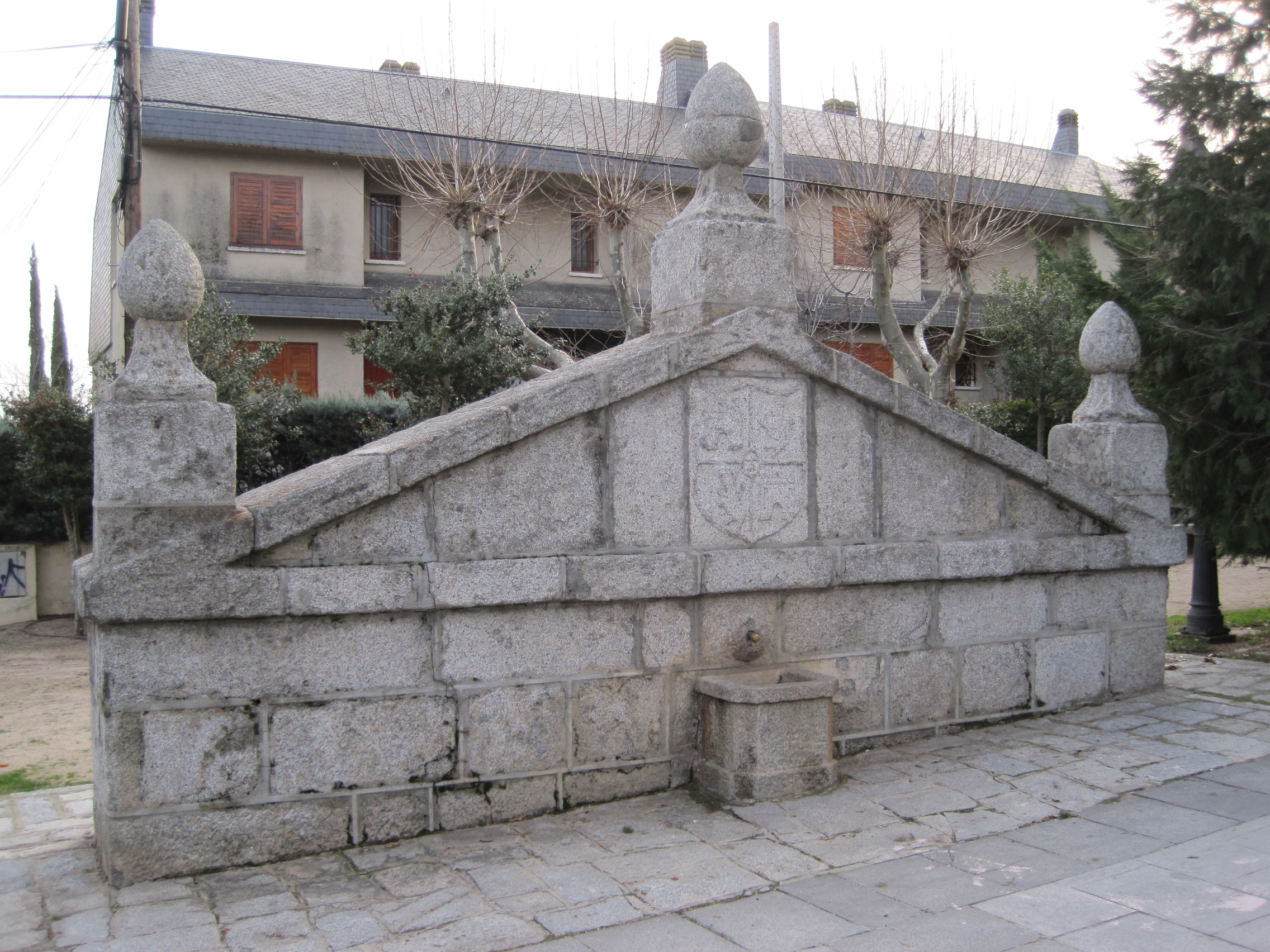
Fuente de San Sebastián

Con objeto de preservar la caza en los bosques reales y proteger los territorios puestos a disposición de los monjes, en el siglo XVI se levantó La Cerca, buena parte de la cual todavía se conserva. El espacio vallado incluía el Real Monasterio y los enclaves de La Herrería, La Fresneda, Campillo y Monesterio, y lindaba con tierras de Ávila, Galapagar, Valdemorillo, Alpedrete y Guadarrama. Entre los encargados de la obra estuvieron Pedro Villamor y Cristóbal Rodríguez.
En el muro de piedra se abrían diez puerta principales, vigiladas por un cuerpo de guardia, un dependiente de rentas y un celador. Destacan, entre ellas, la Puerta de las Bellotas, en Monesterio, la Puerta de las Cabezuelas, entre Navalquejigo y Guadarrama, la Portera del Cura, hacia Peguerinos, y la Puerta de la Reina, en La Fresneda. Además de estas principales, que conectaban con las distintas poblaciones, había otras menores que facilitaban determinados servicios, como la Puerta de los Pozos de la Nieve. Otros elementos de interés de La Cerca son los puentes de caballerías, como los del Zarzalón y los Contrabandistas, varios mojones de término y los saltaderos, pequeñas rampas para facilitar el paso de los animales desde el exterior.
Otras construcciones relacionadas con las necesidades del Monasterio fueron los distintos molinos que se construyeron aprovechando la abundancia de agua en la zona. Algunos de ellos se conservaron, al reconvertirse en vivienda, pero otros constituyen una ruina, como el llamado Molino de Jade. Este se ubica cerca del paraje de La Manguilla y se destinaba a la producción de harina utilizando las aguas del arroyo del Batán como motor. Sin embargo, por su lejanía del Monasterio quedó prácticamente abandonado, hasta que Jacome da Trezzo decidió usarlo para pulir tallas de jaspe y otras piedras preciosas que se utilizaban como ornamento en la Real Basílica. Posteriormente las instalaciones de La Compaña, junto al Monasterio, acabaron albergando los servicios que prestaba este molino. En sus alrededores se construyeron también una fuente y un arca de piedra, atribuidas a Francisco de Mora. El conjunto de ruinas existentes conforman el principal vestigio, junto con el molino Tornero, de la actividad preindustrial que existió a finales del siglo XVI en terreno escurialense.
También pertenecientes al siglo XVI, pero promovidas por el concejo de la villa, fueron el arca y la fuente de San Sebastián, levantadas en 1586 sustituyendo otra fuente anterior, la de Navaarmado. Su construcción respondió a una necesidad pues, en sus orígenes, se ubicaba en una zona dedicada a tareas agrícolas tales como la recolección de cereal, por lo que estaba al servicio de los habitantes del lugar. La fuente posee un frontón rematado por tres pedestales, coronados por bellotas; en el centro un escudo con dos leones y dos castillos. Por su parte, el arca de agua es una construcción cuadrada, con cubierta a cuatro aguas y rematada también por una bellota.
Ya de época contemporánea destacan otras construcciones; por un lado el ayuntamiento, de 1891, aunque sus antecedentes se remontan a la Casa del Concejo, que ya existía en el siglo XIV. En 1570 comenzó la construcción de una nueva Casa de Justicia y a finales del siglo XIX se procedió a levantar un nuevo edificio de dos plantas, en el que destaca el salón de plenos decorado por Manuel Maján. Por otro las casas de Gerardo Gil, conjunto de 16 viviendas entregadas en 1931 que fueron proyectadas por este fraile agustino para facilitar un hogar digno a familias con pocos recursos económicos. Están construidas en granito con tejado de pizarra a cuatro vertientes, poseen una sola planta y cuentan con jardines a la entrada y en la parte trasera de cada vivienda.

#### Cruces de El Escorial
| Nombre           | Fecha                        | Ubicación | Notas | Imagen |
| ---------------- | ---------------------------- | --- | --- | ------ |
| Cruz de la Horca | Hacia 1595                   | Avenida Felipe II, junto al cementerio                                                                           | Uso como cruz de término entre El Escorial y La Fresneda.                                                                                     |        |
| Cruz de Nefando  | 1606                         | Jardines de la Casita del Príncipe                                                                               | Uso como cruz de término entre El Escorial y La Herrería. Según la tradición popular, en este enclave recibió muerte el autor de dos delitos. |        |
| Cruz del Tercio  | Segunda mitad del siglo XVII | Desde 1985, glorieta de los Sexmos. Originalmente junto al puente del Tercio, anegado bajo las aguas de Valmayor | Uso como cruz de término entre Navalquejigo y La Fresneda.                                                                                    |        |

### Espacios culturales

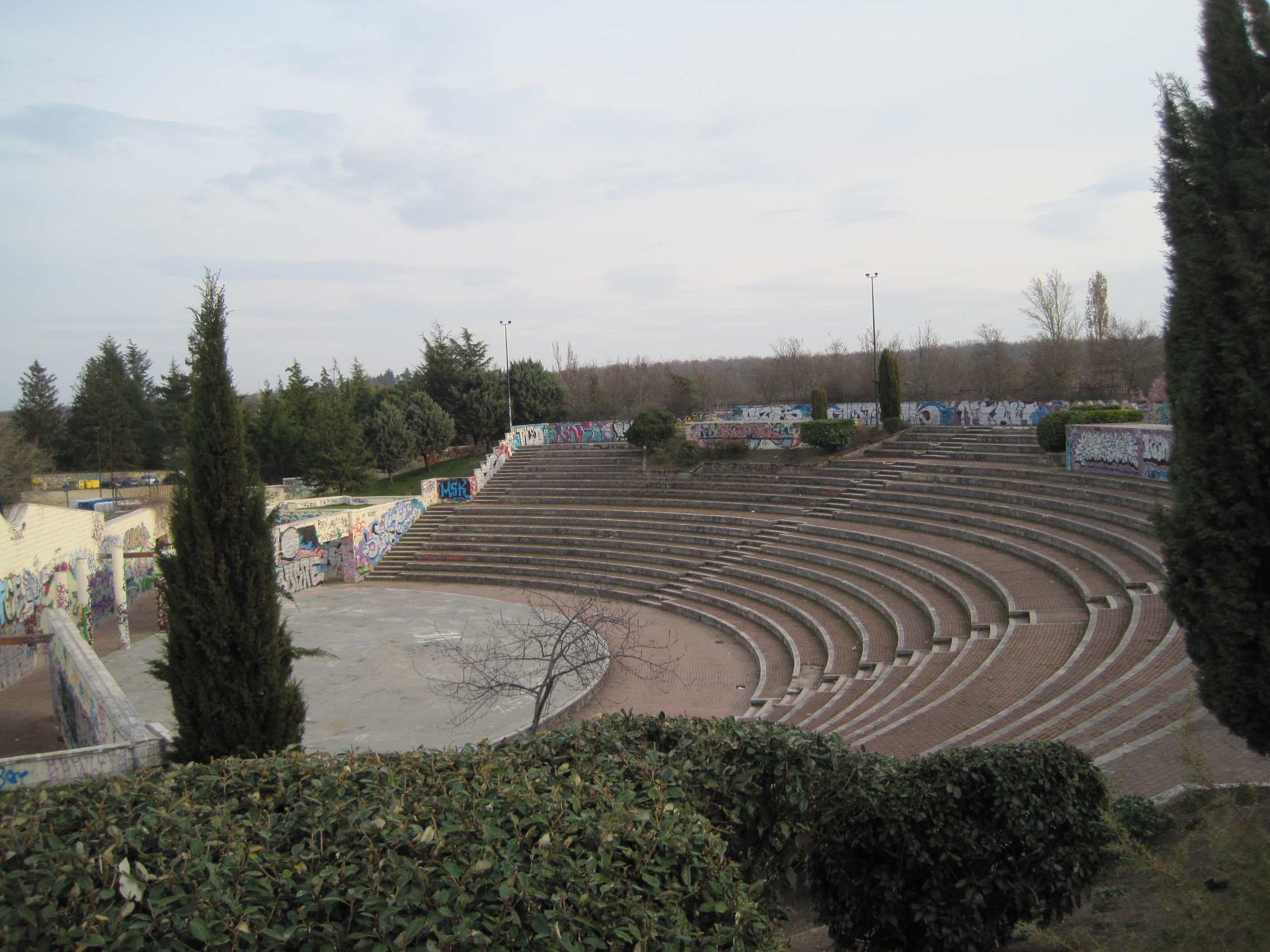
Auditorio de La Manguilla

El municipio posee varios espacios destinados a usos culturales; así cuenta con una biblioteca pública municipal, el centro municipal de exposiciones «Castilla» y un centro cultural, en el que además de celebrarse distintas actividades y talleres a lo largo del año sirve como sede a varias asociaciones culturales. Asimismo, cuenta con un auditorio al aire libre situado en el parque de La Manguilla. Además en la localidad se encuentra el Archivo Histórico Municipal, cuya documentación más antigua se remonta a la segunda mitad del siglo XVI; sus fondos están formados por varias colecciones, además del fondo municipal, como las pertenecientes a varias hermandades de El Escorial y a la Fundación Federico Fliedner.

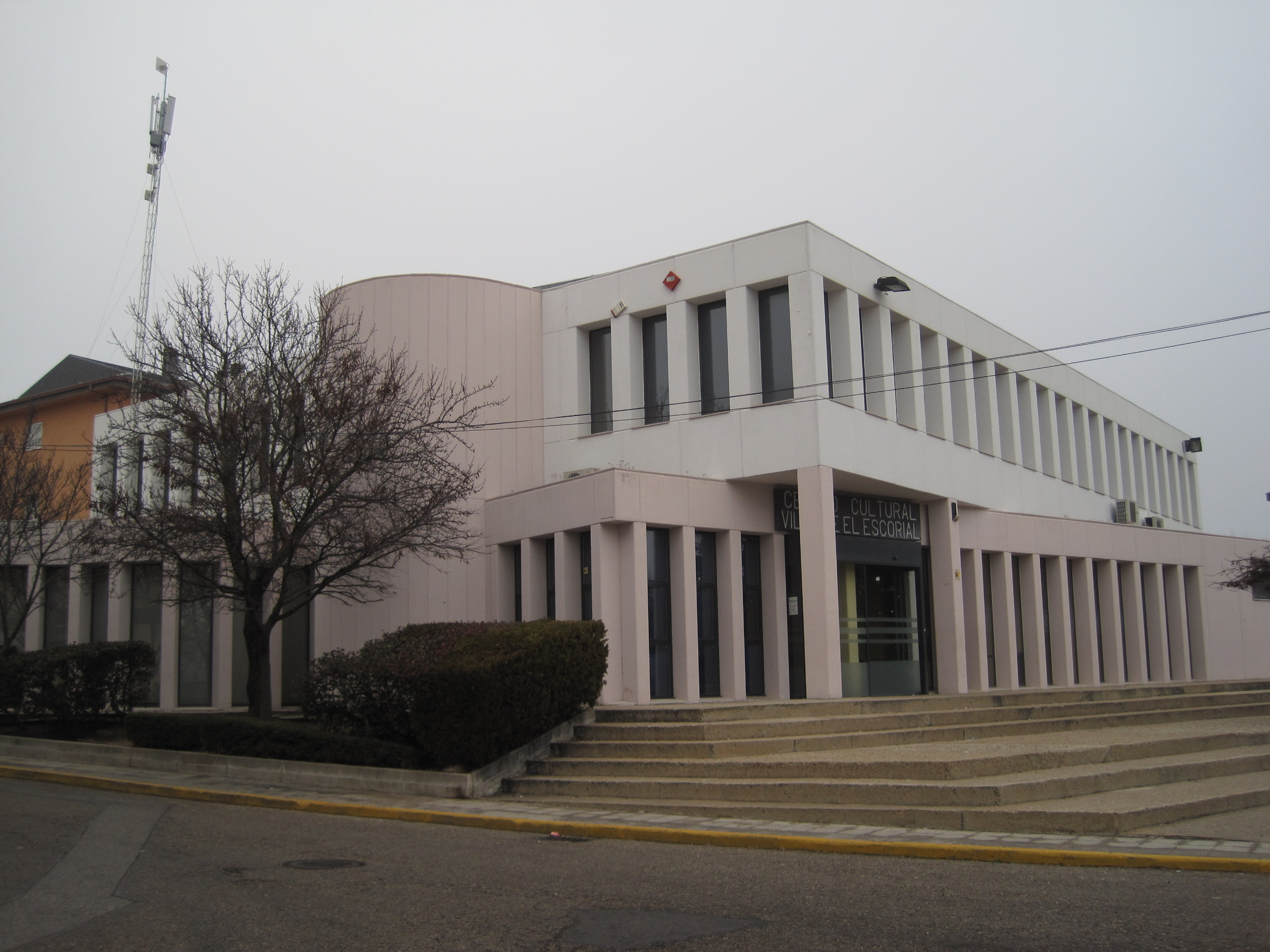
Centro cultural
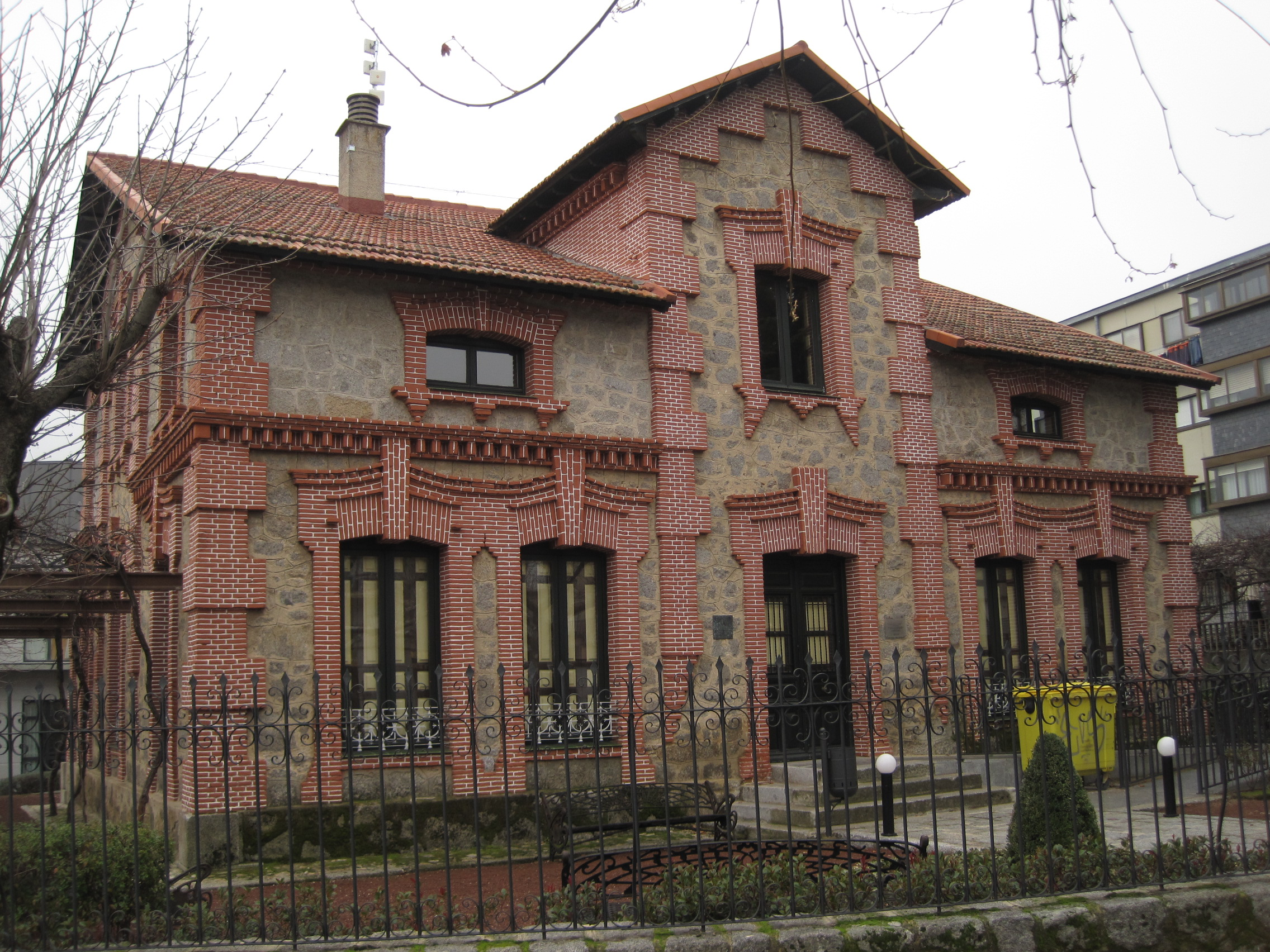
Centro de exposiciones «Castilla»
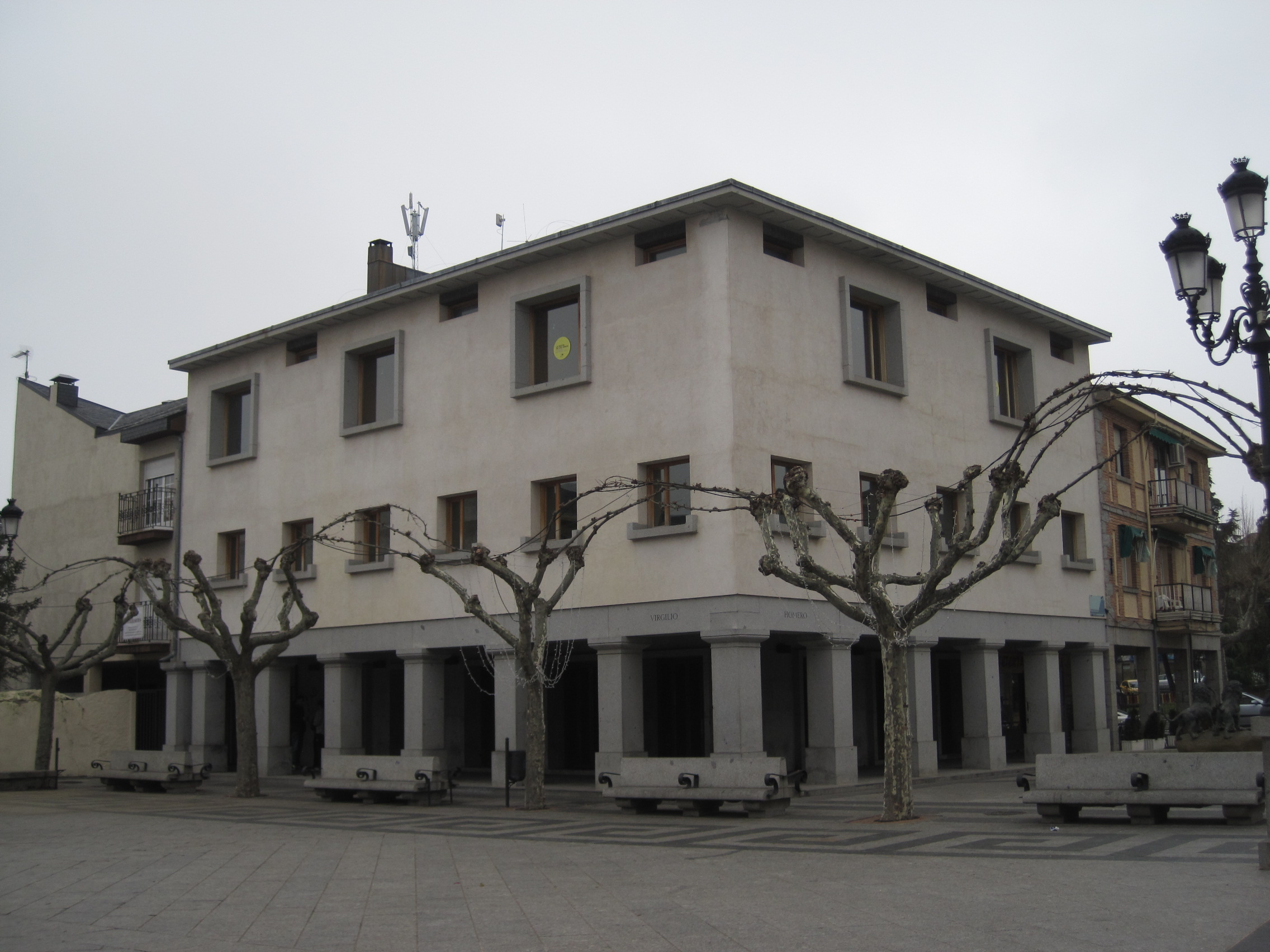
Biblioteca municipal

### Festividades y eventos

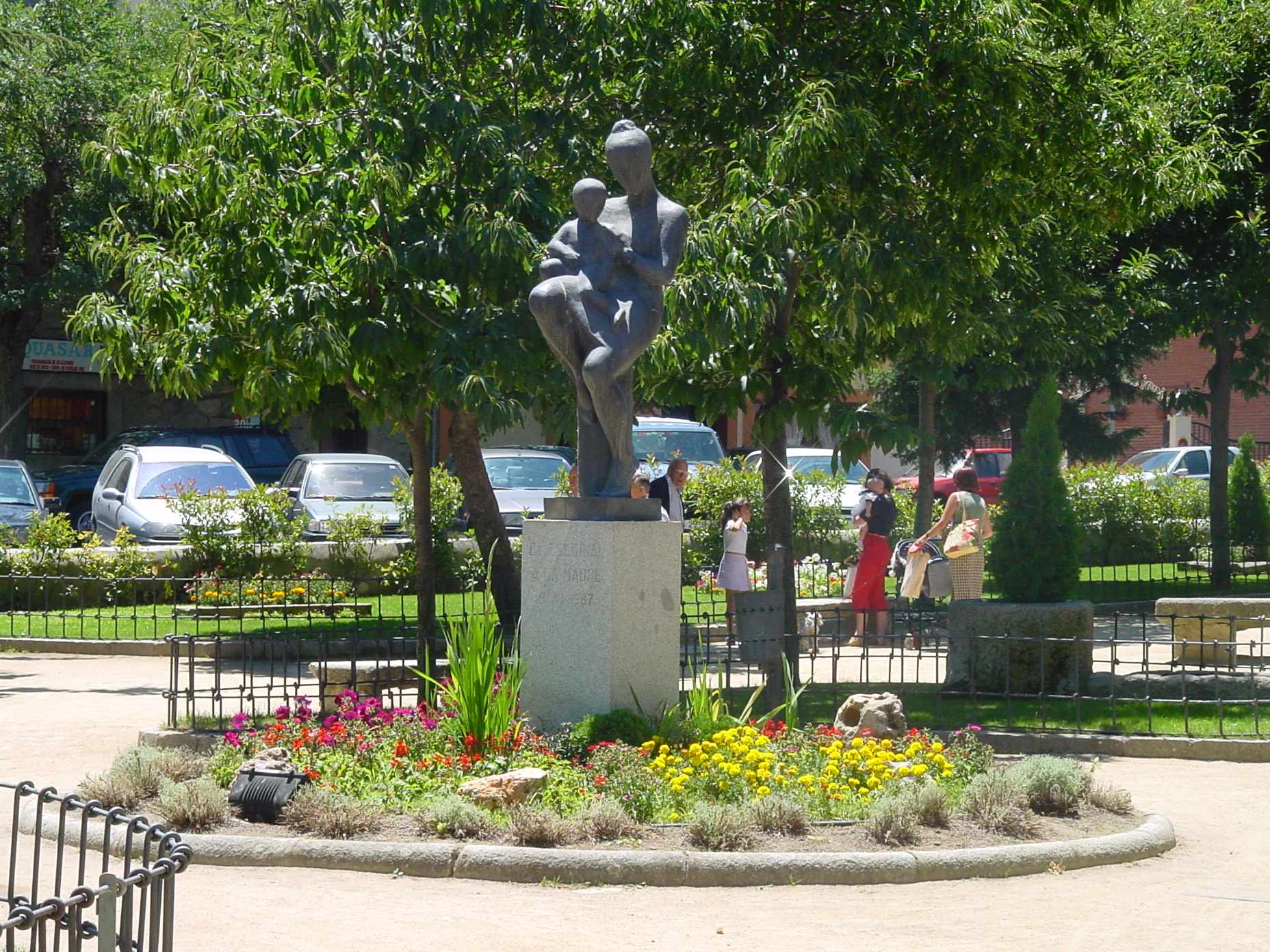
Escultura en el parque Lorenzo F. Panadero

A lo largo del año son varios los eventos festivos que tienen lugar en el municipio. Cronológicamente, el fin de semana del 20 de enero se celebra —conjuntamente con San Lorenzo de El Escorial— la festividad de San Sebastián, organizada por la Hermandad del mismo nombre, con las tradicionales misa, pasacalles folklórico y procesión. En febrero, en fecha variable, tienen lugar los festejos del carnaval, con concentración de disfraces y desfile por las calles de la localidad, culminando la jornada festiva con música, animaciones y talleres infantiles. Durante la Semana Santa, además de distintos actos litúrgicos, la Cofrafía de la Vera Cruz —creada en 2011— protagoniza tres actos procesionales: un Viacrucis y la procesión del Silencio el Viernes Santo y la procesión del Encuentro el Domingo de Resurrección.
A mediados de mayo se celebran en la localidad de Peralejo las fiestas en honor de San Matías, durante las cuales se programan actividades infantiles, actuaciones musicales y la tradicional misa y procesión. A principios de junio tienen lugar las fiestas patronales de San Bernabé, santo patrón de la localidad desde 1644. Durante las mismas se celebran, entre otras, verbenas y conciertos, actuaciones folklóricas, competiciones deportivas, actividades infantiles y corrida de toros. Al mismo tiempo se celebra la Feria Industrial y Artesana de la Sierra de Guadarrama (FIASGU), con expositores de artesanía, productos gastronómicos y distintos comercios y empresas.
Ya en verano, entre los últimos días de julio y los primeros de agosto, tiene lugar la fiesta de Mozos, Casados y Viudos, organizada por los propios vecinos de la localidad. Su primera referencia es de 1918 y durante la misma se organizan eventos deportivos, actividades infantiles, bailes y toros. A mediados de agosto se celebra la festividad de San Roque, originariamente vinculada al despoblado de Navalquejigo pero tras el crecimiento de distintas urbanizaciones en el entorno de este se celebra bajo la advocación de Nuestra Señora de los Arroyos. Durante la misma se programan distintas actividades deportivas, culturales y de ocio. El primer domingo de septiembre tiene lugar la romería de Nuestra Señora de la Herrería, patrona de El Escorial, fiesta que en 2014 fue declarada de Interés Turístico. Por último, durante el periodo de Navidad, además de distintas actividades lúdicas, el 5 de enero se representa el tradicional belén viviente y se organiza la Cabalgata de Reyes, y el 6 de enero estos entregan regalos a los niños del municipio, tradición que comenzó a mediados del siglo XX.

Romería de la Virgen de la Herrería

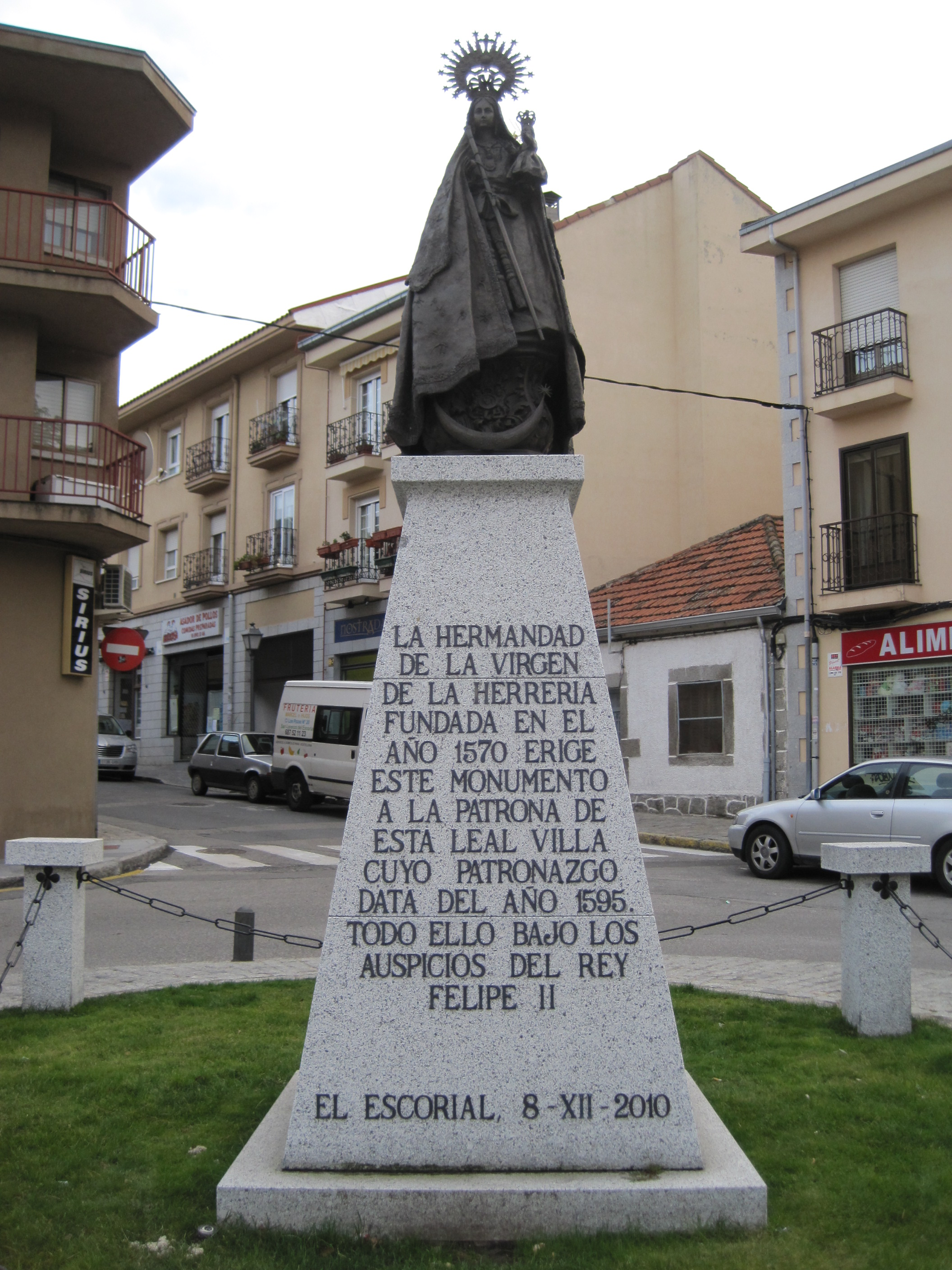
Monumento en honor a la Virgen de la Herrería

La primera mención a Nuestra Señora de la Herrería como patrona de El Escorial data del 21 de septiembre de 1654, y el 15 de julio de 1995 fue coronada como alcalde mayor de la villa. Su imagen ya se veneraba en 1562, en una ermita ubicada en terrenos de los que tomó el nombre; tras la orden de Felipe II de derribarla, se construyó una nueva capilla, inaugurada el 21 de septiembre de 1595, que se conserva en uno de los laterales del altar mayor de la iglesia de San Bernabé.
Su culto es mantenido durante todo el año por la Hermandad de Nuestra Señora de la Herrería y culmina con la romería que reúne a la población el primer domingo de septiembre. Días antes se celebra una novena y una ofrenda de flores. El día de romería, el cortejo —con la imagen de la virgen bajo palio y en carreta de bueyes— sale de la iglesia parroquial hacia la ermita, ubicada en un paraje cercano a La Fresneda, y al descansadero del Rodeo llega cada una de las carretas engalanadas por las distintas peñas, con motivos representativos de la historia y costumbres de El Escorial. En el pórtico de la ermita tiene lugar la misa, y la música de dulzaina y tamboril acompaña los rondós y jotas a lo largo de la jornada, que se complementa con las subastas y otras actividades.

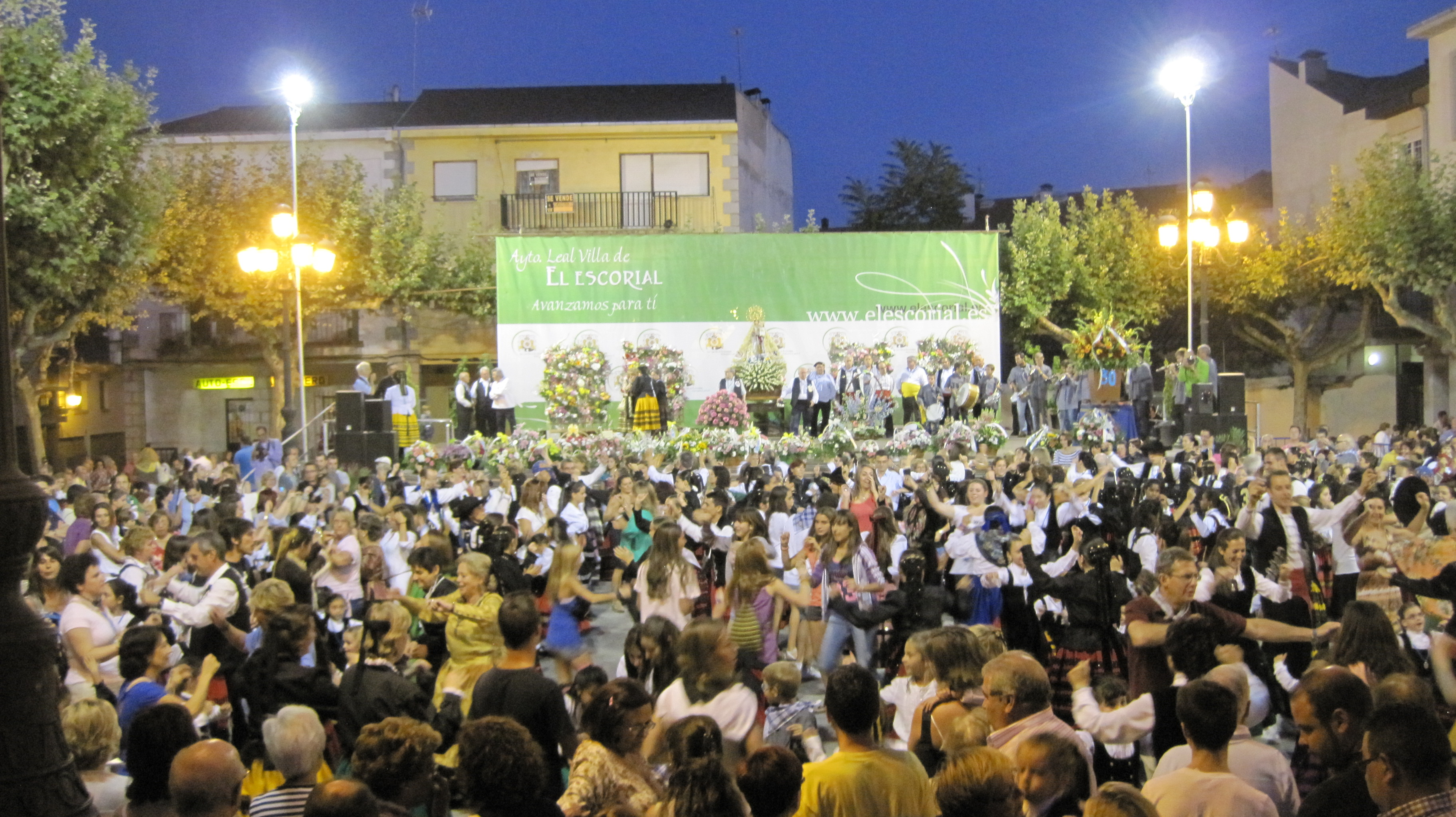
Ofrenda floral y rondón
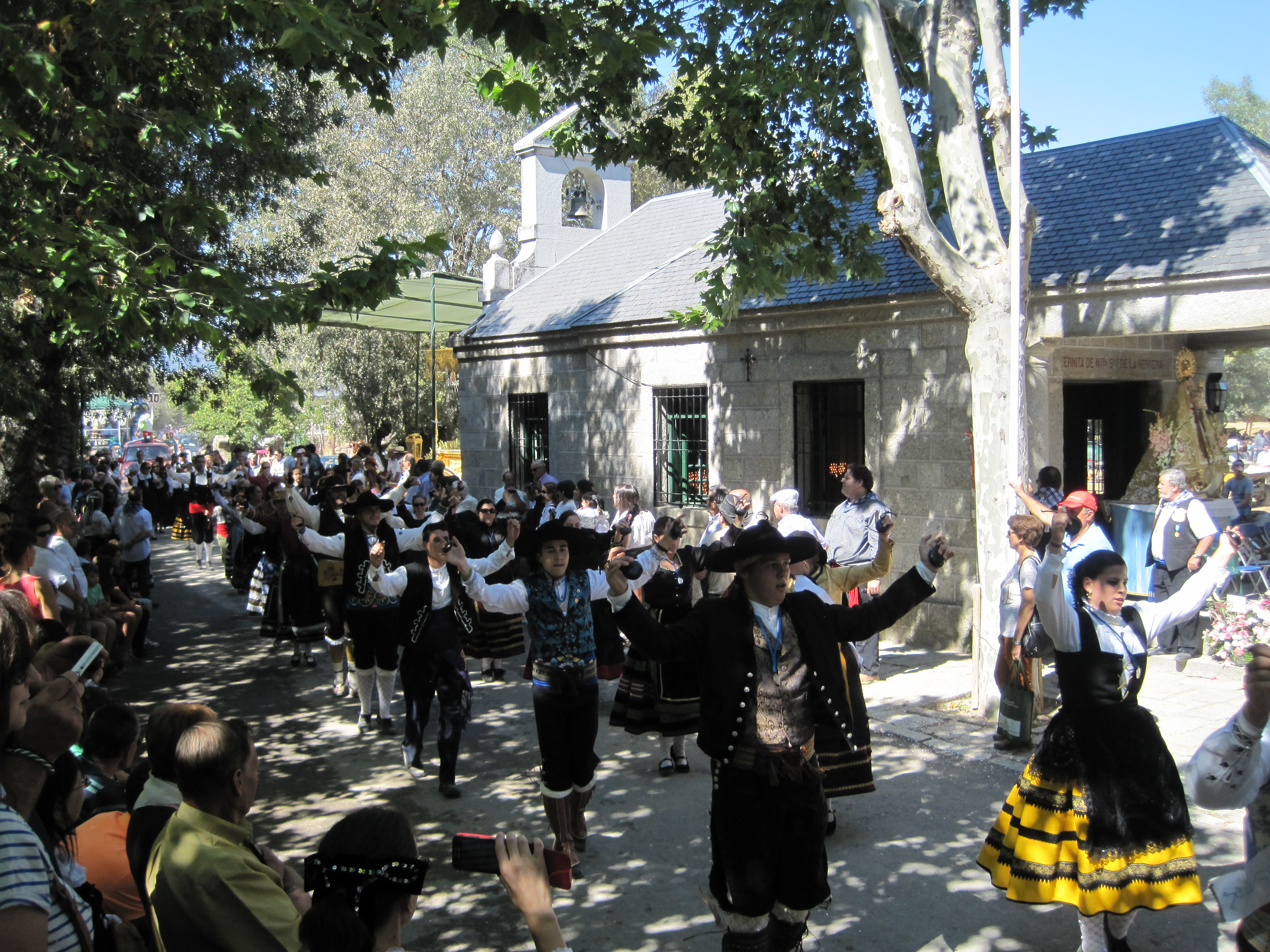
Llegada a la ermita
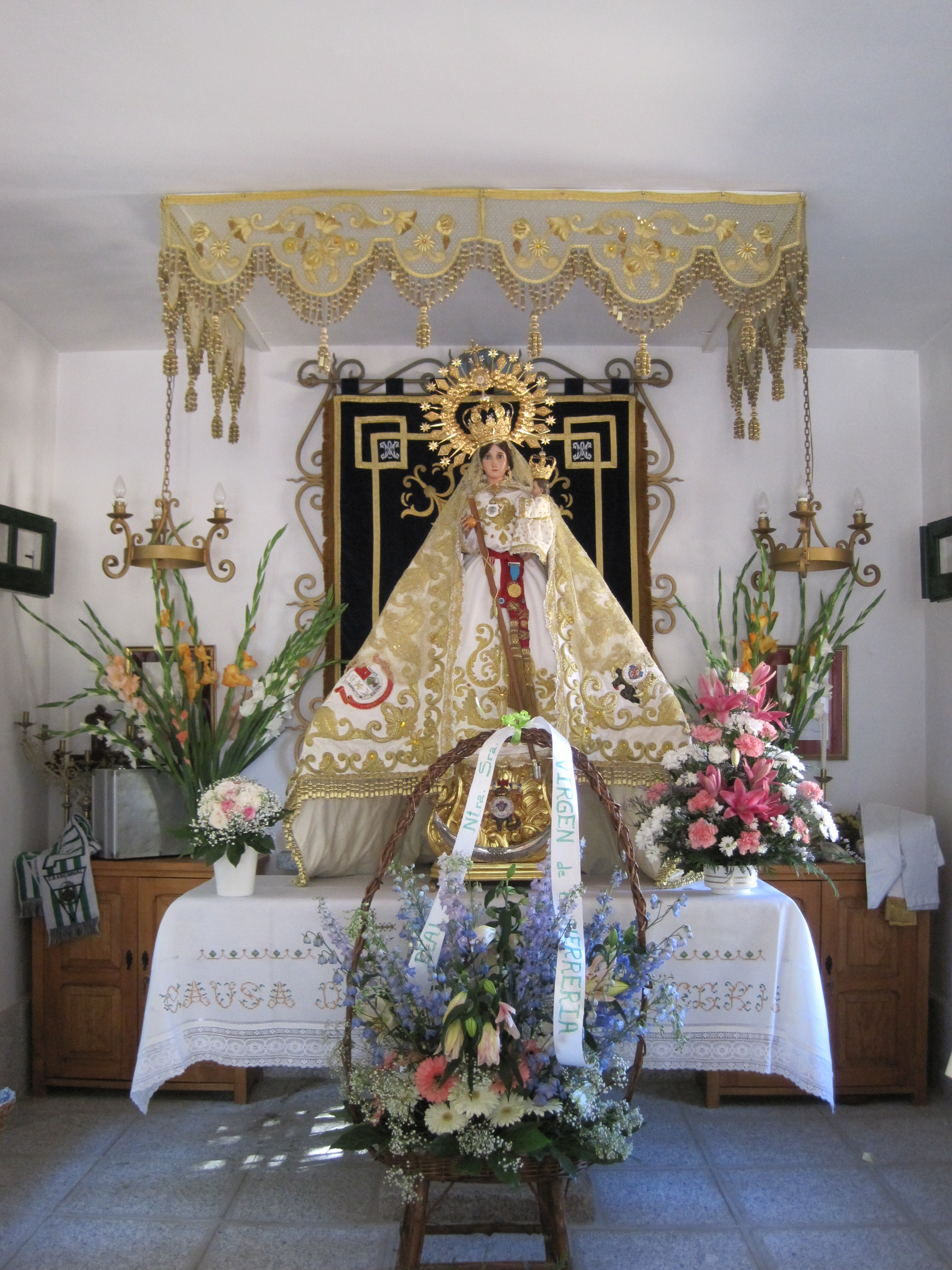
La Virgen en su ermita

### Gastronomía
La gastronomía en El Escorial oferta una amplia variedad de platos aunque la carne, como producto propio de la zona, abundante en pastos, es el protagonista de la cocina local. Entre ellos están el cordero asado, el solomillo, los chuletones, el estofado de rabo o el morcillo. Como entrantes o guarniciones destacan los revueltos de setas y la ensalada de berujas, productos también propios de la zona. En lo referido a postres destacan las frutas de sartén y la tarta de natas, a las que hay que sumar otros tradicionales como el flan. Todas estas posibilidades culinarias son difundidas por el Ayuntamiento a través de unas Jornadas Gastronómicas que tienen lugar cada año.
Entre los distintos tipos de carne sobresale especialmente la ternera, que cuenta con Indicación Geográfica Protegida desde 1998 bajo la denominación de «Carne de la Sierra de Guadarrama», si bien ya desde 1994 contaba con un sello de calidad.

### Deporte
Entidades deportivas
Entre las distintas disciplinas o actividades que se practican en el municipio están el fútbol, con el Club Deportivo Escorial, que milita en el Grupo 1 de la Segunda Categoría de Aficionados de la Comunidad de Madrid, el atletismo, con el Club de Atletismo Las Ardillas, el voleibol, con el Club Voleibol El Escorial, el floorball, con el Club Unihockey-Floorball Escorial, el ciclismo, con el Club Ciclista Escurialense, el baloncesto, con el CDE Villa de El Escorial, y los deportes náuticos, como el piragüismo o el remo, con el Club Deportivo El Náutico de Los Arroyos.
Eventos deportivos
Entre los eventos que se organizan en el municipio destaca, el primer domingo de junio, la Milla Urbana Villa de El Escorial, organizada por el club de atletismo Las Ardillas y que en 2014 celebró su XV edición. Otros acontecimientos deportivos son los torneos locales de varias disciplinas durante la celebración de las fiestas patronales de San Bernabé, a principios del mes de junio.
Instalaciones deportivas
Para la práctica del deporte, El Escorial cuenta con un polideportivo municipal en el que se incluyen un campo de fútbol, canchas de pádel, un pabellón cubierto y otros espacios polivalentes. Asimismo, en el embalse de Valmayor se pueden practicar varias disciplinas náuticas.

## Apariciones marianas

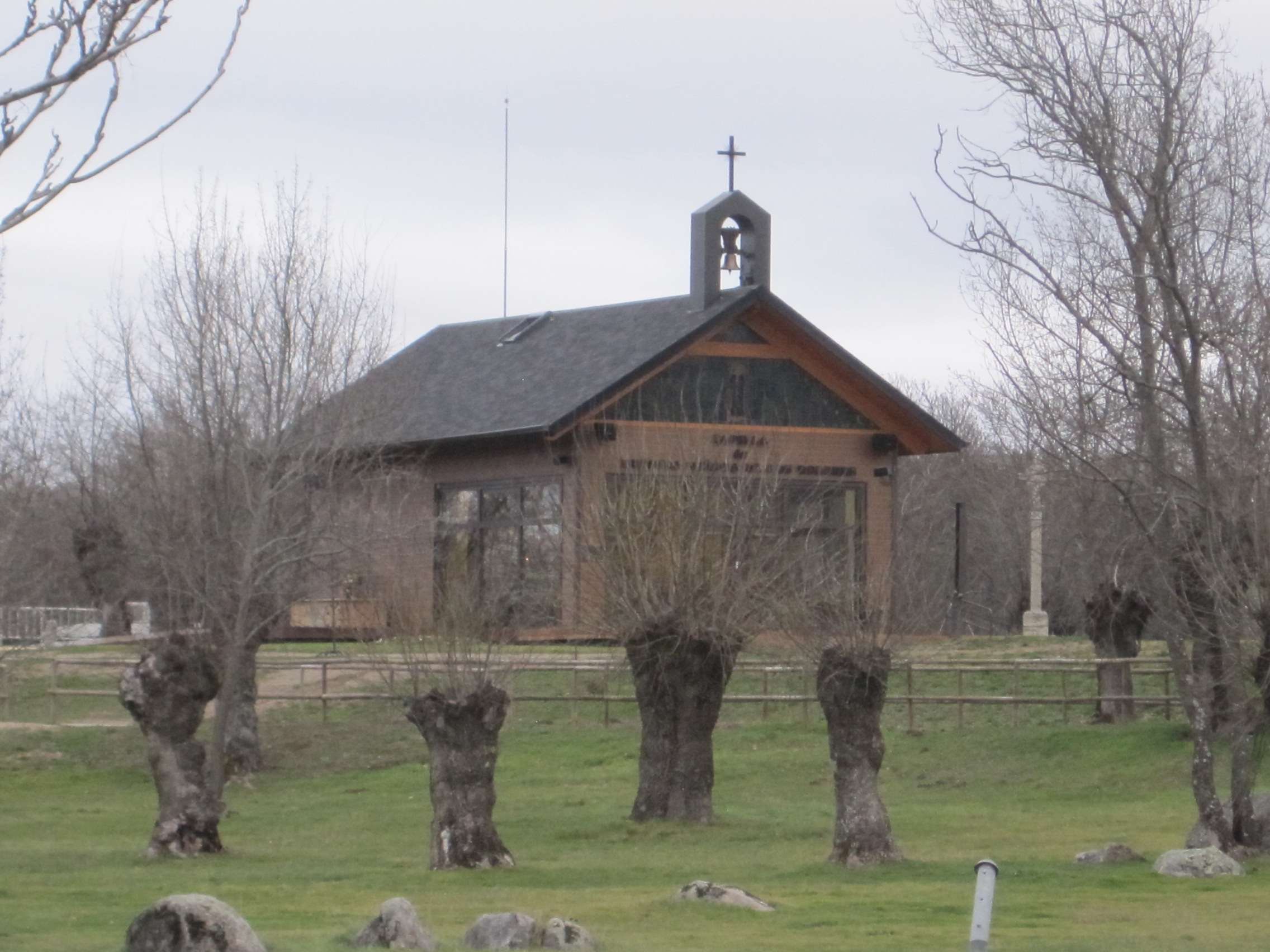
Vista de la capilla construida en Prado Nuevo

El 14 de junio de 1981, en la finca de Prado Nuevo, Amparo Cuevas fue supuestamente testigo de la primera de un total de 376 apariciones marianas que tuvieron lugar, sobre la copa de un fresno, entre ese año y 2002; en la primera de ellas, la Virgen le pedía la construcción de una capilla en ese lugar e indicaba que una vez realizada el agua de la fuente cercana curaría. A raíz de estos hechos, Amparo Cuevas fundó una asociación religiosa, la Asociación de Fieles Reparadores de la Virgen de los Dolores, que a lo largo de los años ha visto, entre otras cosas, cómo han surgido varias vocaciones, con el ordenamiento de varios sacerdotes y seminaristas, y cómo ha crecido económicamente, estimándose una fortuna de 132 propiedades entre casas, pisos y fincas.
La Iglesia católica, si bien en un primer momento no se posicionó respecto a lo ocurrido, en 1985 afirmaba que no había constancia del carácter sobrenatural de las supuestas apariciones pero en 1994 el arzobispo Ángel Suquía reconoció a la asociación. Asimismo, en 2010 el arzobispo Rouco Varela permitió a sacerdotes y religiosos participar en los actos que se celebraban en la finca, y finalmente, en 2012, el mismo Rouco Varela autorizó la construcción de una capilla en Prado Nuevo.

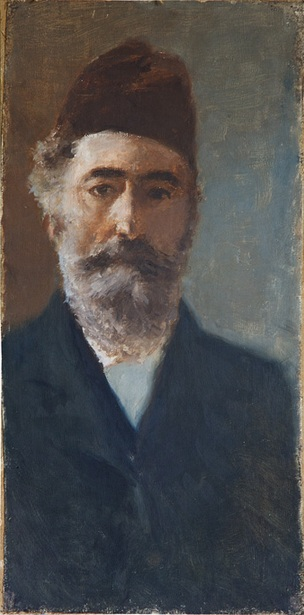
El pintor Martín Rico

Sin embargo, todos estos hechos se han visto envueltos en la polémica y a las acusaciones de falsedad o secta se han unido desde 2006 las distintas denuncias recibidas, como en 2008 cuando se acusó al entramado empresarial nacido de las supuestas apariciones de desviar las donaciones que recibían a otros proyectos ajenos a lo que declaraban, así como el nacimiento de una asociación de víctimas de las apariciones que ha denunciado, entre otros, el blanqueo de capitales, el peligro de los supuestos mensajes de la Virgen, la violación de derechos humanos o la ilegalidad del enterramiento de la vidente en la capilla.